# Uniformi dell'esercito britannico

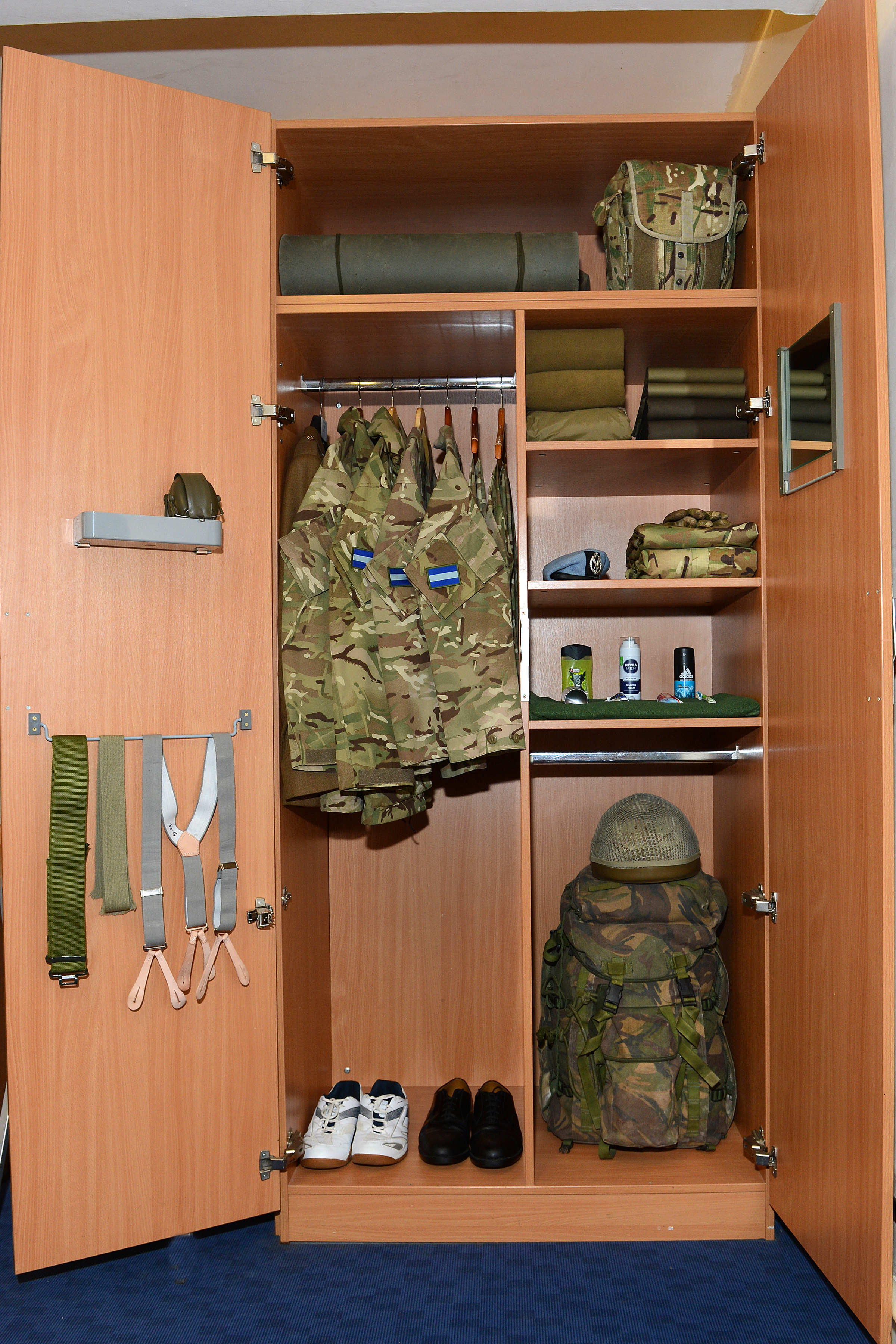
Armadietto di un soldato con la sua uniforme d'ordinanza.

Le uniformi dell'esercito britannico (in inglese British Army) attualmente comprendono dodici categorie che spaziano dalle uniformi da cerimonia a quelle da combattimento (ivi compresi il full dress e il frock coat). Le uniformi del British Army sono diverse a seconda del reggimento o corpo di appartenenza. Il full dress presenta la maggiore diversità tra unità, e vi sono minori distinzioni reggimentali tra capi da cerimonia, tenute da servizio, da caserma e da combattimento, benché la distinzione accomuni tutto un reggimento.
Gli ufficiali superiori, da colonnello in su, non vestono un'uniforme reggimentale (tranne quando svolgono la funzione onorifica di Colonel of the Regiment); invece, indossano la loro propria staff uniform (che comprende una banda colorata da berretto e mostrine abbinate in parecchi ordini di abiti).
Di regola sono indossati gli stessi elementari disegno e colore di uniforme da tutti gradi del reggimento (sebbene spesso con abbellimenti maggiorati per i gradi più alti). Ci sono parecchie differenze significative tra reggimenti di fanteria e di cavalleria; inoltre, numerose caratteristiche delle uniformi della cavalleria erano (e sono) estese a quei corpi e reggimenti considerati avere, per ragioni storiche, lo "status montato" (in particolare: Royal Artillery, Royal Engineers, Royal Corps of Signals, Army Air Corps, Royal Logistic Corps e Royal Army Veterinary Corps).

## Full dress

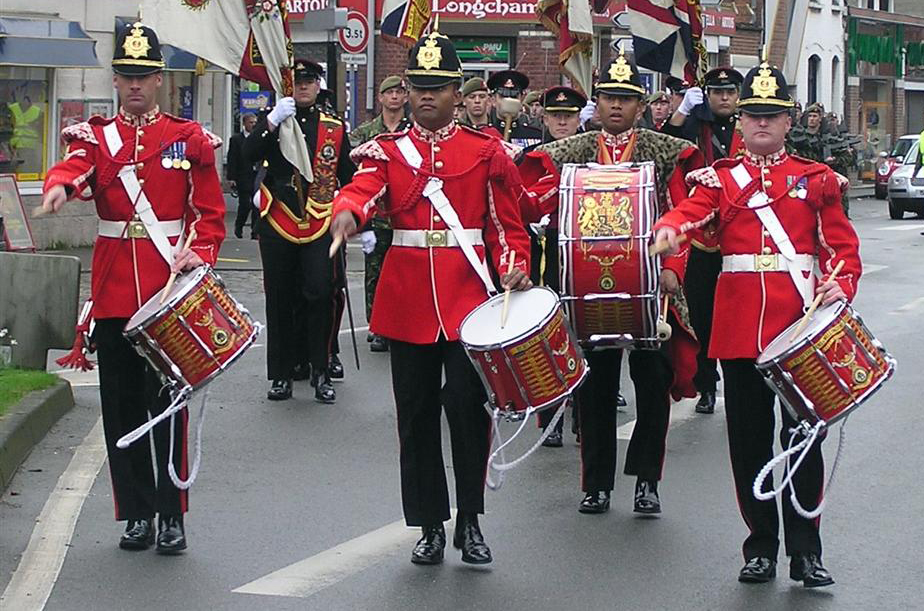
Full dress della fanteria di linea (Duke of Wellington's Regiment): giubba scarlatta di modello pre-Prima guerra mondiale, casco Home Service del 1878.

Full dress è la tenuta più elaborata e tradizionale in uso al British Army. Generalmente consiste di una casacca a collo alto scarlatta, blu scura o rifle green (senza tasche al petto), copricapo elaborato ed altri capi variopinti. È stata ritirata come ordinanza dal 1914, ma è ancora elencata nel Dress Army Regulations, che ne parla come di "massima testimonianza della tradizione e dell'identità reggimentale in uniforme" e di "chiave" a tutti gli altri ordini di abbigliamento. Ogni reggimento e corpo ha un suo schema specifico, approvato dall'Army Dress Committee. In genere sono versioni modificate delle uniformi pre-1914. Nel caso delle unità create dopo la Prima guerra mondiale, come nel caso dell'Army Air Corps, la tenuta Full Dress integra sia elementi tradizionali sia moderni.

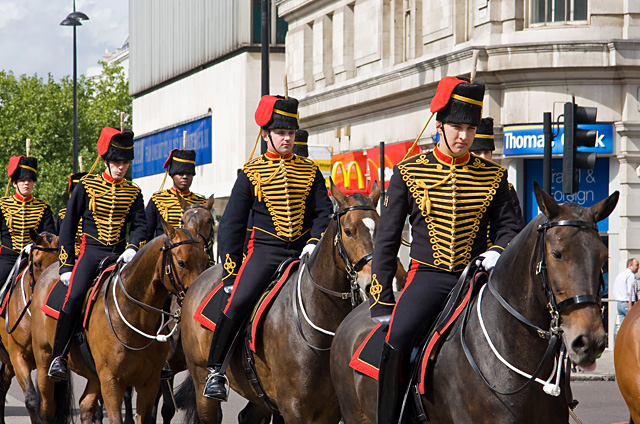
Soldati della King's Troop, Royal Horse Artillery nella loro uniforme full dress nello stile della cavalleria leggera.

 La full dress è tuttora indossata regolarmente nelle cerimonie da Foot Guards, Household Cavalry e King's Troop, Royal Horse Artillery. È distribuita a spese dell'erario a queste unità e alle varie bande dei Royal Corps of Army Music per uso cerimoniale. Altre unità possono ottenere la Full Dress per qualche occasione, come nel caso di una parata cui partecipa il sovrano o un membro della famiglia reale britannica, oppure è ordinata da uno di tali soggetti, come funerali di Stato, servizi pubblici attorno a residenze reali (ad esempio cambi della guardia) o partecipazione al Lord Mayor's Show.

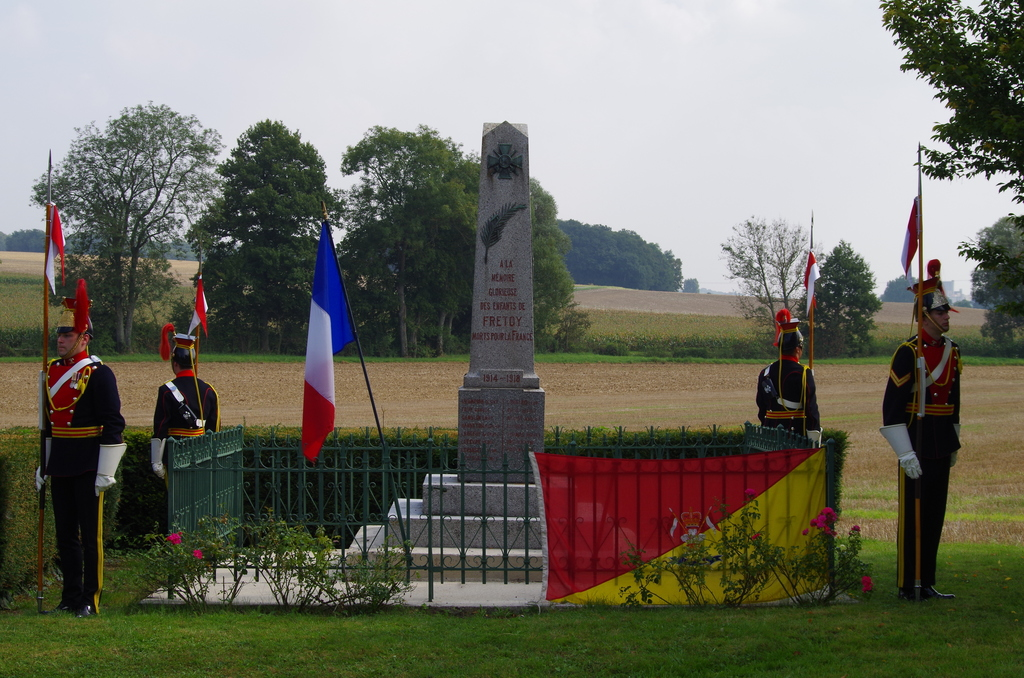
I lancieri di una guardia d'onore in full dress.

La massima parte dei reggimenti conserva la full dress per un numero limitato di effettivi, tra cui musicisti e guardie d'onore (in alcuni casi). Ad ogni modo, tutte queste uniformi devono essere acquistate e mantenute mediante fondi non pubblici.
Storicamente, i musicisti erano un importante mezzo di comunicazione sul campo di battaglia e indossavano uniformi distintive per essere facilmente riconosciuti. Questo è richiamato dal merletto extra uniforme indossato dai corps of drums (unità di musicisti) dei reggimenti di fanteria, e dei differenti caschi con piume colorate indossati dai trombettieri della Household Cavalry. Le "ali" da spalla ora sono una caratteristica distintiva indossata dai musicisti dei reggimenti non montati e dai corpi in tenuta da cerimonia. In origine le ali erano abbellimenti di alcuni reggimenti a piedi, tanto che, nel 1750, su quarantanove reggimenti a piedi, quattordici le indossavano, benché fossero state proibite nel 1730. Nel dicembre 1752 furono riservate alle sole compagnie di granatieri, seguite dalla fanteria leggera nel 1770. In meno di tre decenni, questo dettaglio inizialmente piccolo e modesto s'ingrandì, divenne rigido e riccamente ornato di finiture e frange. Dopo un cambio di linea, nel 1836, le ali sparirono con la fine della guerra di Crimea (1855), divenendo un privilegio dei soli musicisti militari.
Il copricapo indossato con il full dress differisce considerevolmente dai berretti con visiera e dai baschi indossati con altre tenute militari: feldmarescialli, generali, maggior generali, brigadieri e colonnelli indossano bicorni con quantità variabili di penne di struzzo a seconda del grado; Life Guards, Blues and Royals, 1st The Queen's Dragoon Guards e Royal Dragoon Guards vestono elmetti di metallo con piume, il cui diverso colore li distingue. Kings Royal Hussars, Queen's Royal Hussars, Light Dragoons, e Royal Horse Artillery indossano un colbacco di pelliccia nera, con piume e borse (cioè la bordura colorata del colbacco che è estratta e mostrata sul lato sinistro del copricapo) di diversi colori, al pari di Royal Regiment of Artillery e Royal Signals, che pure non sono reggimenti di ussari. Poiché i reggimenti Rifles tradizionalmente imitavano gli ussari, The Rifles e i Royal Gurkha Rifles portano un colbacco in qualche modo simile agli ussari, con piume di diverso colore per distinguersi. Però questi colbacchi non hanno "borse" come se ne trovano in quelli degli ussari. Royal Lancers; ed anche la banda di Royal Yeomanry, vestono la czapka, o "berretto del lanciere". Le piume e la sommità del copricapo storicamente distinguevano i vari reggimenti di lancieri. Grenadier Guards, Coldstream Guards, Scots Guards, Irish Guards, Welsh Guards e Royal Scots Dragoon Guards portano berrettoni, al pari degli ufficiali del Royal Regiment of Fusiliers; i militari di altre categorie indossano berretti da fucilieri con la sommità piatta. Il Royal Regiment of Scotland porta il cappello con piume, come i suonatori di cornamusa di Scots Guards e Royal Scots Dragoon Guards. Princess of Wales' Royal Regiment, Mercian Regiment, Duke of Lancaster's Regiment, Royal Anglian Regiment, Yorkshire Regiment, e Royal Welsh, in quanto reggimenti di fanteria di linea, indossano l'Home Service Helmet con un ornamento a punta sulla sommità, e lo stesso Royal Engineers, Adjutant General's Corps e Corps of Royal Electrical and Mechanical Engineers. Royal Logistic Corps, Royal Army Medical Corps, Royal Army Veterinary Corps e Royal Army Dental Corps vestono l'Home Service Helmet, ma con un ornamento a palla sulla sommità al posto della punta. Il Royal Gibraltar Regiment porta un casco bianco con un ornamento a punta sopra. Royal Tank Regiment, Army Air Corps, Parachute Regiment, Special Air Service, Intelligence Corps e Special Reconnaissance Regiment indossano baschi; come fanno con ogni tipo di uniforme. Royal Irish Regiment, così come i suonatori di cornamusa dei Queen's Royal Hussars portano il caubeen.
Le uniformi full-dress non sono tutte scarlatte; i reggimenti di cavalleria leggera (ussari, dragoni e lancieri leggeri) e Royal Artillery l'hanno portata blu fino al XVIII secolo, mentre i reggimenti rifle la portano verde. I sette corpi e dipartimenti di supporto esistenti nel 1914 indossavano tutti uniformi full dress blu scuro, con diversi risvolti colorati (facings). I reggimenti di ussari e rifles usano casacche con cordellini di traverso al petto, mentre le casacche di Royal Lancers e Army Air Corps sono dotate di "piastrone" sui risvolti colorati.

### Facings

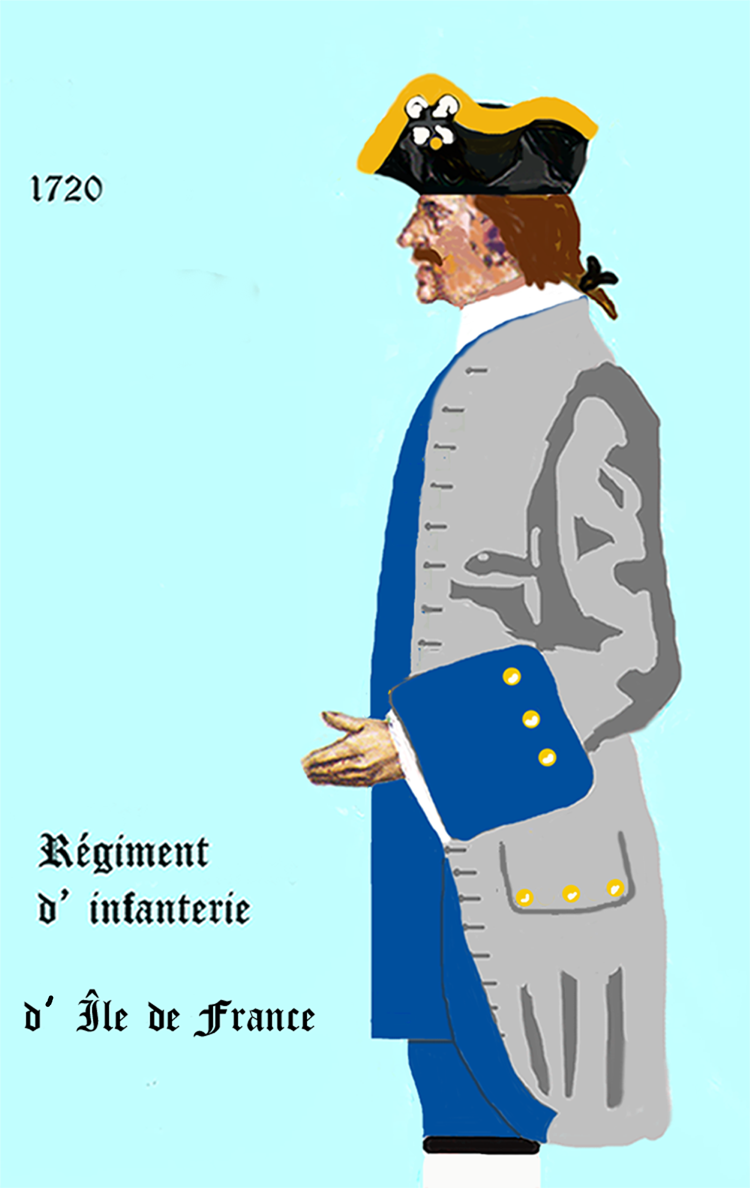
Régiment d'Ile-de-France (1720) con facings blu

Ogni reggimento e corpo del British Army ha uno specifico colore del risvolto (facing colour) secondo il Part 14 Section 2 Annex F del regolamento sulle uniformi dell'esercito britannico. Quando non è attualmente usato il full dress, i colori teorici si possono rilevare dai colori del mess dress; a patto che il reggimento in questione non sia stato amalgamato con un altro. Intelligence Corps, SAS e SRR non hanno indicazioni stabilite per il full dress, il colore verde cipresso del mess dress dell'Intelligence Corps lo renderebbe improbabile per il full dress, e i colori del risvolto di SAS e SRR possono essere desunti dai colpi dei loro baschi (come il Parachute Regiment) secondo questa sezione del regolamento. Il London Regiment e i reggimenti Yeomanry esistenti hanno svariati colori per ciascuna delle loro sub-unità.
- Blue: (blu) The Life Guards, 1st The Queen's Dragoon Guards, The Royal Dragoon Guards, The Queen's Royal Lancers, Foot Guards Regiments, The Royal Regiment of Scotland, The Royal Welsh, Adjutant General's Corps, Honourable Artillery Company (Artillery dress), Royal Monmouthshire Royal Engineers
- Scarlet: (scarlatto) The Blues and Royals, Queen's Royal Hussars, Royal Horse Artillery, Royal Artillery, The Rifles, Royal Electrical and Mechanical Engineers, Educational and Training Services (parte di Adjutant General's Corps), Royal Military Police (parte di Adjutant General's Corps) Royal Army Physical Training Corps, Royal Corps of Army Music, Honourable Artillery Company (Infantry dress), The Royal Yeomanry
- Yellow: (giallo) Royal Scots Dragoon Guards, Princess of Wales's Royal Regiment
- Crimson: (cremisi) The King's Royal Hussars, Army Cadet Corps
- Buff: (camoscio) The Light Dragoons, The Mercian Regiment
- Royal blue: (blu reale) The Duke of Lancaster's Regiment
- Maroon: (marrone) The Parachute Regiment, Royal Army Veterinary Corps , Royal Army Medical Corps
- Dark blue: (blu scuro) The Royal Anglian Regiment, The Queen's Own Gurkha Logistics Regiment
- Black: (nero) Royal Corps of Signals, Army Legal Services (parte di Adjutant General's Corps)
- Blue velvet: (velluto blu) Royal Engineers, Queen's Gurkha Engineers, The Royal Logistic Corps
- Black velvet: (velluto nero) Royal Tank Regiment
- Brunswick green: (verde Brunswick) The Yorkshire Regiment
- Piper green: (verde cornamusa) The Royal Irish Regiment
- Cambridge blue: (blu Cambridge) Army Air Corps, Small Arms School Corps
- Emerald green: (verde smeraldo) Royal Army Dental Corps
- Purple: (porpora) Royal Army Chaplains Department
- Ascot grey: (grigio Ascot) Queen Alexandra's Royal Army Nursing Corps
- Dull cherry: (ciliegia opaco) Royal Army Medical Corps

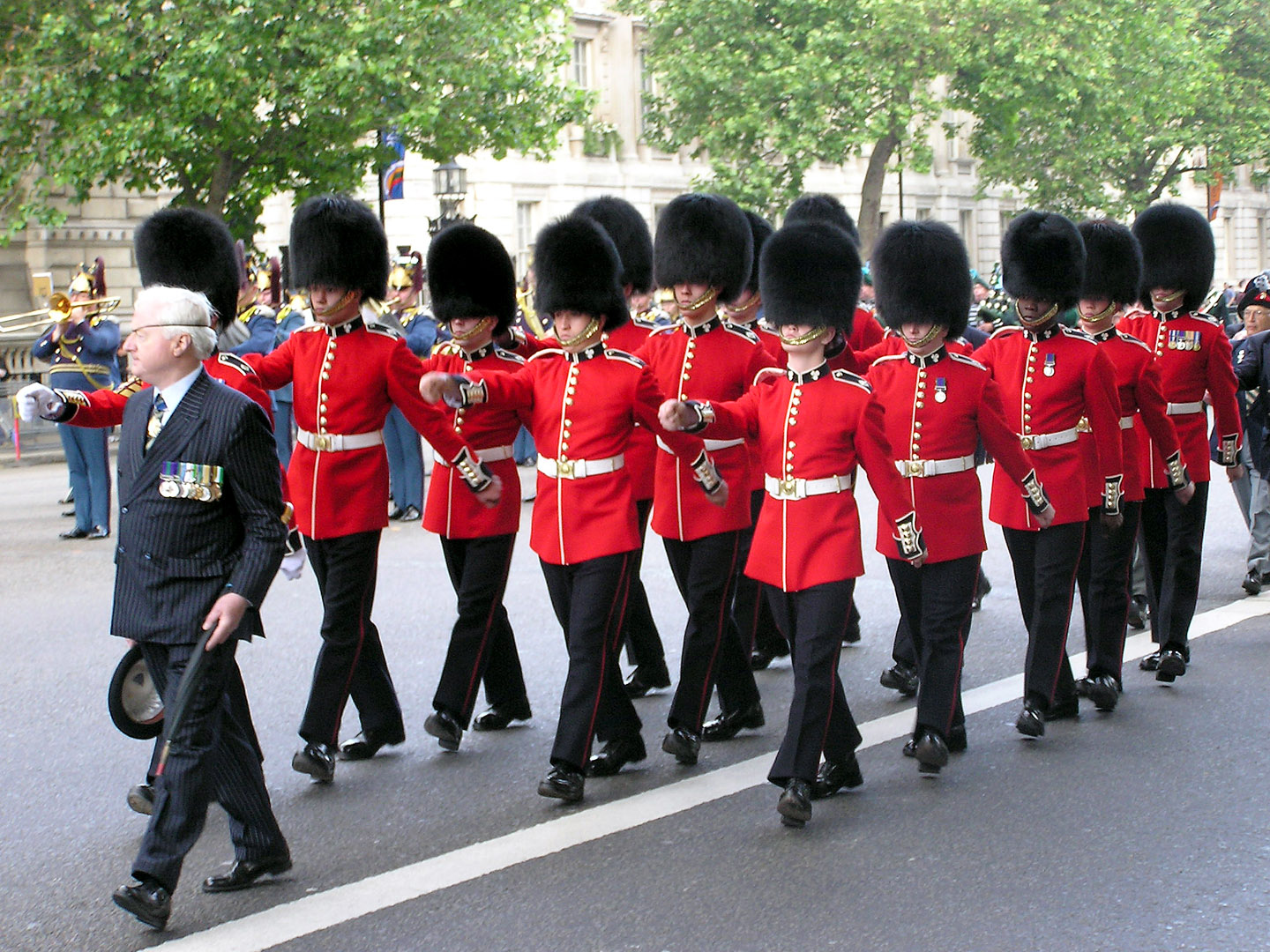
Soldati delle Irish Guards in Full Dress (indossano un alto berrettone come tutti i reggimenti Foot Guards).
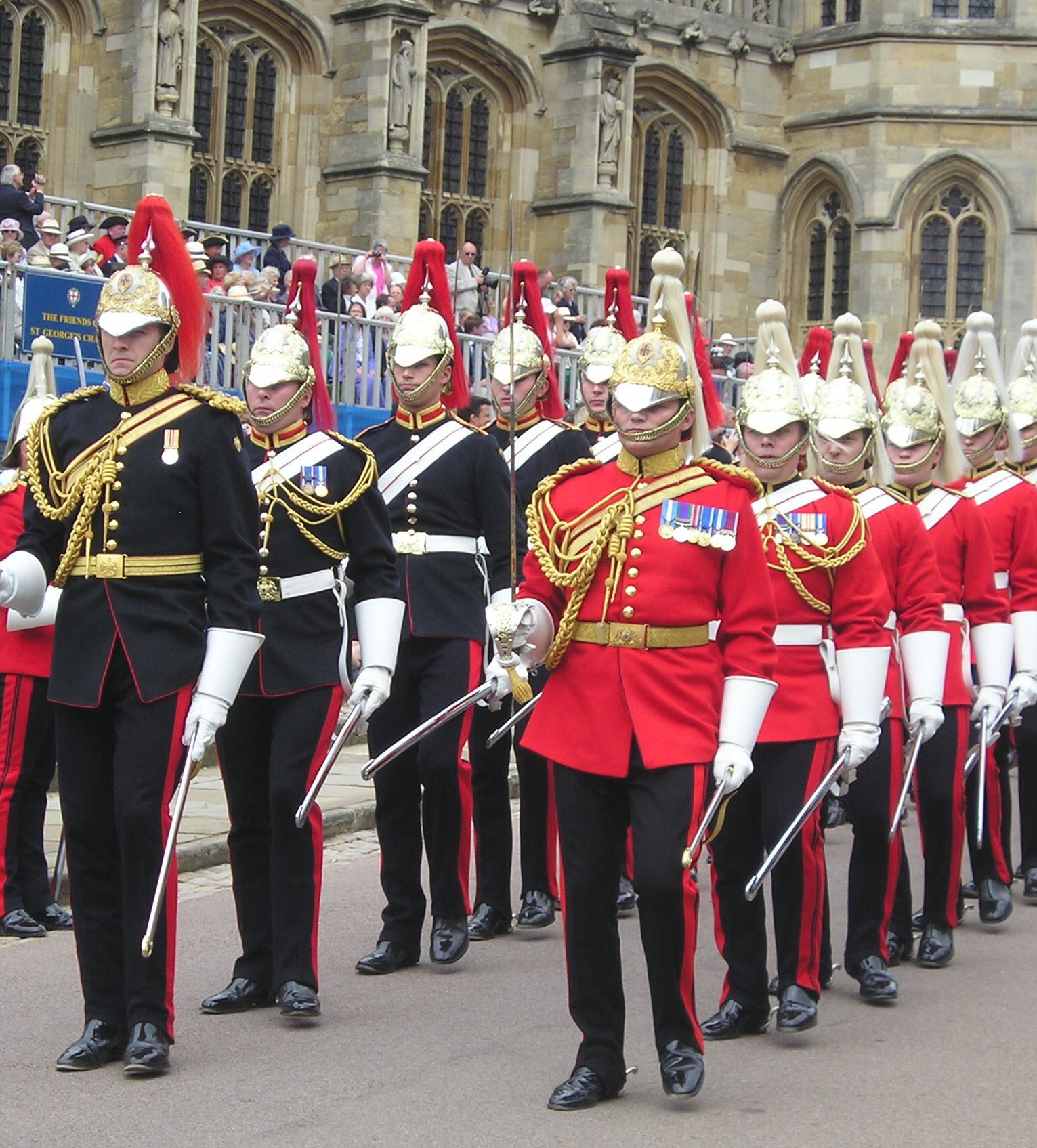
Full dress "appiedato" di Household Cavalry, con Blues and Royals (a sinistra) e Life Guards (a destra).
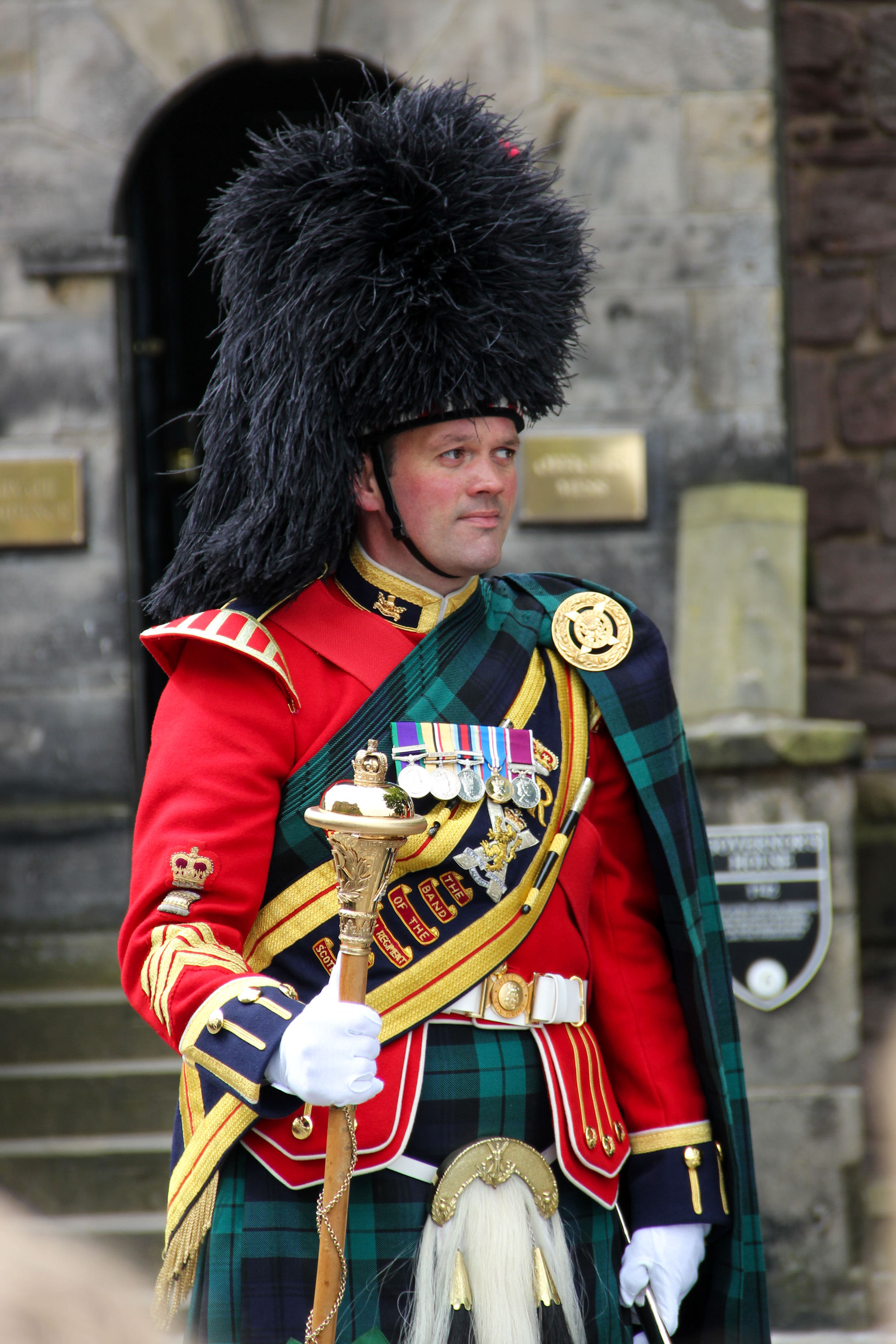
Full dress, Royal Regiment of Scotland (con farsetto scarlatto e berretto piumato).
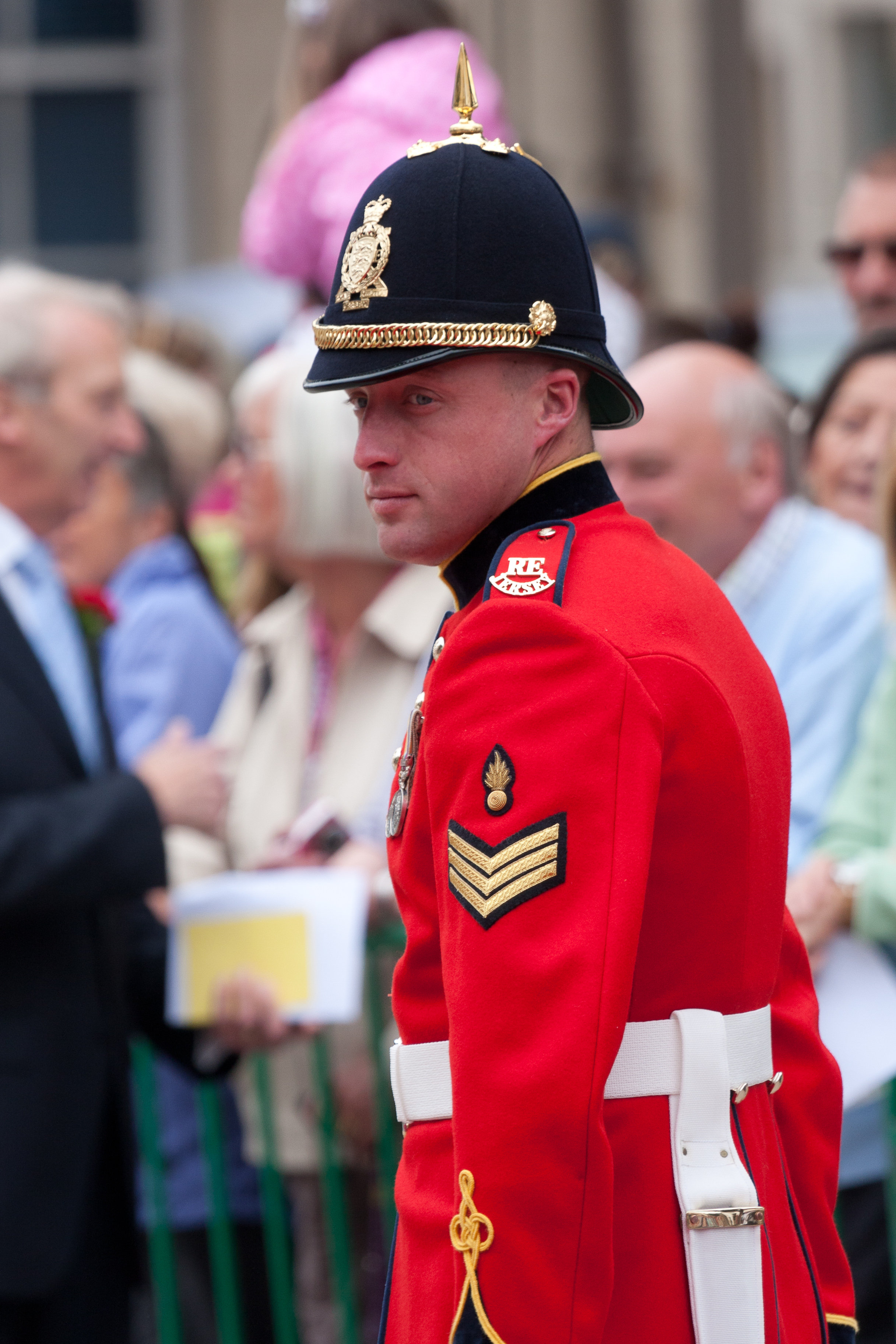
Un sottufficiale dei Royal Engineers nel Jersey Field Squadron in servizio con l'uniforme full dress, 2012.
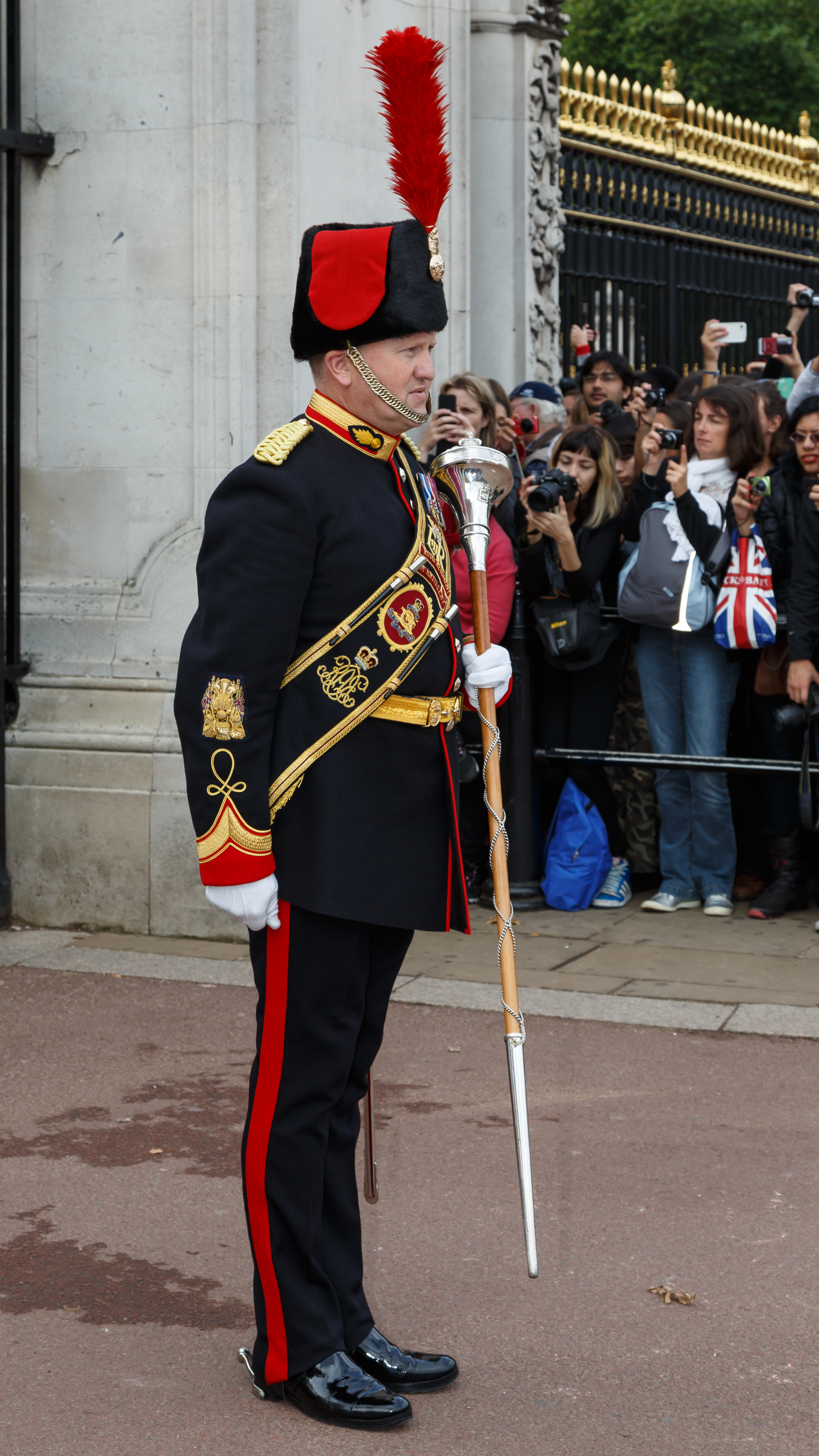
Il Drum Major della Royal Artillery Band in full dress.
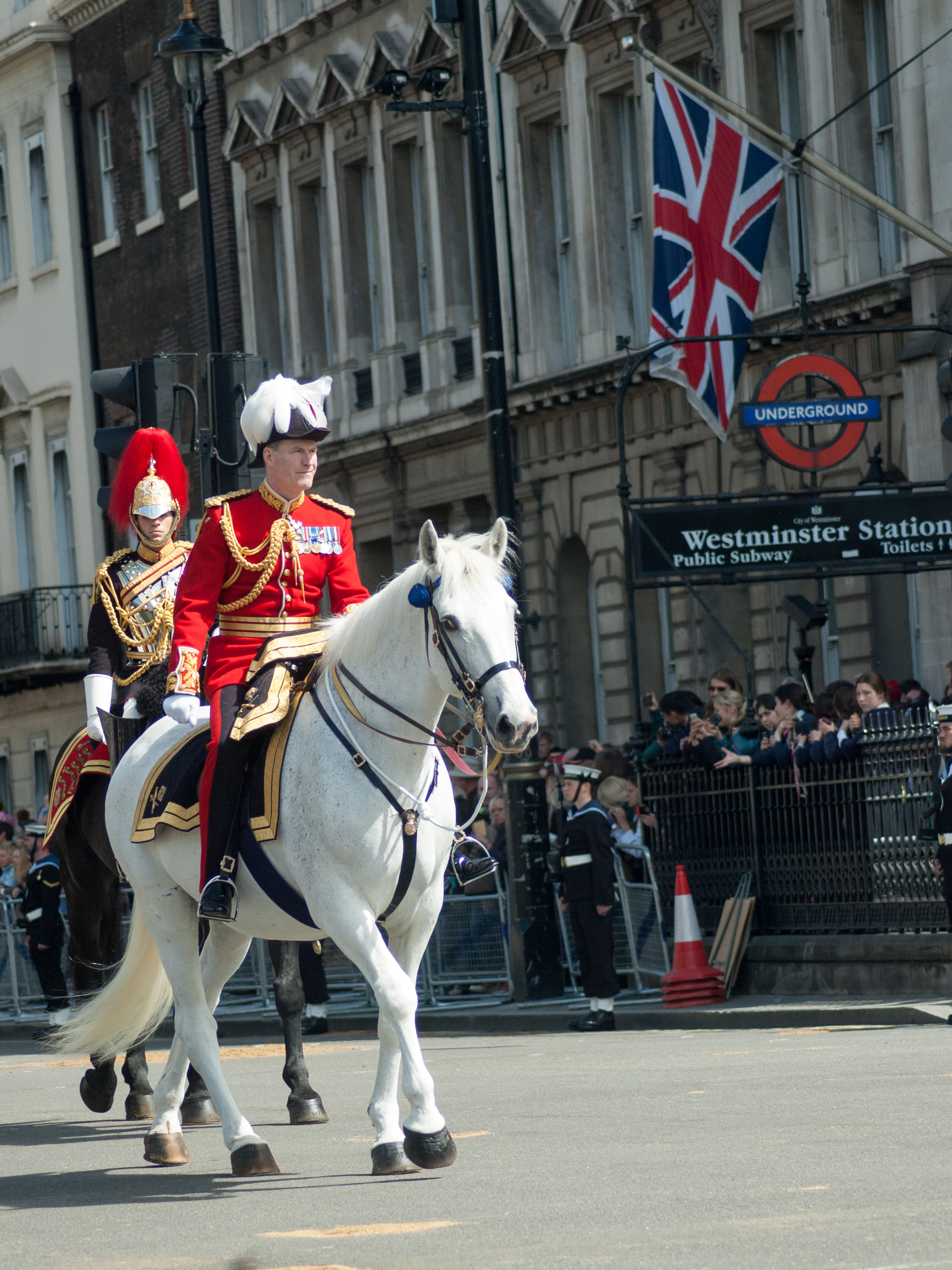
Full dress da generale, indossato da Edward Smyth-Osborne (maggior generale comandante della Household Division).
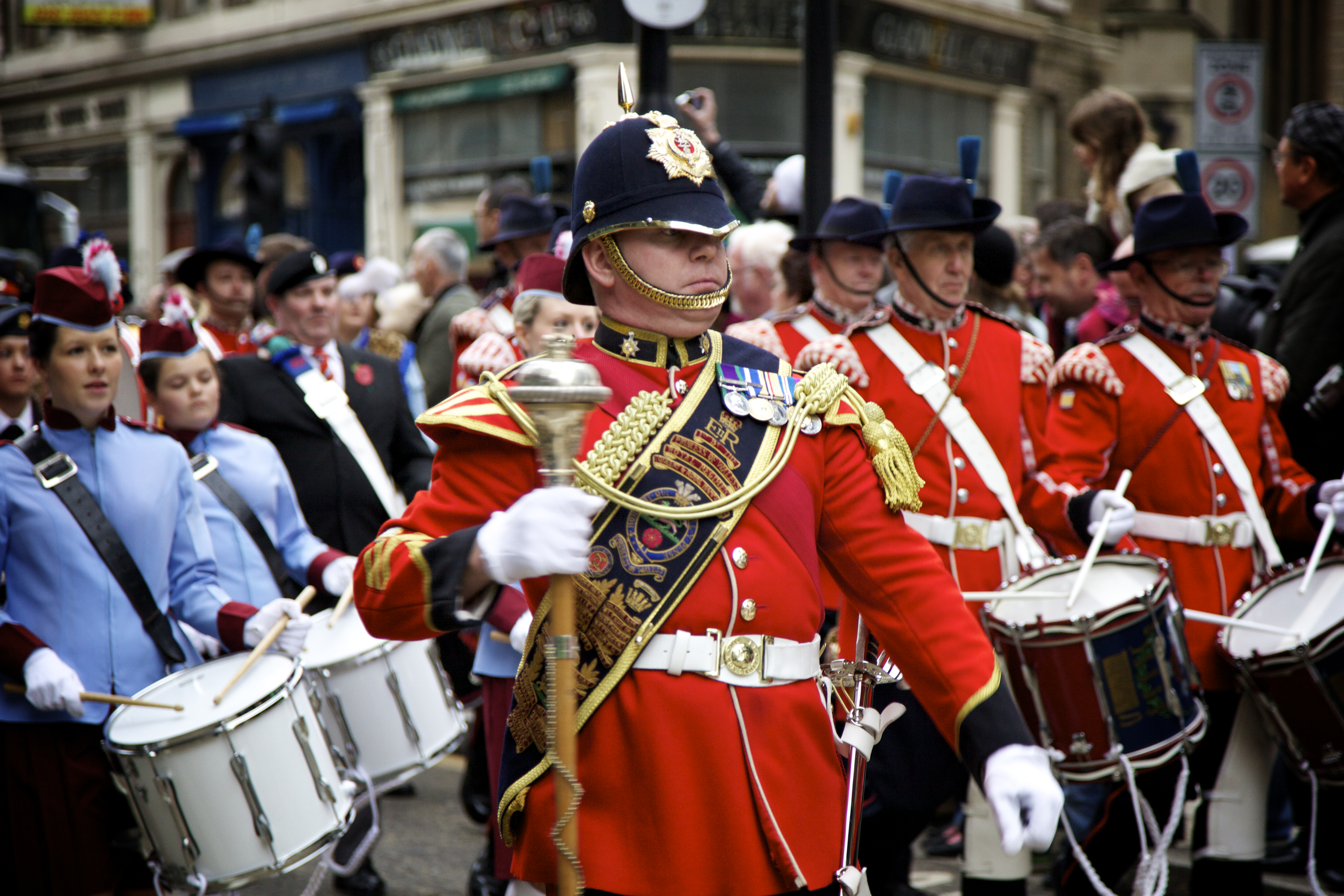
Full Dress del the Princess of Wales' Royal Regiment, indossato dalla banda reggimentale.
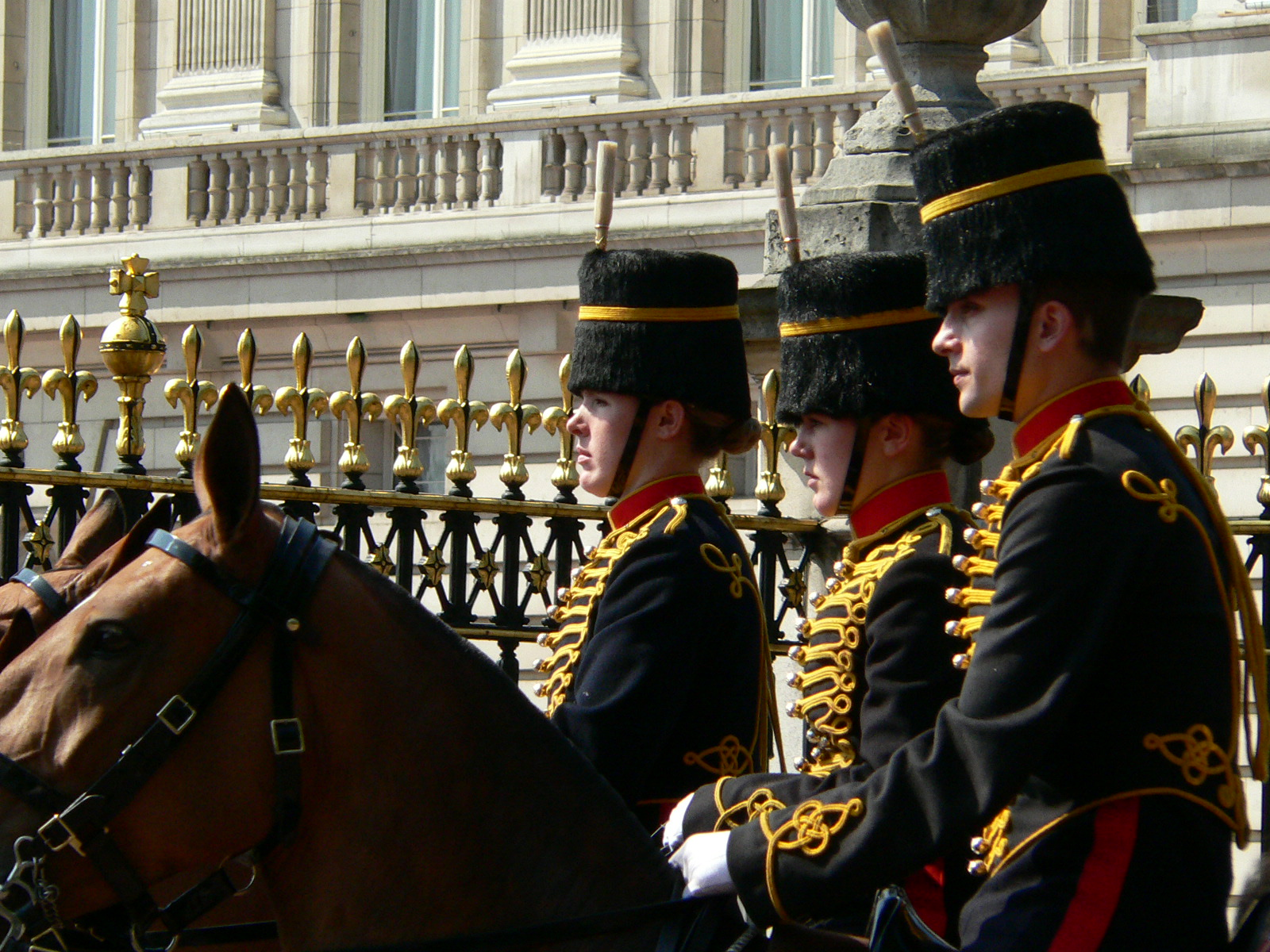
Full Dress della Royal Horse Artillery, indossata dalla King's Troop.
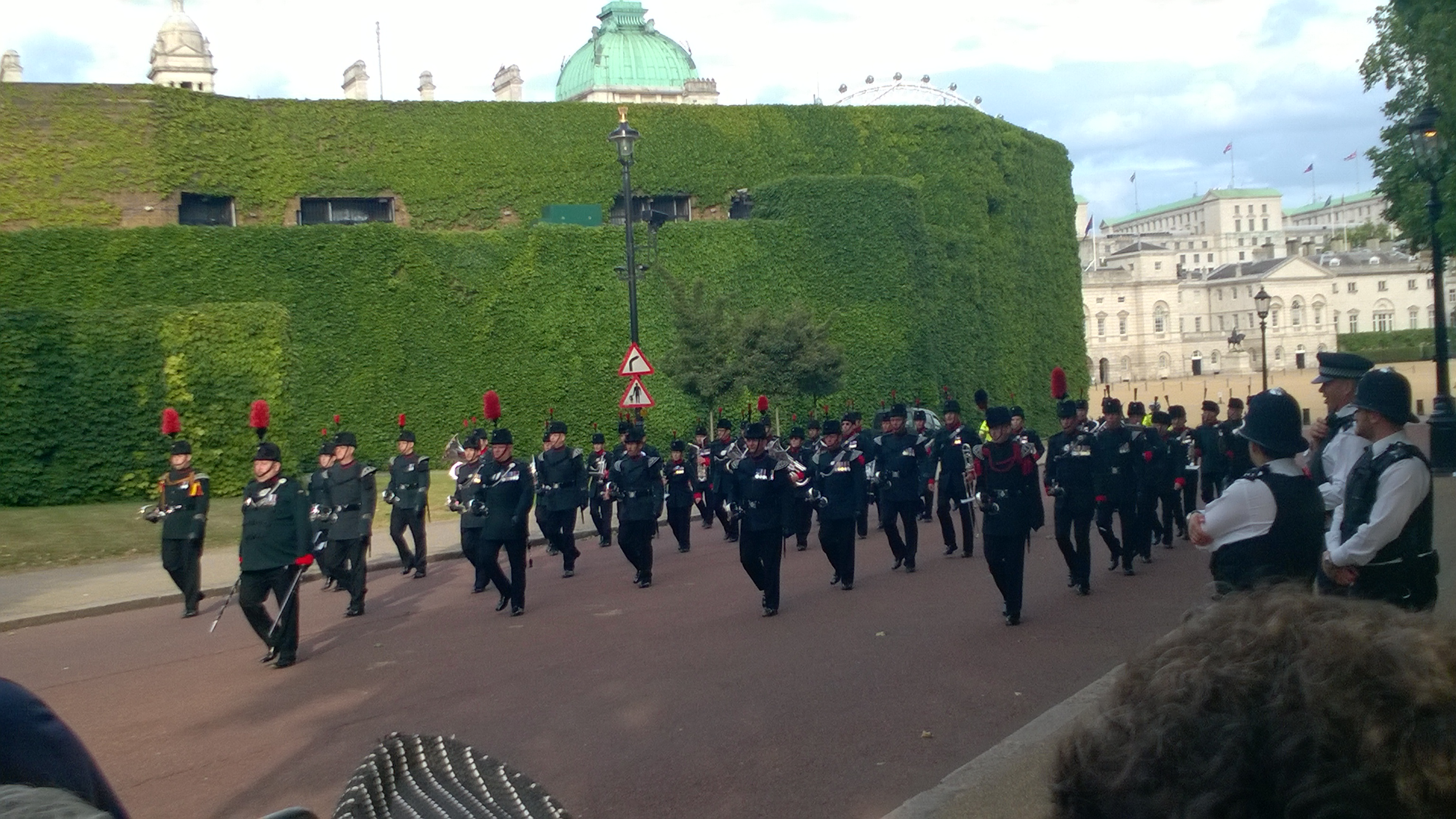
Full Dress dei Rifles, indossata la Waterloo Band.
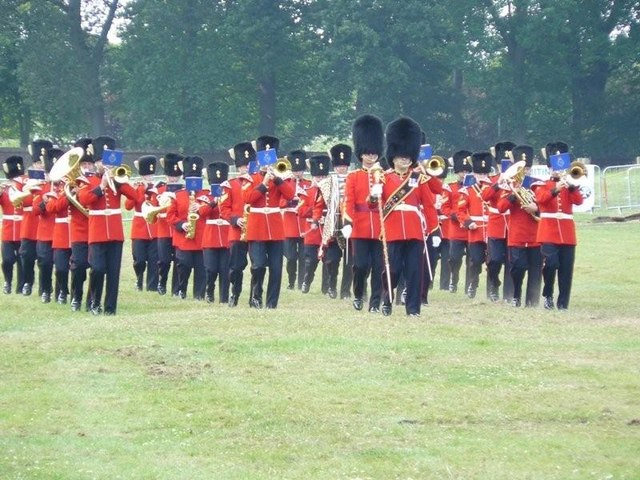
Full Dress dei Royal Fusiliers, indossata dalla Minden Band.
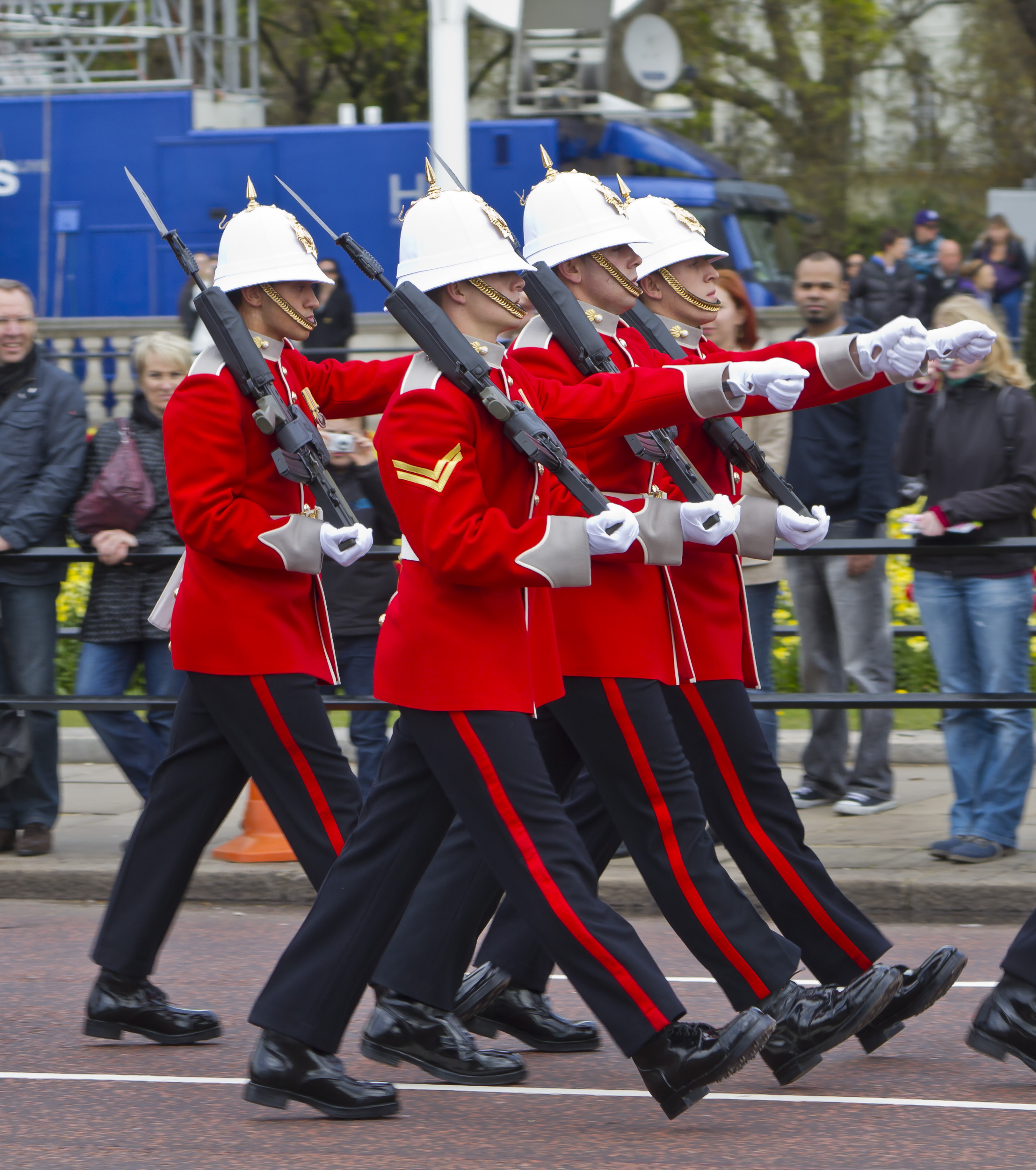
Full Dress del Royal Gibraltar Regiment.
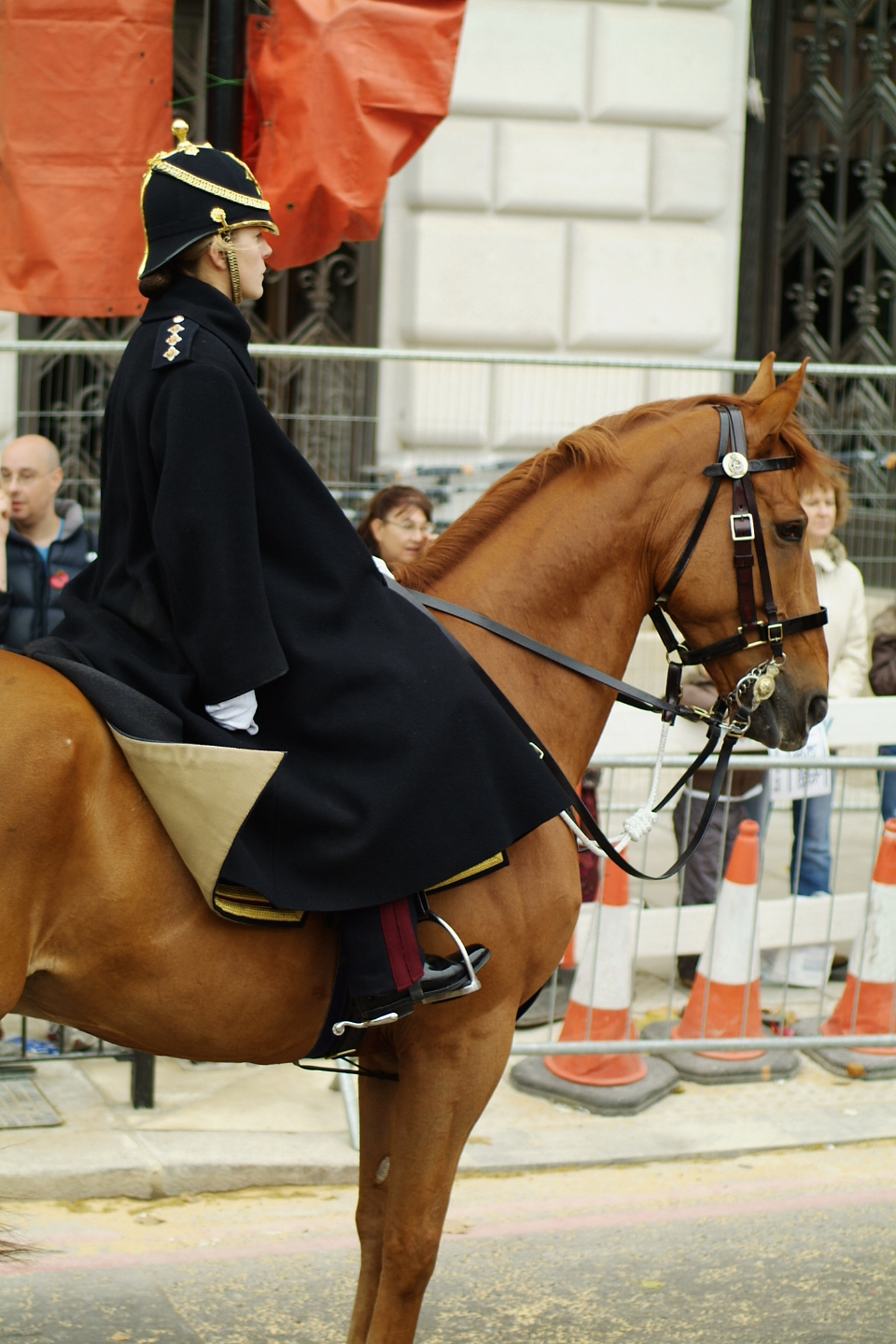
Full Dress del Royal Army Veterinary Corps.

### Frock coat
Un tipo di frock coat può essere indossato da ufficiali col grado di tenente generale o superiore (e maggior generali con certi incarichi) in occasioni formali se non in parata al comando di truppe. È un soprabito al ginocchio, blu scuro, doppio petto con colletto e polsi in velluto.
Di solito si porta con il berretto a visiera ma talora con una feluca da certi titolari di uffici come maggior generale comandante la Household Division, Gold Stick and Silver Stick e Conestabile della Torre di Londra.
Un tipo diverso di frock coat è utilizzato da certi ufficiali di Household Division, Honourable Artillery Company e King's Troop of the Royal Horse Artillery. Anche questi sono blu scuro ma sono monopetto con elaborate trecce e asole nere. Soprabiti intrecciati simili sono indossati in qualche circostanza da direttori di complessi musicali e maestri di bande collegate a reggimenti di cavalleria di linea (in altre bande indossano un più semplice frock coat simile a quello degli ufficiali generali ma senza il velluto) in blu scuro (o verde per The Rifles).

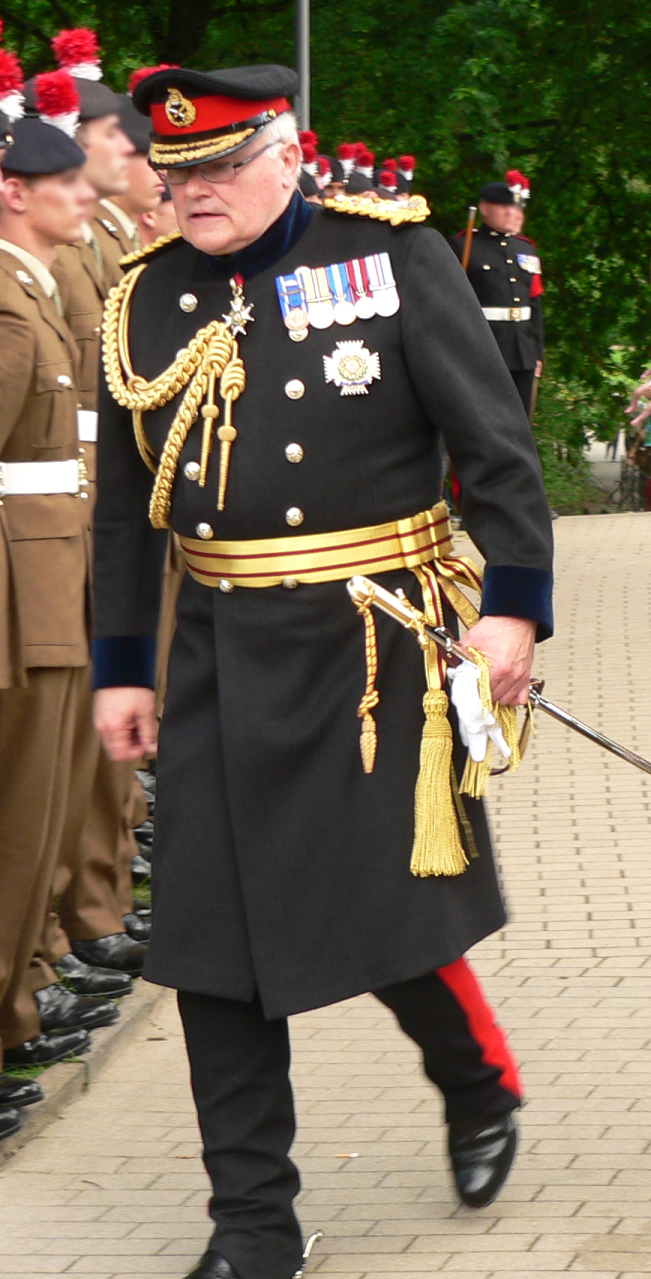
Frock coat indossato da un generale (Sir Peter Wall).
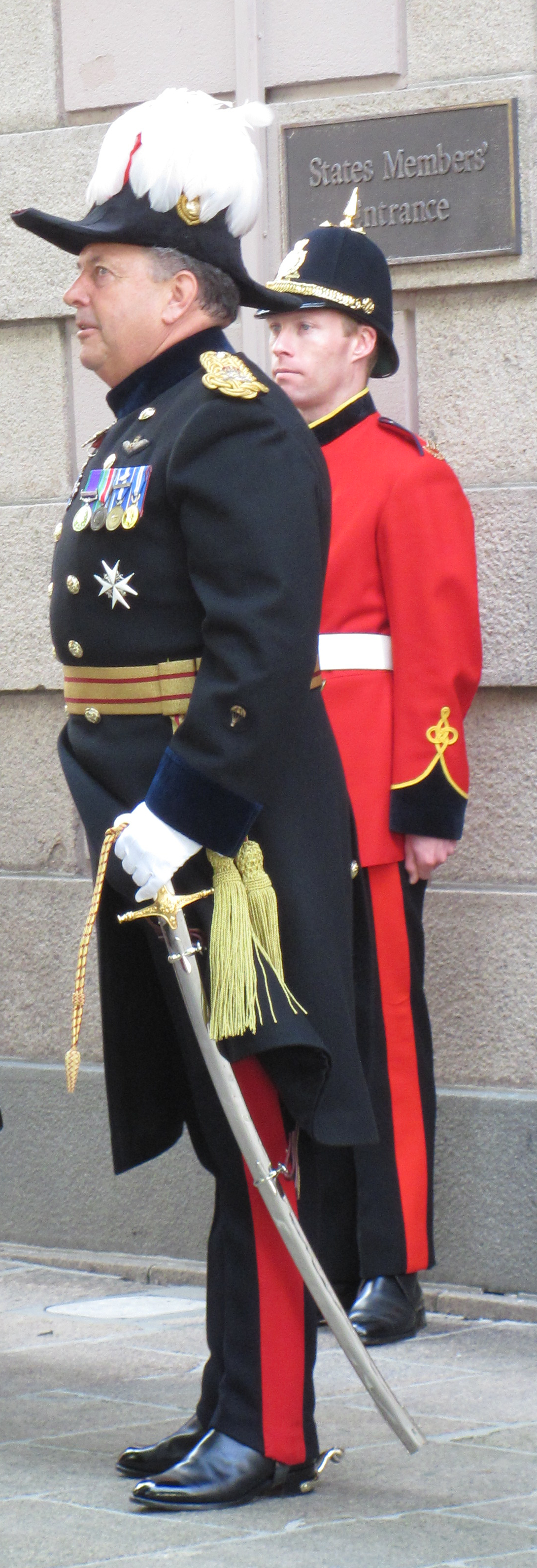
Frock coat indossato con feluca dal Lieutenant Governor of Jersey.
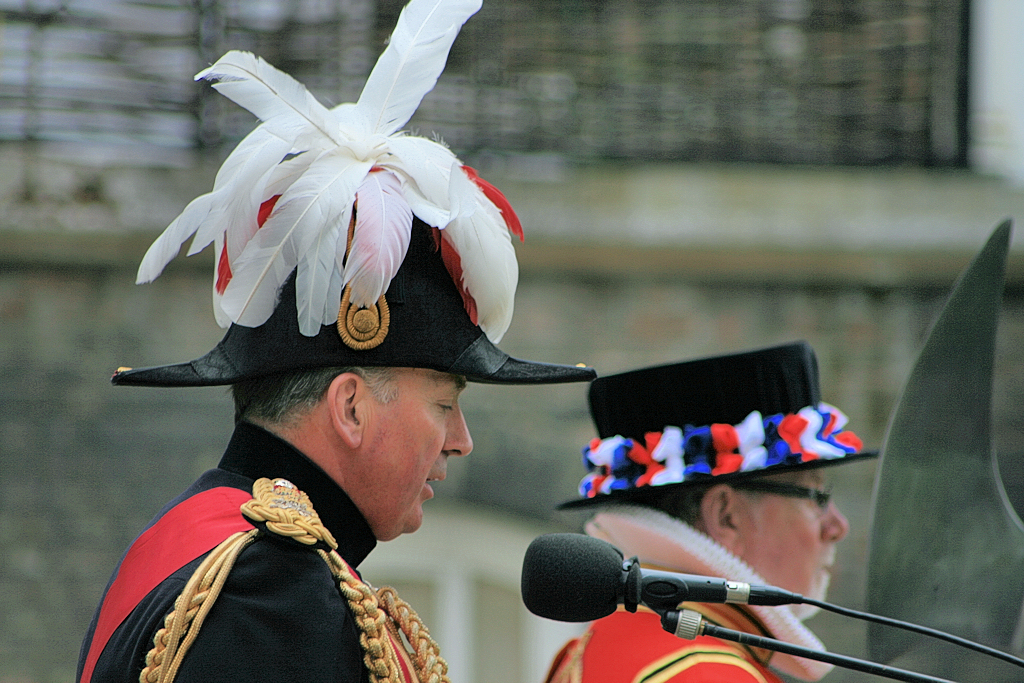
Feluca del British Army con piuma da ufficiale generale, portata dal Conestabile della Torre di Londra.

## Order of dress numerati

Una selezione di uniformi tra le più usate nel British Army, qui nella versione Yorkshire Regiment.

Nelle Army Dress Regulations sono stabiliti (oltre al full dress) altri quattordici "ordini" di abiti (orders of dress) ma molti di questi sono indossati di rado o sono stati aboliti del tutto. Il numero 5 e il 9 sono stati sostituiti dal nuovo Personal Clothing System Combat Uniform (abbreviato in PCS-CU). Parecchi ordini di abiti sono assegnati solo ad ufficiali (e a volte a sottufficiali di grado più elevato); altri sono assegnati a personale che opera in climi particolari o in ruoli specifici.

### No.1: Temperate ceremonial

Ufficiale dello York Regiment con la No. 1 Dress.

Il No. 1 Dress, o "dress blues", è un'uniforme da cerimonia, indossata solo nelle occasioni più formali e solo da ufficiali di stato maggiore di grado elevato, aiutanti della Royal Family, e stretti collaboratori di alti ufficiali al comando.
L'uniforme No. 1 trae origine dalle uniformi "undress" ("blue Patrols") indossate in occasioni semi-formali o di servizio ordinario alla fine del XIX secolo. Fu distribuita la prima volta nella forma attuale per l'incoronazione del 1937, con l'idea di un'alternativa meno costosa rispetto alla full dress, che era stata generalmente ritirata dopo il 1914. Nel 1947 divenne nota come No. 1 Dress. Le unità partecipanti all'incoronazione del 1953 utilizzarono la nuova uniforme come una dotazione temporanea.
Per la maggior parte delle unità, l'uniforme No. 1 consiste di berretto a visiera, caubeen o basco; a seconda del reggimento, casacca, pantaloni, salopette (calzoni attillati indossati per motivi storici dalle truppe montate), o gonne (portate con calzamaglie) blu scuro. Le unità si distinguono da distintivi e colori del cappello, finiture della casacca, bande verticali ("welts") sui calzoni, e dal colore del colletto per certi reggimenti di cavalleria. Casacca e pantaloni dei Royal Gurkha Rifles sono rifle green. The Rifles portano una casacca rifle green e calzoni neri. Royal Dragoon Guards e King's Royal Hussars portano rispettivamente salopette verde scuro e cremisi. I reggimenti di cavalleria portano catenelle alle spalle al posto di bretelle. Il Royal Regiment of Scotland indossa una giacca corta chiamata "doublet", in Archer Green. Prima della fusione, i reggimenti Highland portavano il doublet con il kilt e lo sporran mentre i reggimenti Lowland indossavano trews, entrambi nel tartan specifico del reggimento.
Nell'ordine No. 1 Dress da piena cerimonia, gli ufficiali vestono una fascia alla vita di seta cremisi e spalline di filo intrecciato; gli ufficiali generali invece indossano fascia dorata con bande cremisi. I reggimenti di cavalleria leggera portano una cintura intrecciata di pizzo al posto della fascia, mentre i reggimenti Rifle vestono una cintura intrecciata di pelle nera lucida, al pari di Special Air Service e Royal Army Chaplains Department (che hanno uno schema unico di casacca caratterizzata da un colletto "open step" al posto del colletto mandarino). Militari di altre categorie portano una cintura di pelle bianca, camoscio o nera con una placca con lo schema reggimentale, con un fodero da baionetta se sono armati.
Il berretto da servizio con visiera è usato dalla maggior parte dei reggimenti, con le seguenti eccezioni:
- Basco:
  - Royal Tank Regiment,
  - 4/73 (Sphinx) Special Observation Post Battery RA
  - Royal Regiment of Fusiliers
  - altri gradi del Royal Welsh,[15]
  - Parachute Regiment,
  - Special Air Service
  - Intelligence Corps.[15]
  - Staff Sergeants e gradi inferiori del Royal Logistic Corps[16]
  - Army Air Corps,
  - Personale qualificato in servizio in un'unità facente parte dell'assalto aereo, o formazioni commando o nelle Army Aviation Units.[16]
- Glengarry
  - Royal Regiment of Scotland
- Caubeen
  - Royal Irish Regiment,
- Kilmarnock cap
  - Royal Gurkha Rifles.[15]

Tali copricapi sono utilizzati anche con le tenute No. 3, 10 3 11 (le No. 2 e 6 solo per le parate formali).
Soldati

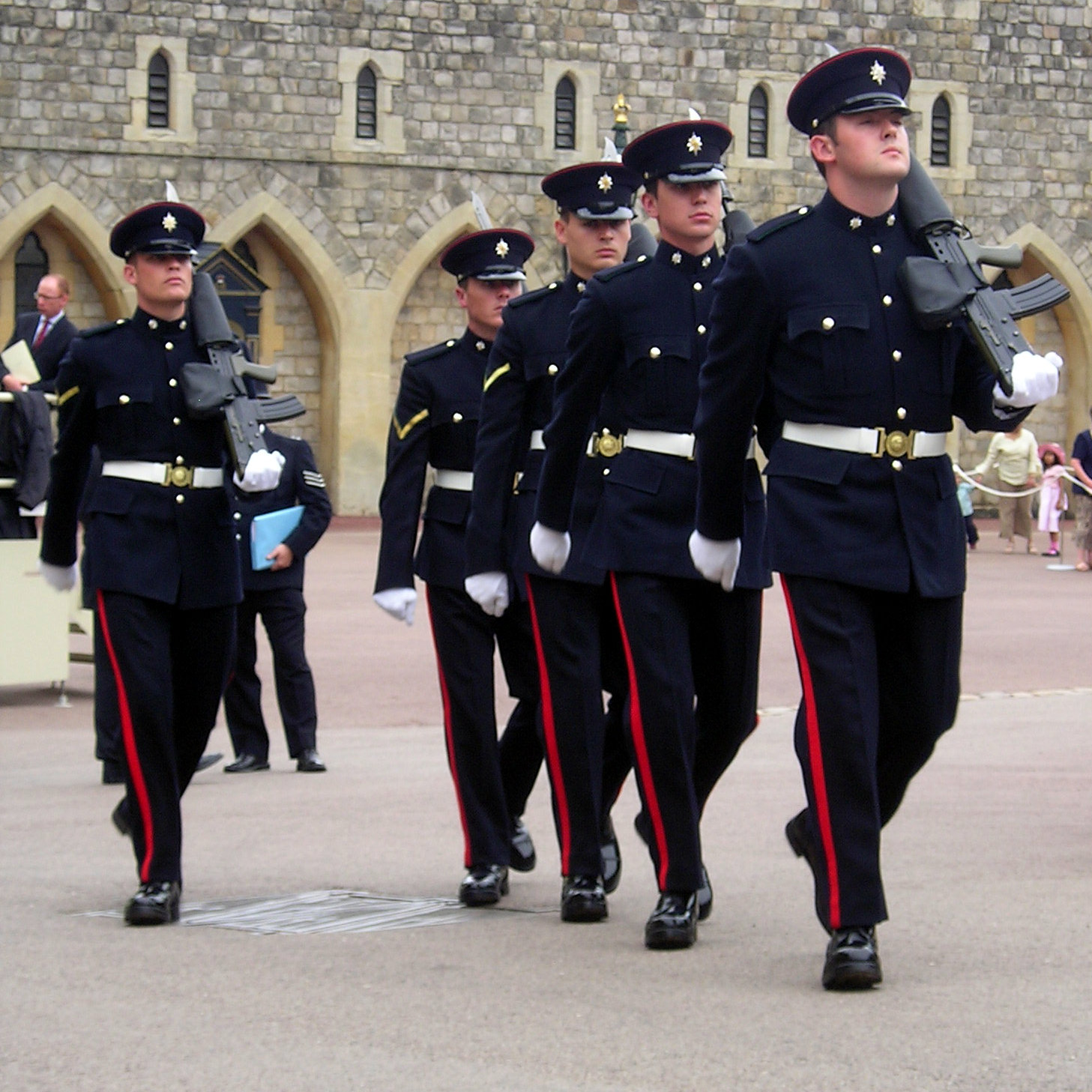
Fanteria di linea: soldati del Worcestershire and Sherwood Foresters Regiment con uniforme No.1
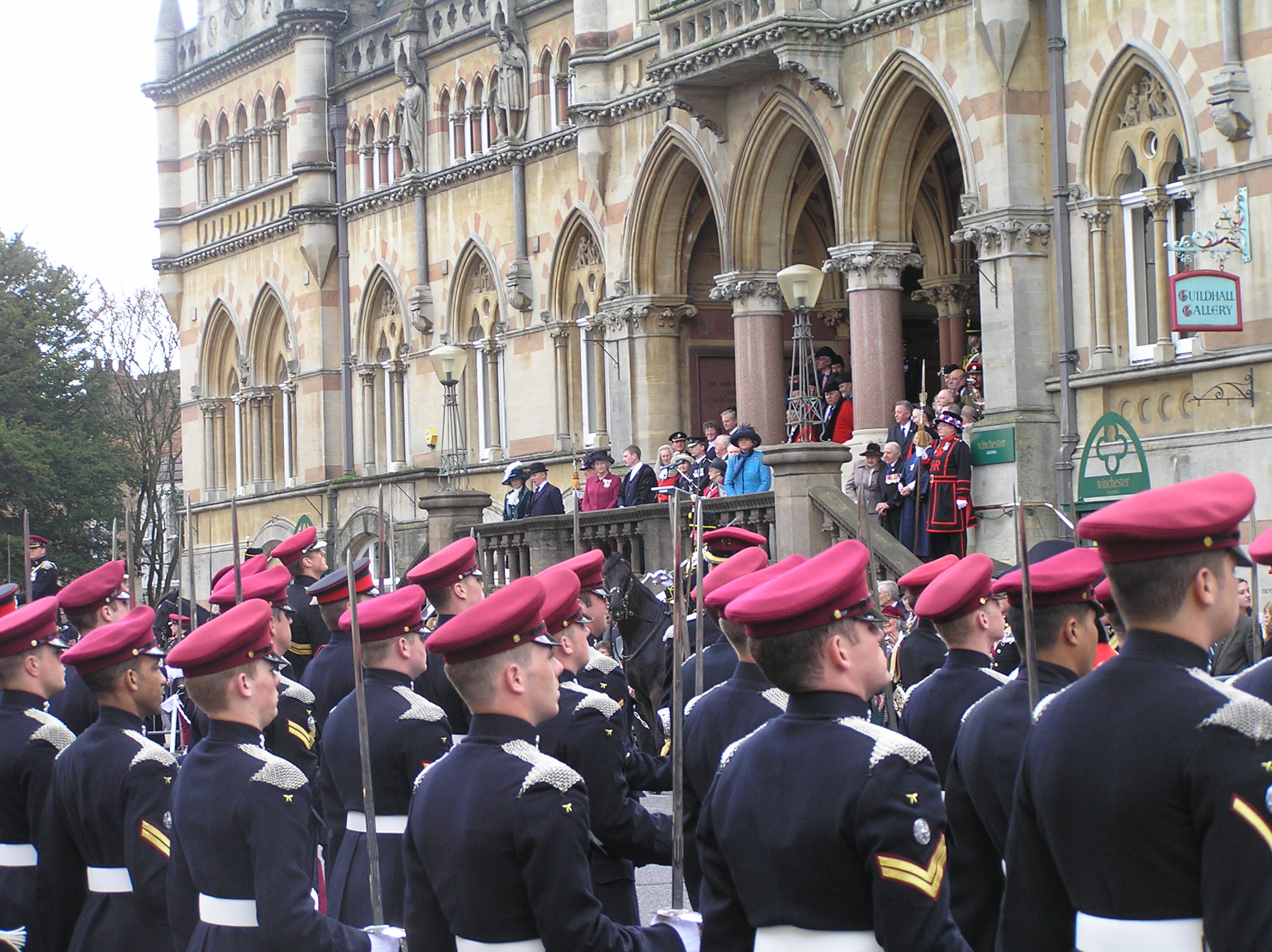
Cavalleria di linea: No.1 dress (con catenelle da spallina) indossato dal King's Royal Hussars
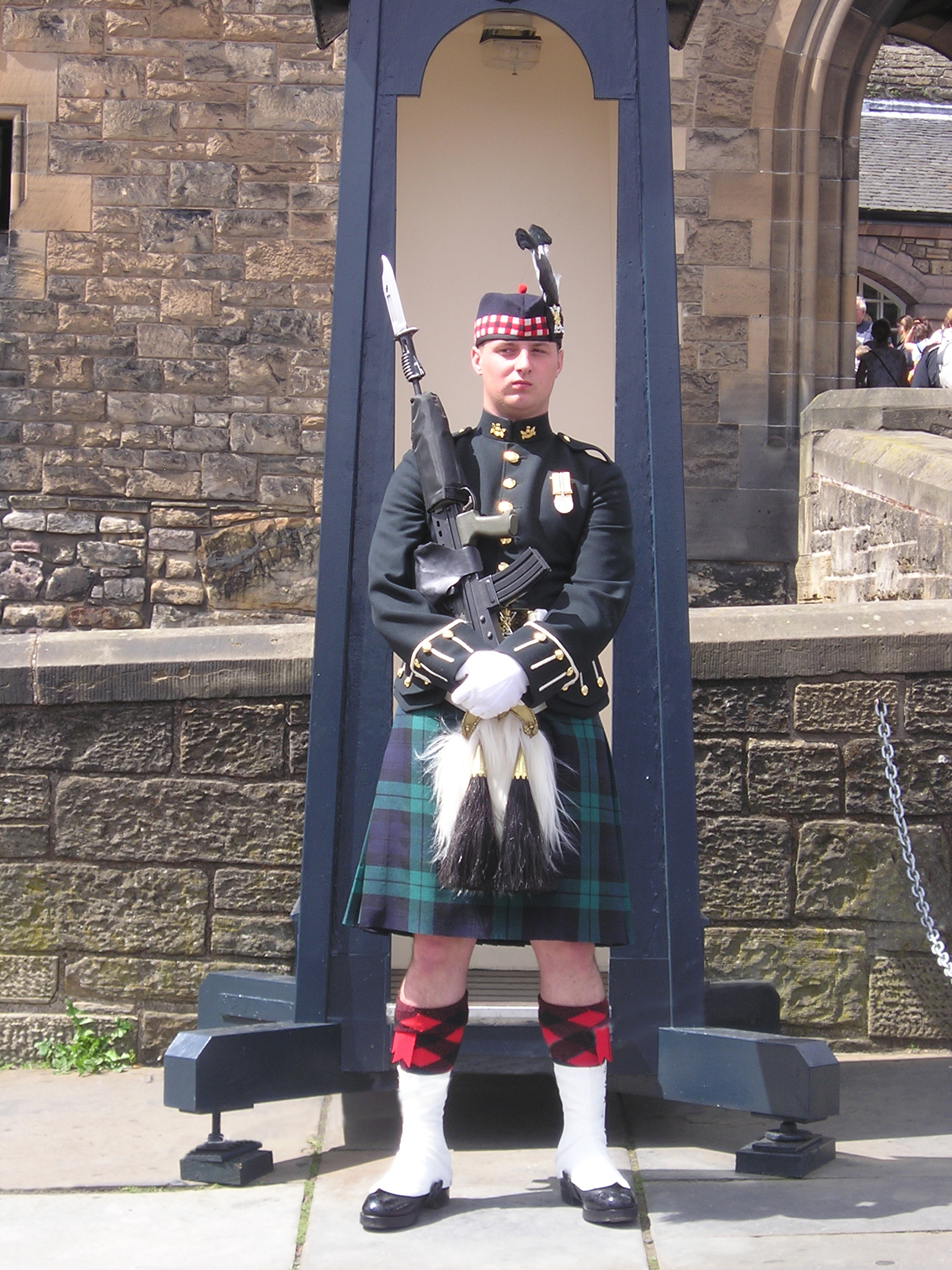
Soldato semplice del Royal Regiment of Scotland con la versione scozzese del No.1 dress
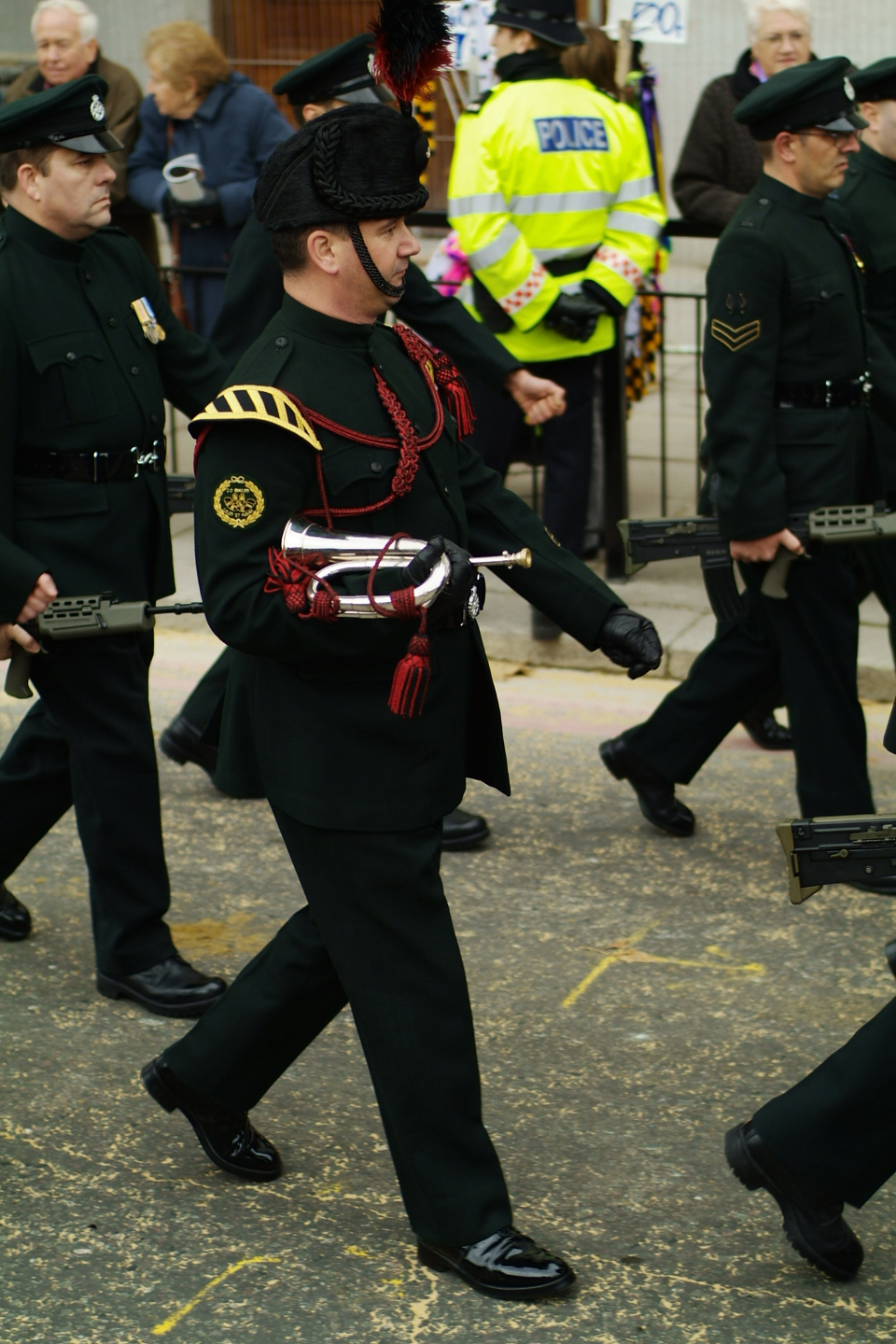
Riflemen l'uniforme No.1 dress verde scuro uniform; suonatore di bugler (primo piano) con il busby portato sulla full dress
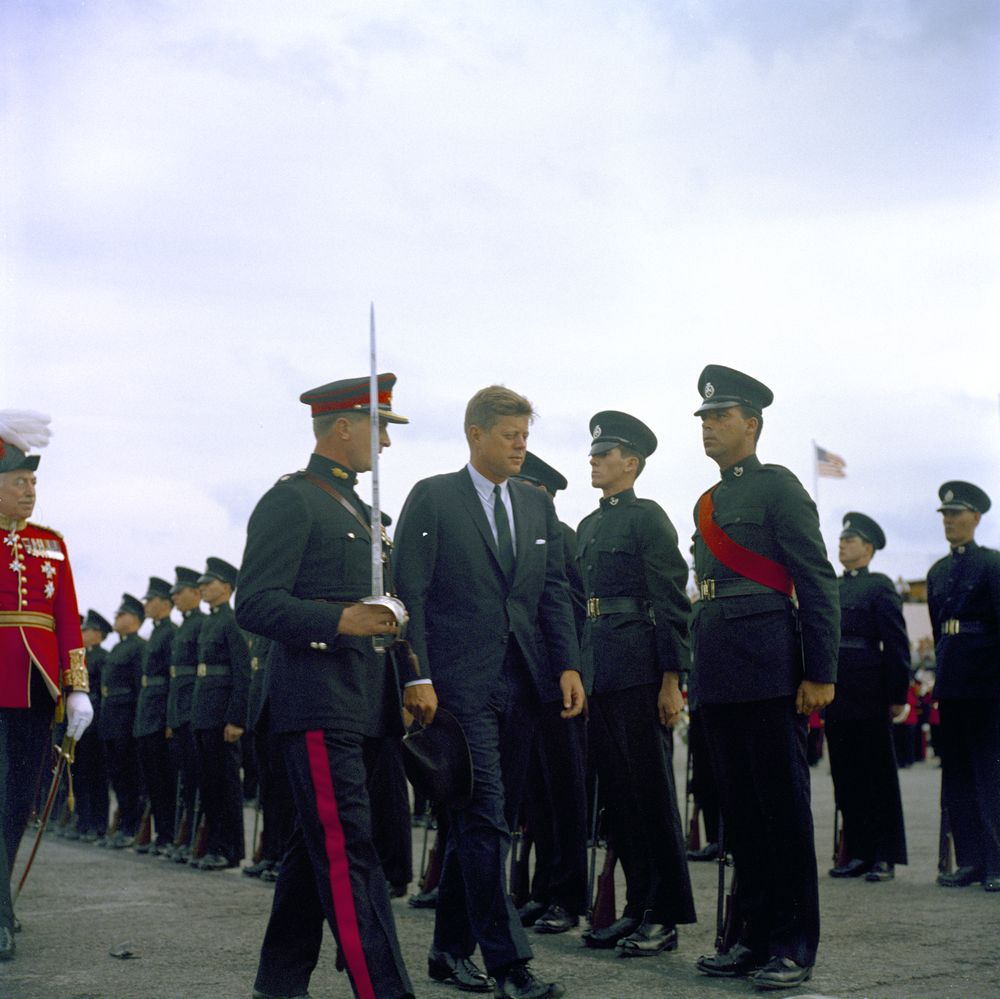
Il presidente USA John F. Kennedy, scortato da un ufficiale della Bermuda Militia Artillery con il No. 1 Dress della Royal Artillery, passa in rassegna una formazione di fucilieri con l'uniforme verde dei Bermuda Rifles nel 1961
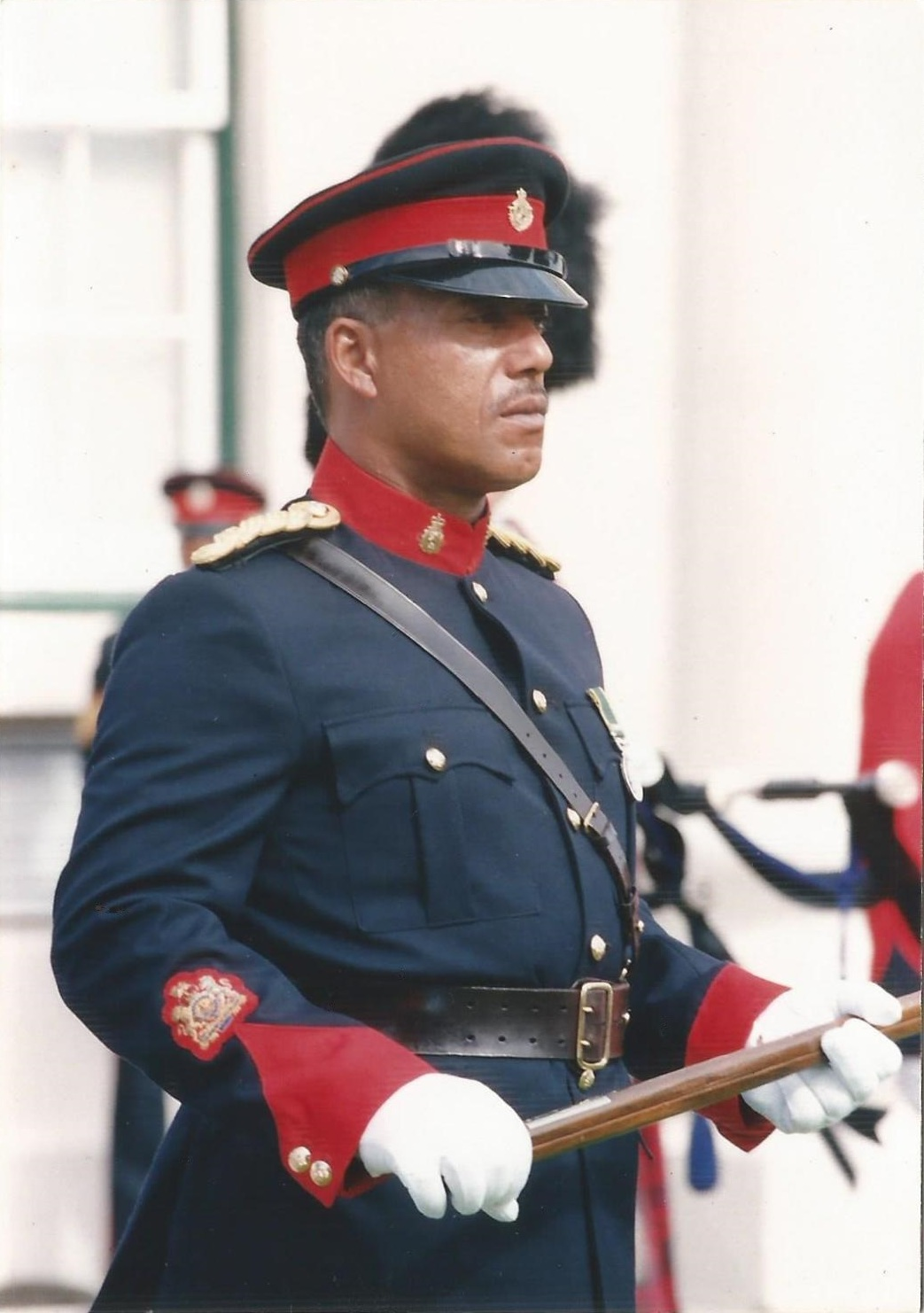
Regimental Sergeant Major con il No.1 dress dai risvolti rossi del Royal Bermuda Regiment
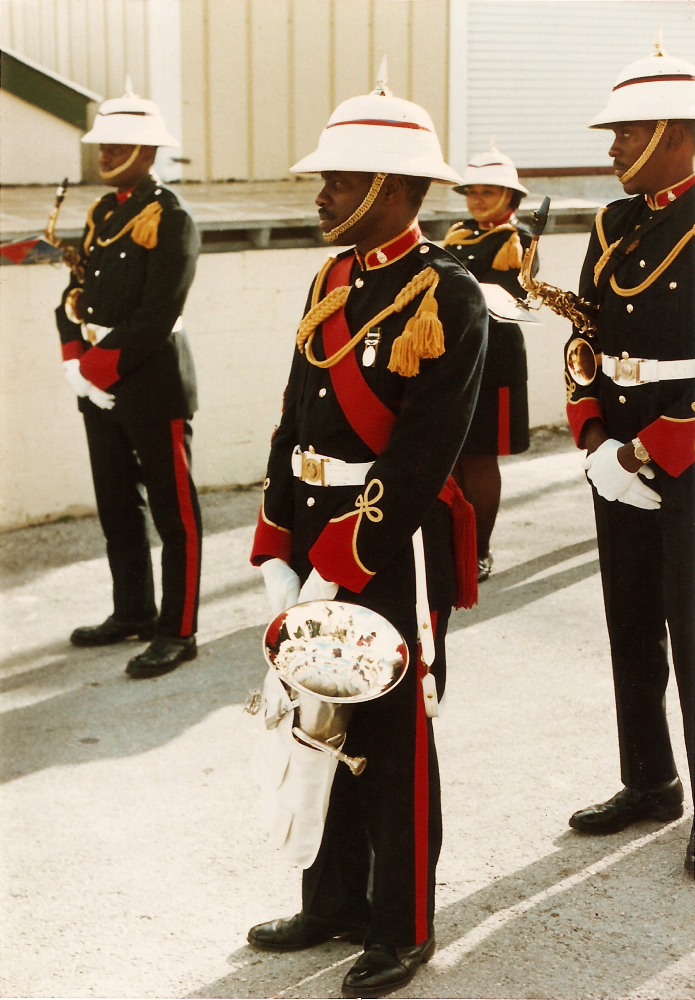
Bandisti del Royal Bermuda Regiment con la No.1 uniform e i risvolti rossi
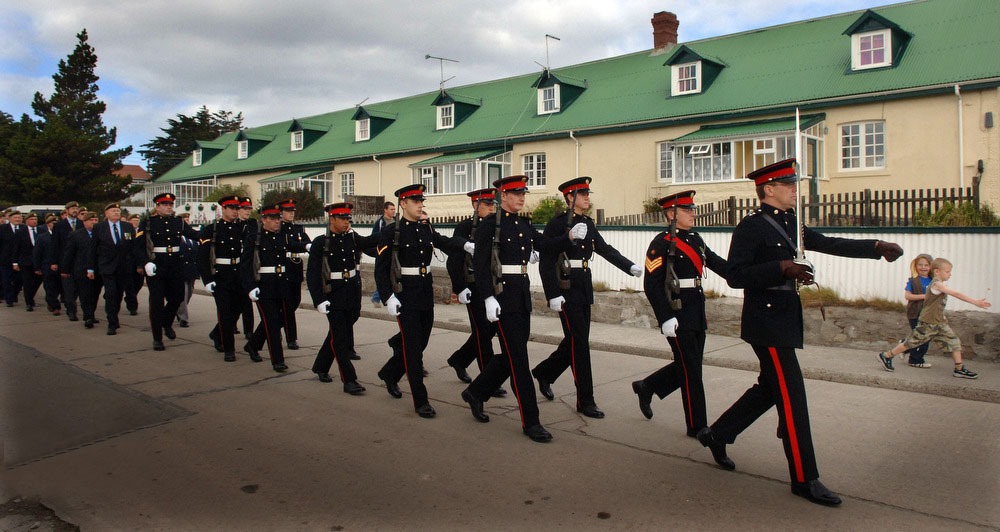
Formazione della Falkland Islands Defence Force in No.1 dress

Ufficiali

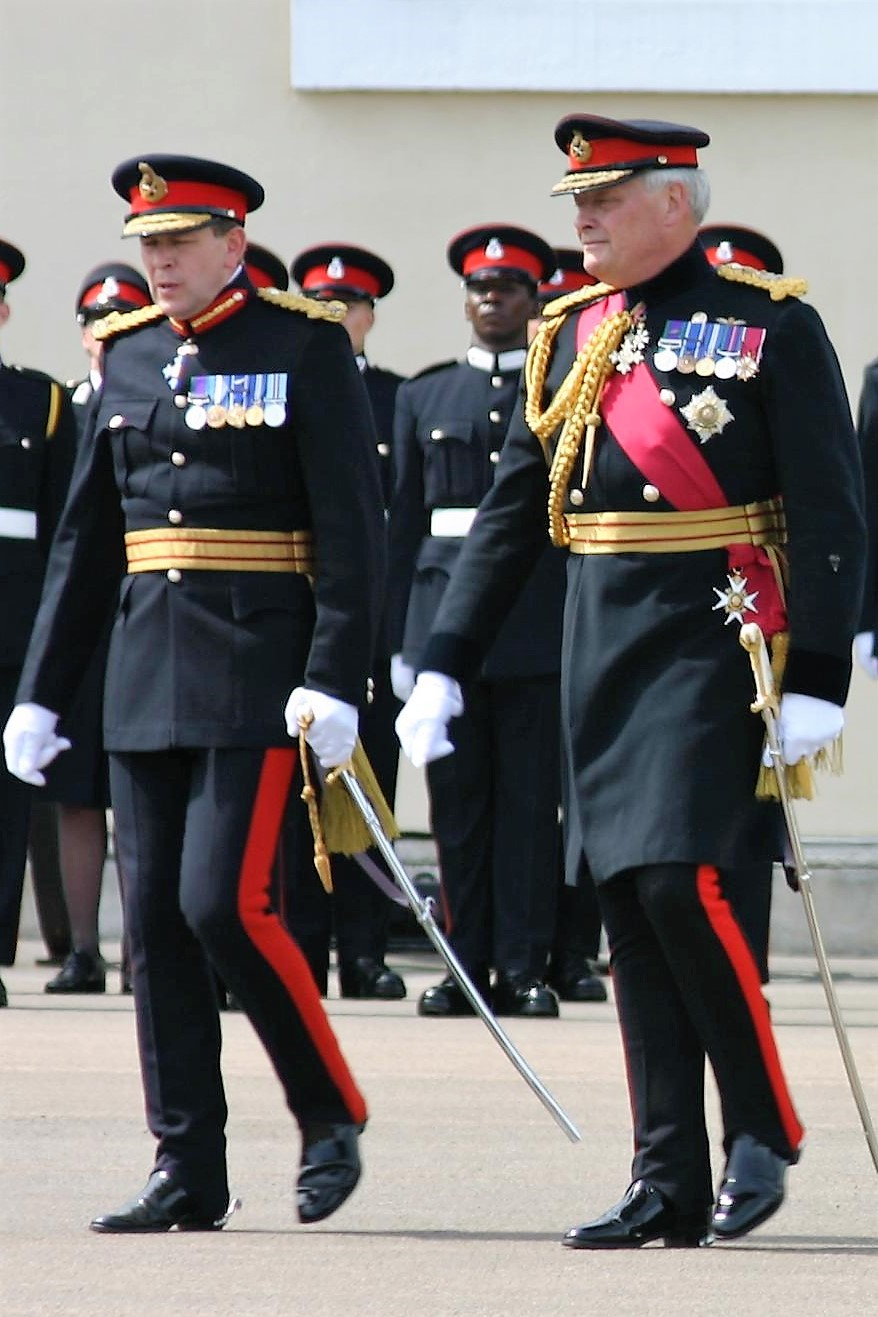
Ufficiali generali indossano No.1 dress (sinistra) e Frock coat (destra) alla Sovereign's Parade, Sandhurst
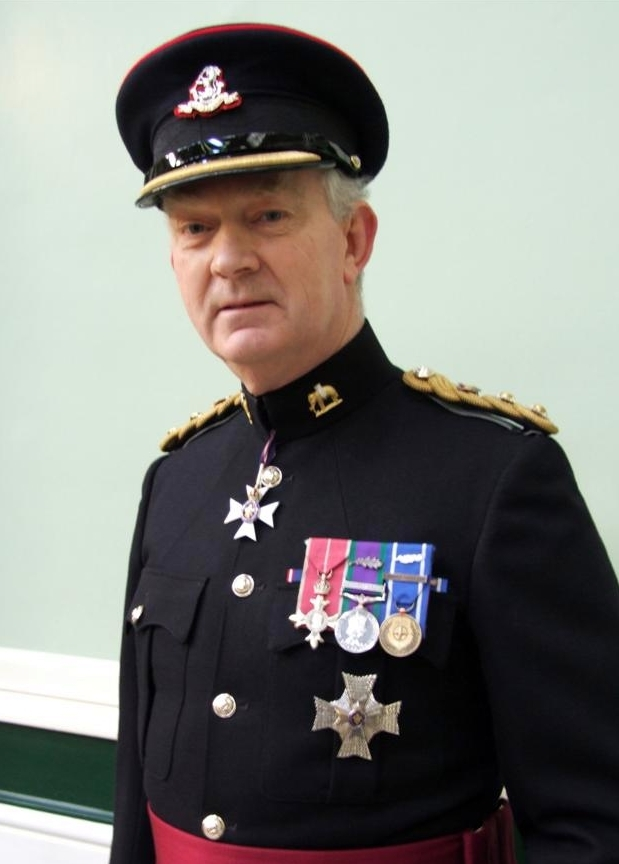
Colonnello di un reggimento indossa l'uniforme No.1 dress reggimentale (Duke of Wellington's Regiment)

### No.2: Service dress (temperate parade uniform)

British Army, No.2 Dress, versione per sottufficiali e militari di truppa (Yorkshire Regiment).

In origine prevista come uniforme da combattimento, è indossata per la maggior parte degli impieghi formali da tutte le unità. La No.2 consiste, per la maggior parte di corpi e reggimenti, di giacca, camicia e cravatta e pantaloni (o gonna), tutto color khaki. Alcune unità però portano calzoni di diverso colore: cremisi per i King's Royal Hussars, verde scuro per Royal Irish Regiment e Royal Dragoon Guards.
Tutti gli ufficiali e i militari di altre categorie indossano ora gli stessi stile e colore di Service Dress, ed è distribuito gratuitamente a tutti. Tutti gli ufficiali e i militari di altre categorie indossano ora gli stessi stile e colore di Service Dress, ed è distribuito gratuitamente a tutti. Agli ufficiali è richiesto di comprare berretti, cinture e scarpe per cui hanno un'integrazione stipendiale. Le sole variazioni rispetto alla giacca normale sono le giacche indossate dalle Foot Guards i cui bottoni sono raggruppati in modo diverso a seconda del loro reggimento, e il Royal Regiment of Scotland che porta una forma "a coda di rondine" della giacca da portare con i kilt.
Le distinzioni reggimentali riscontrabili sul No.2 dress possono comprendere distintivi da colletto (a volte con fondi di tessuto colorati), cordoncini colorati portati sulla spalla, distintivi al braccio, e in via di eccezione l'Educational and Training Services Branch indossa calzini blu.
Si usano bottoni reggimentali: per la maggior parte delle unità, sono dorati, mentre indossano bottoni neri The Rifles, Royal Gurkha Rifles e Royal Army Chaplains Department; argentati Special Air Service, Special Reconnaissance Regiment, Honourable Artillery Company e Small Arms School Corps; color bronzo il Princess of Wales's Royal Regiment. Ufficiali e warrant officer Class One di alcuni reggimenti e corpi portano un cinturone Sam Browne in pelle (quello del 1st The Queen's Dragoon Guards è in pelle di maiale che non deve essere particolarmente lucidata) o una cintura incrociata da spalla. Warrant officer Class Two e sottufficiali portano una fascia scarlatta (warrant officer) o cremisi (sottufficiali) dalla spalla destra al fianco. I soldati portano una cintura alla vita in plastica bianca o nera con una fibbia recante lo stemma reggimentale nell'uniforme da cerimonia — una semplice cintura khaki al di fuori delle cerimonie.
Ad ogni soldato del Regular Army viene fornita una dotazione di No.2 dress. In generale, la dotazione di questo "order" di uniformi è destinata a tutti gli ufficiali e sottufficiali e nelle unità vengono conservate riserve di uniformi khaki per l'uso di caporali e altri gradi inferiori.
Nella forma cerimoniale del No.2 dress, il copricapo è lo stesso indossato con il No.1, con l'eccezione delle brigate gurkha (che portsno lo slouch hat); e degli ufficiali di The Queen's Royal Hussars che indossano il loro "tent hat" (il solo copricapo portato senza un distintivo da berretto o altra distinzione). Nelle "parate informali" gli ufficiali con la No.2 o 6 possono indossare un berretto khaki a visiera (che si può mettere anche con le No. 4, 7, 12, 13 e 14); questo oggetto non è generalmente distribuito alle altre categorie di militari (che possono indossare il basco o equivalente in queste occasioni) eccetto gli appartenenti all'Household Cavalry Mounted Regiment e alla King's Troop, Royal Horse Artillery.
Un altro copricapo autorizzato (ma non fornito) come abbigliamento facoltativo nelle parate informali con le No.2 e 6 è la bustina; può essere portata facoltativamente con le No. 4, 6, 7, 10, 11, 13 e 14.

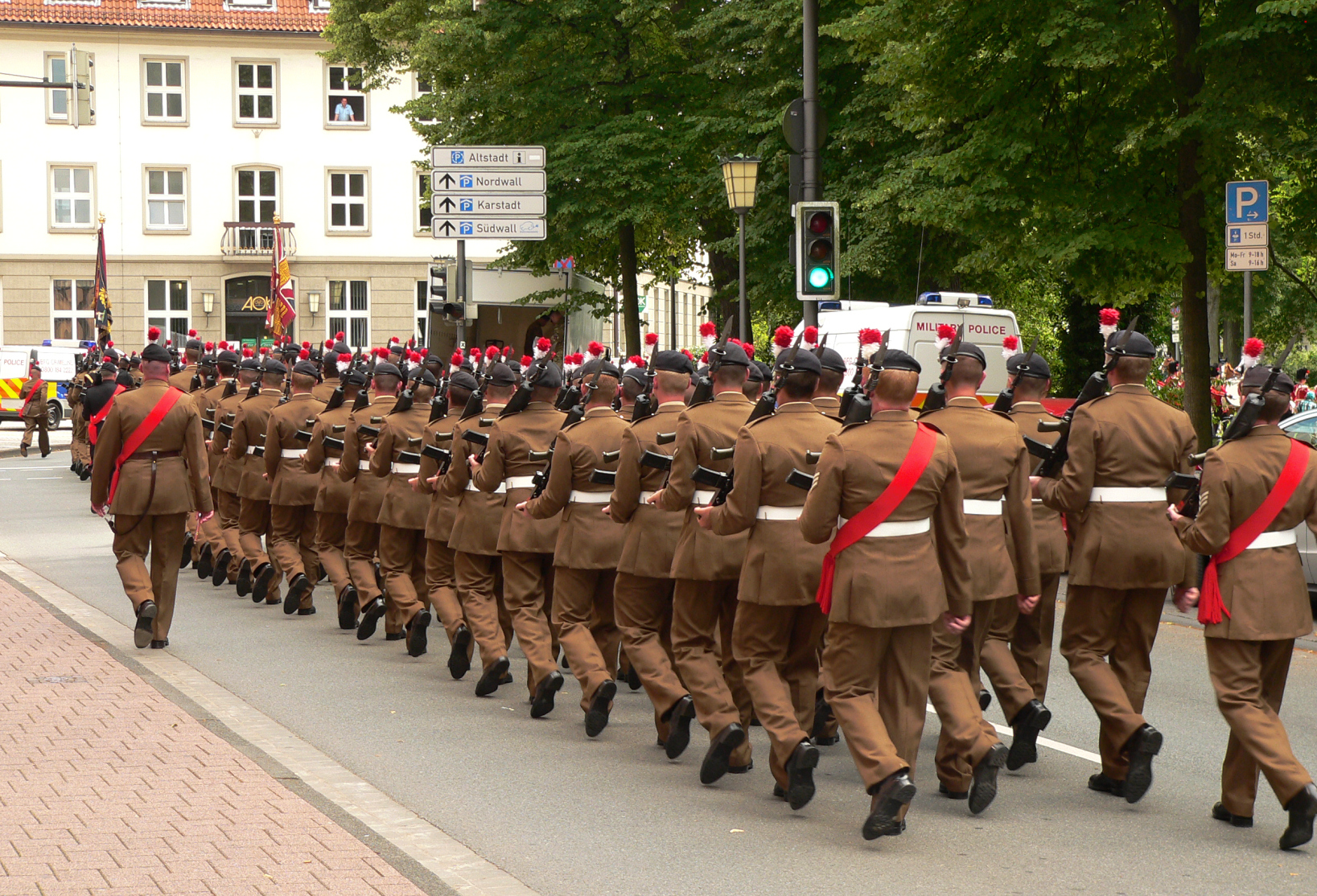
Royal Regiment of Fusiliers
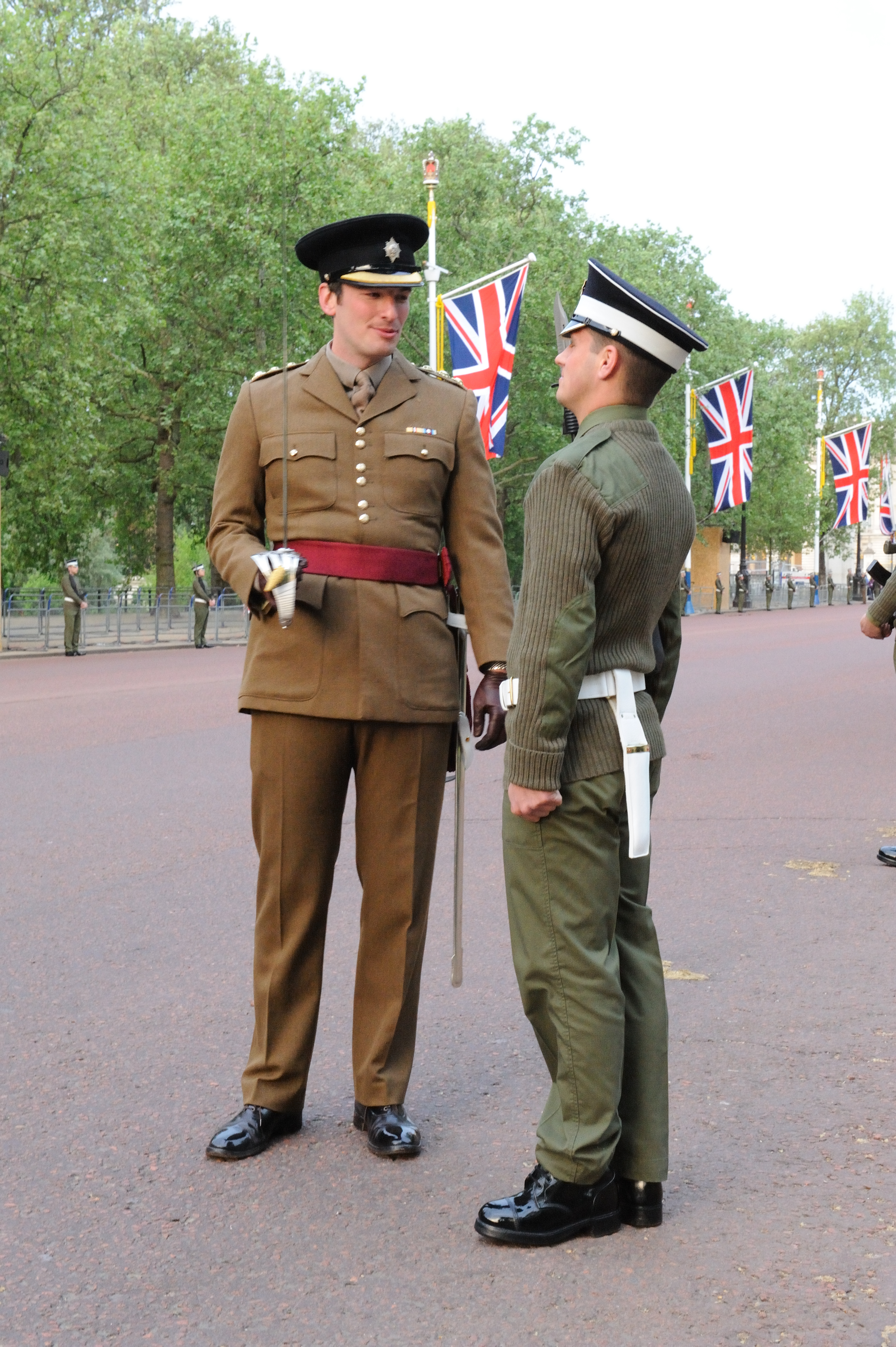
Ufficiale delle Coldstream Guards con la No.2; il soldato indossa una forma di No.13
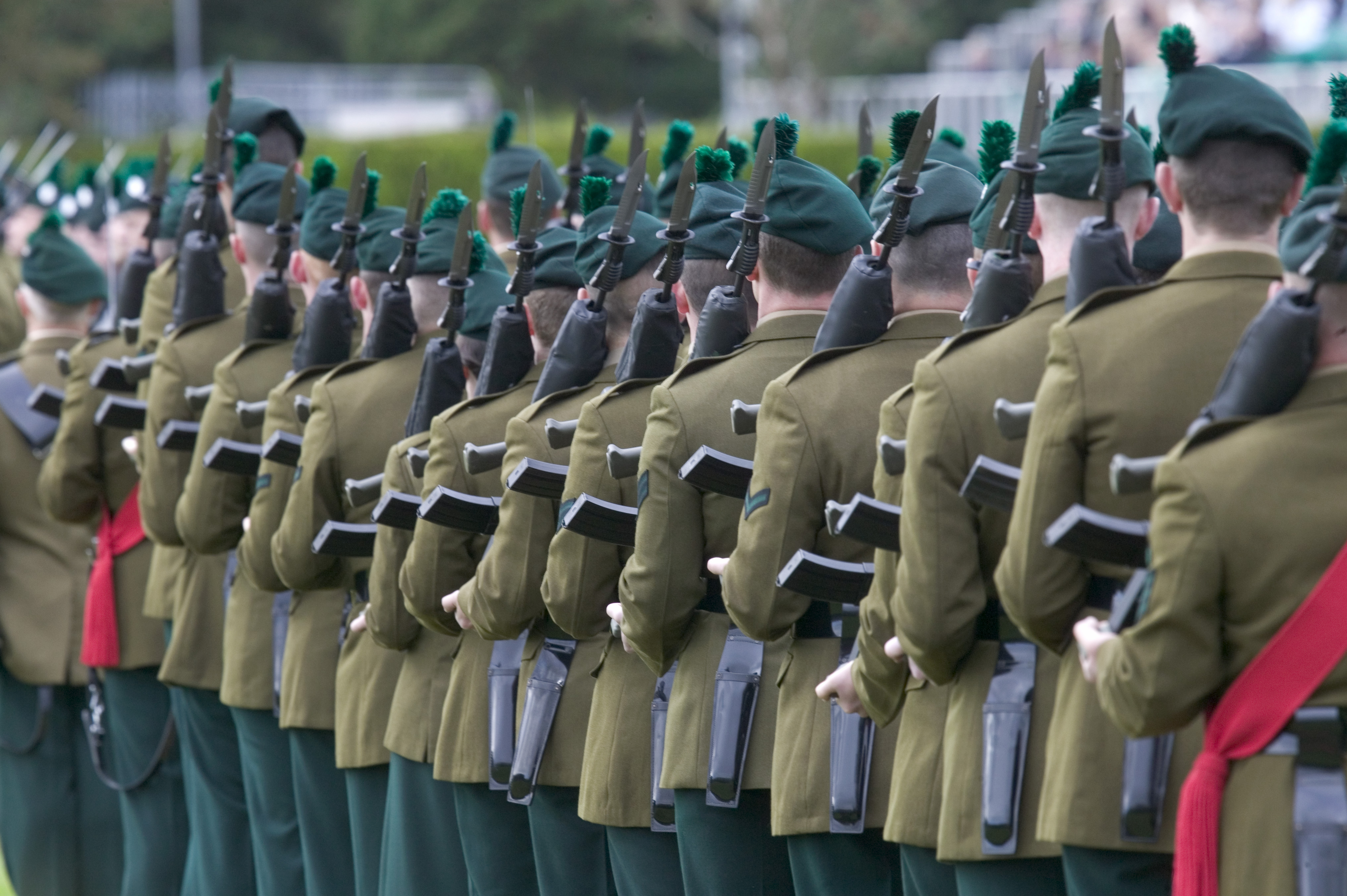
Soldati del Royal Irish Regiment indossano la No.2, con i caratteristici panatlaoni "piper green", caubeen e pennacchio

### No.3: Warm weather ceremonial uniform

British Army No. 3 Dress, versione per ufficiali

La No.3 è l'equivalente estiva della No.1, indossata in guarnigioni o assegnazioni d'oltremare. Con l'introduzione della No.1 nelle zone temperate, la No.3 fu adottata come equivalente tropicale all'inizio degli anni 1950. Comprendeva una casacca di cotone totalmente bianca a colletto alto, tagliata in un modo simile alla giacca della No.1, più pantaloni bianchi. Questi venivano portatii con il berretto colorato della No.1.
La No.3 era tipicamente distribuita temporaneamente, e ritirata dalle unità che lasciavano le guarnigioni. Questo "order of dress" risale alle uniformi da parata bianche indossate per l'abbigliamento cerimoniale "clima caldo" e fuori servizio utilizzato in India prima della Grande Guerra.
Dagli anni 1970 questa tenuta consiste della stessa casacca bianca, oggi accompagnata dai pantaloni colorati della No.1. Copricapo, calzature e distintivi sono in genere gli stessi della No.1. Ampiamente utilizzata negli anni 1950 e '60 (allora la Gran Bretagna manteneva ancora significative guarnigioni in località tropicali) questa uniforme ora è di solito limitata ad addetti militari e relativi staff nelle sedi tropicali: le unità di Royal Gibraltar Regiment e The Royal Bermuda Regiment (di cui parleremo più avanti); più alcune bande ed alcuni ufficiali del battaglione dei 
Royal Gurkha Rifles di stanza nel Brunei.
La banda del Royal Gibraltar Regiment ha diritto ad una dotazione permanente della No.3. Il Royal Bermuda Regiment, che ha molti impegni cerimoniali, distribuì la No.3 come uniforme estiva fino alla fine dello scorso millennio, vestendo la No.1 (con risvolti rossi) nel resto dell'anno per via del clima freddo e spesso burrascoso. Dato che la maggior parte dei suoi servizi cerimoniali si svolge nei mesi estivi, ora porta la No.3 tutto l'anno, mentre la No.1 deve eventualmente essere autorizzata dall'ufficiale comandante.

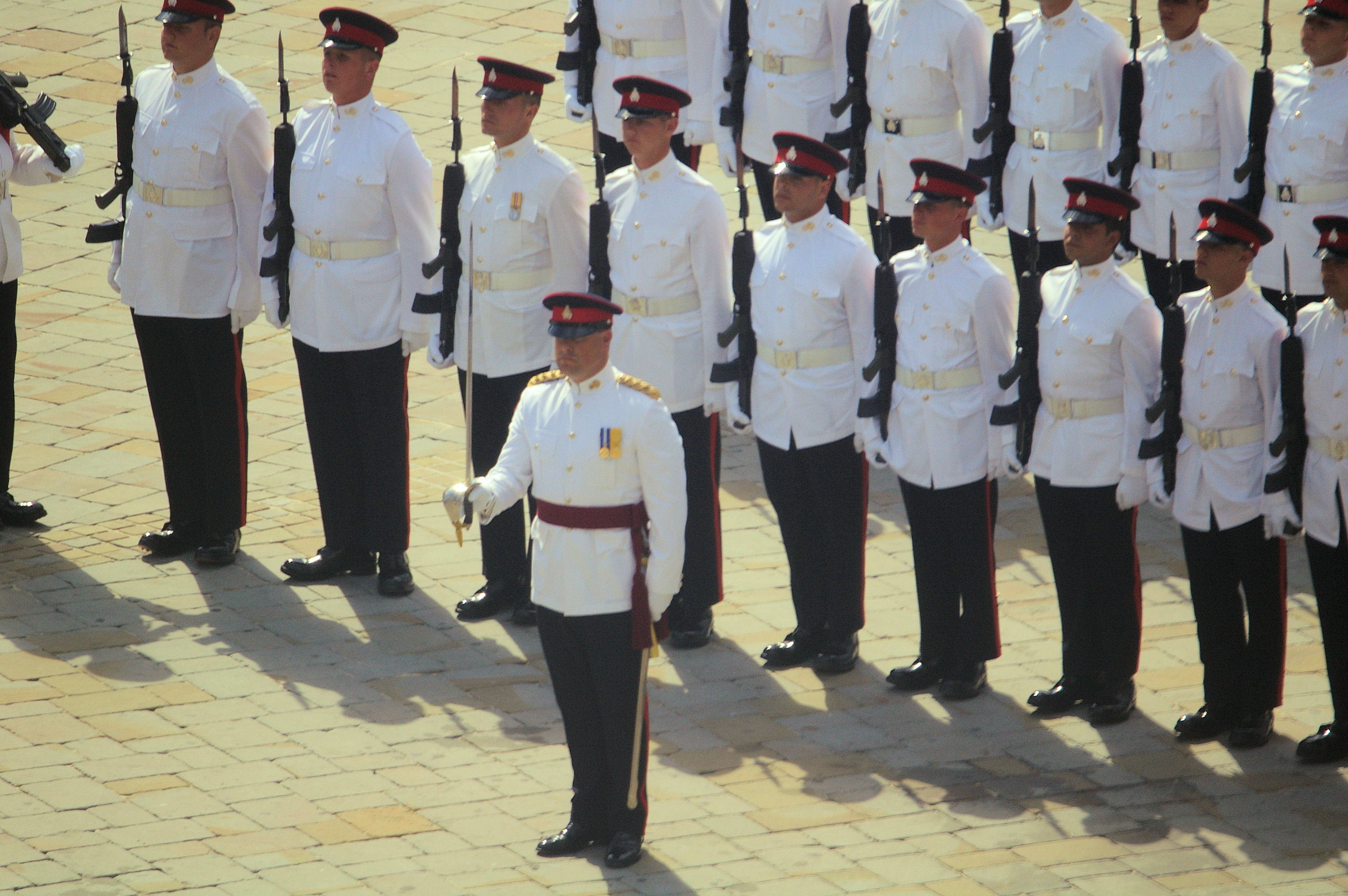
Il Royal Gibraltar Regiment alla parata per il compleanno della regina (Trooping the Colour), Grand Casemates Square, Gibraltar con la No. 3
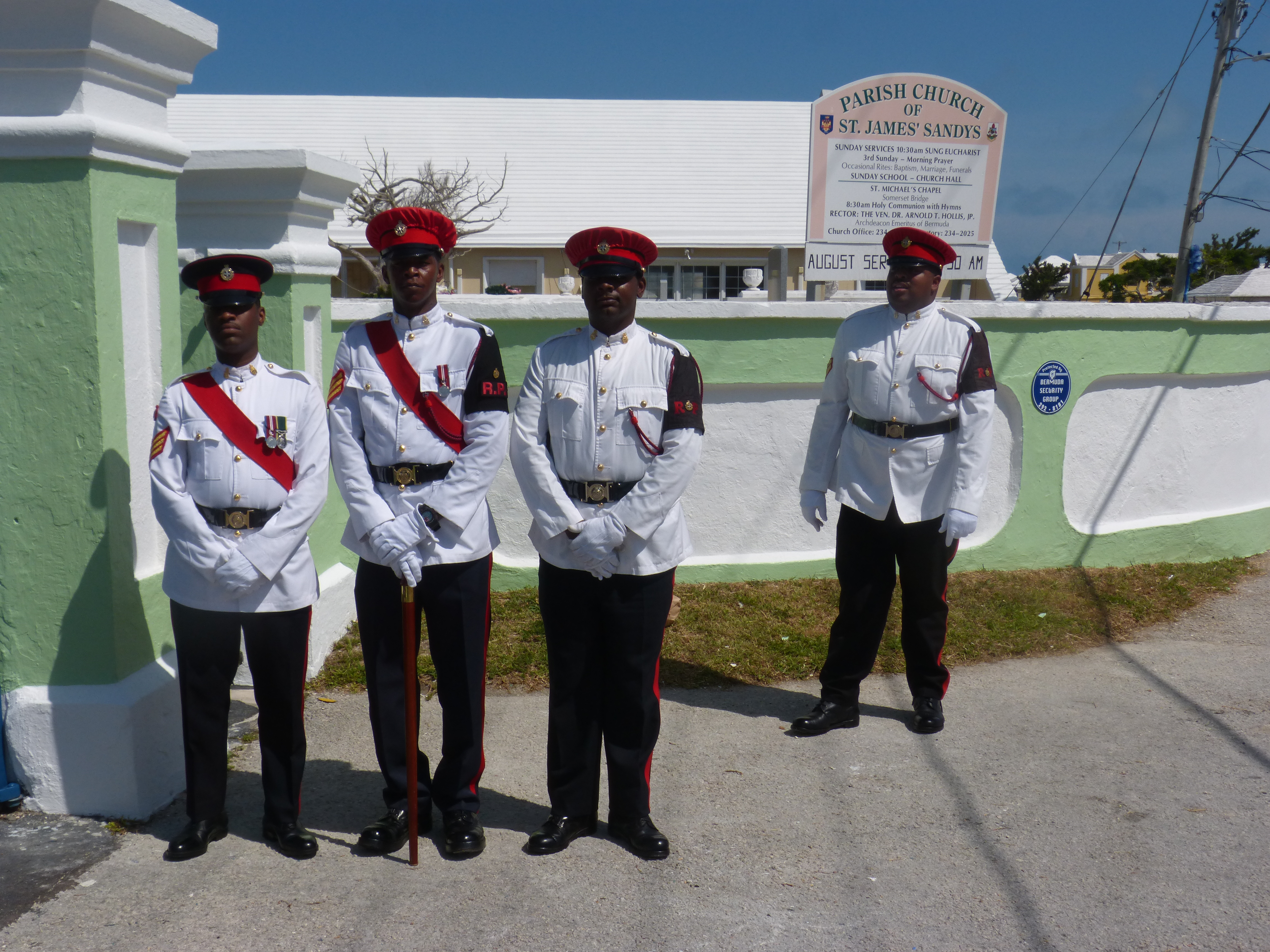
Il Royal Bermuda Regiment alla St James' Church di Somerset con la No. 3 Dress
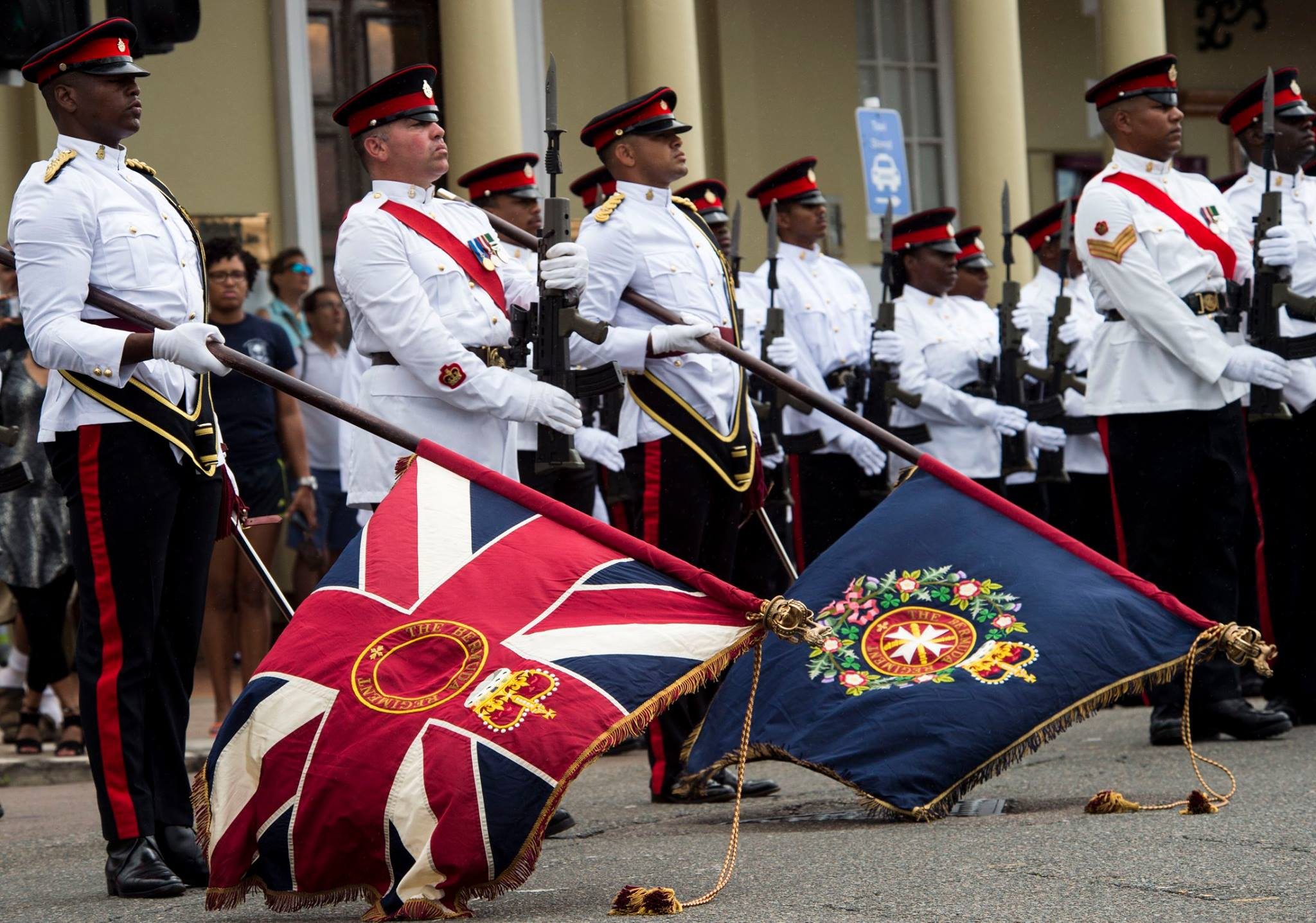
Il Royal Bermuda Regiment con la No. 3 Dress alla parata per il compleanno della regina, 10 giugno 2017
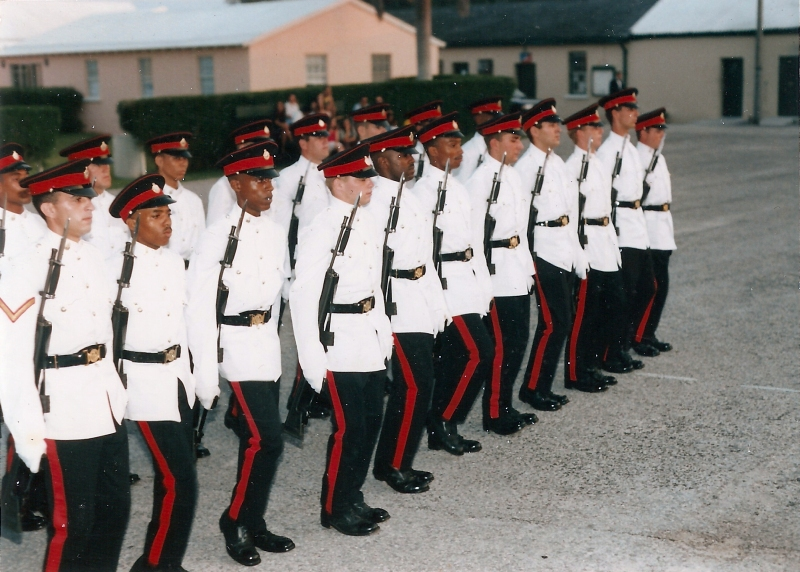
Parata i promozione del Potential Non-Commissioned Officers (PNCO) Cadre con la n No. 3 (estiva) presso Warwick Camp, giugno 1994.

### No.4: Warm weather Service Dress (solo ufficiali)

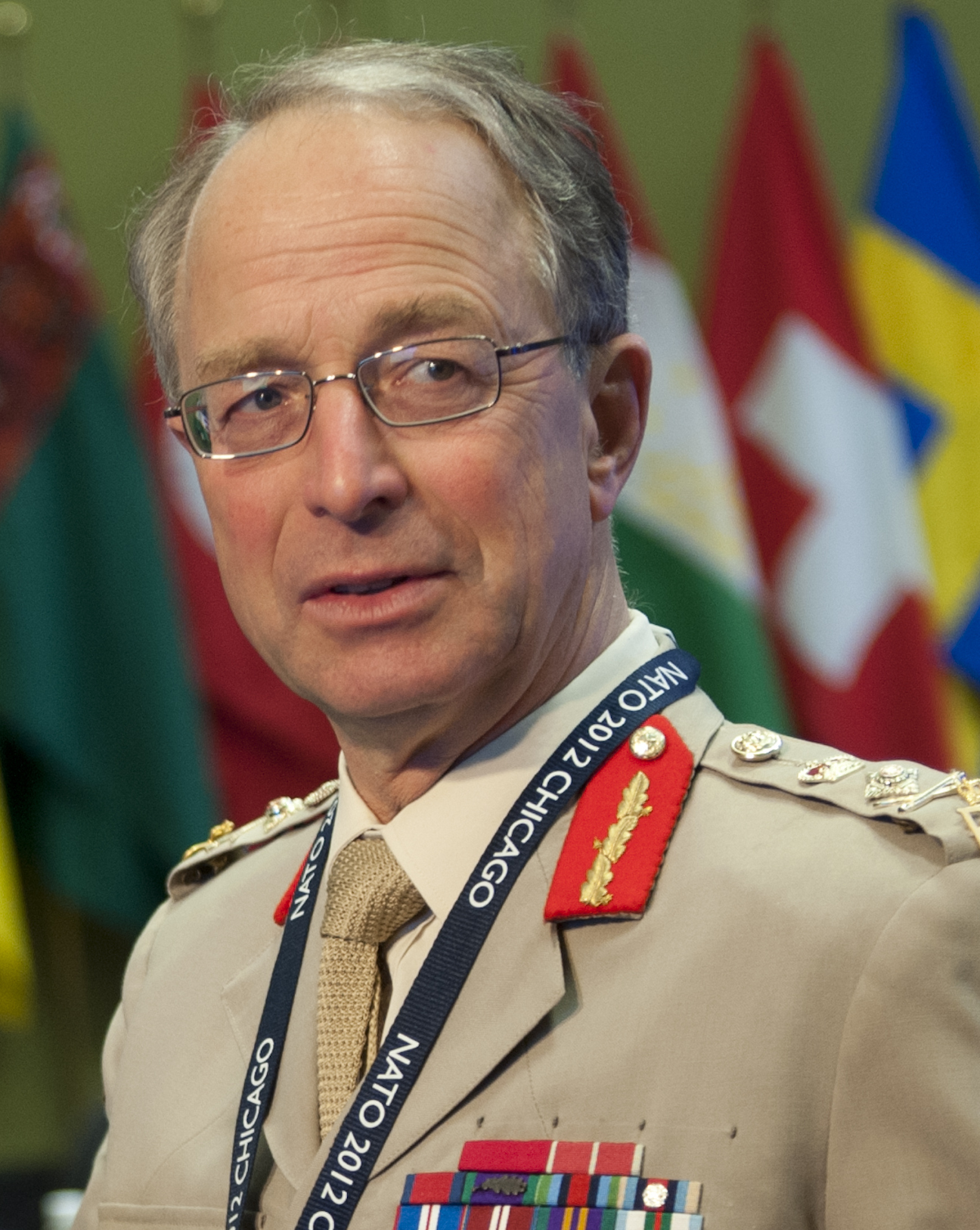
No.4 dress.

Distribuita agli ufficiali alla prima assegnazione in zone calde, l'uniforme è simile alla No.2 ma realizzata in una sfumatura chiara di khaki definita "pietra" nella sezione 01.87 dell'Army Dress Regulations.
Quando gli ufficiali partecipano a parate e formazioni con militari di altre categorie in zone calde, portano o la No.3 o la No.6.
C'era stato un modello di Service Dress da clima caldo per le categorie diverse dagli ufficiali, ma non venne più usato a partire dagli anni 1950. 

### No.6: Warm weather parade uniform (bush jacket)
L'uniforme "bush jacket" (in Australia è conosciuta come "safari uniform") è distribuita ai militari di ogni categoria assegnati a zone dal clima caldo. Consiste di una giacca a quattro bottoni color pietra stile cespuglio portata con o senza camicia e cravatta (sotto la giacca) e pantaloni color pietra. È portata da militari di ogni grado per le parate (analogamente alla No.2), tranne quando si porta la No.3, e dai non-ufficiali in tutte le altre occasioni.

### No.7: Warm weather barrack dress

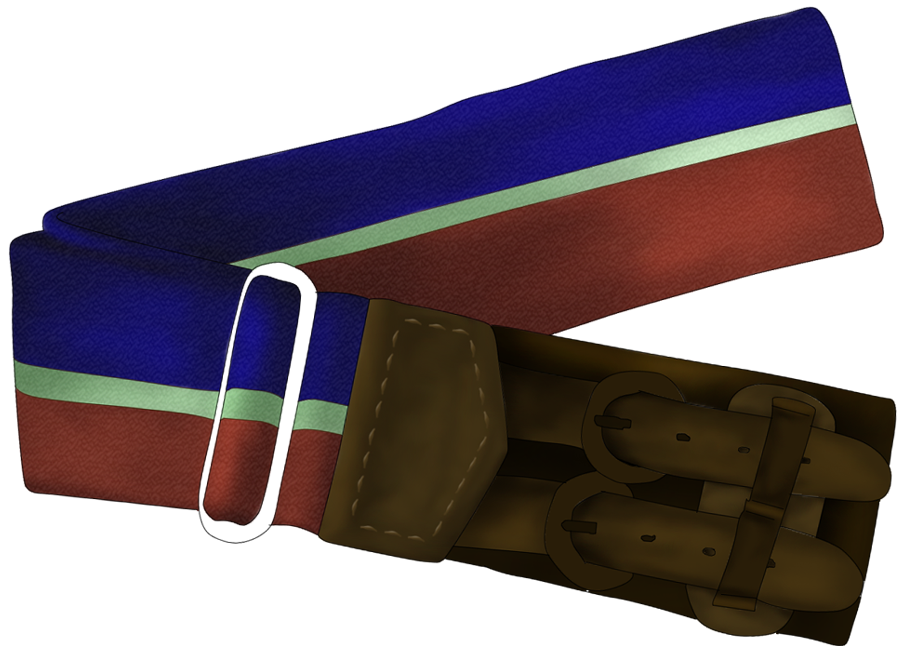
Una stable belt in uso alla RAF prima del 2007.

L'uniforme tropicale con camicia calzoni, consistente di una camicia a maniche corte color pietra portata con pantaloni dello stesso colore (kilt o trews — sorta di calzoni attillati — in tartan per i reggimenti scozzesi), e copricapo reggimentale. Con quest'uniforme si può indossare la "cintura da stalla" (stable belt) reggimentale o di corpo.

### No.8: Combat Dress

Uniforme No.8 (combattimento)

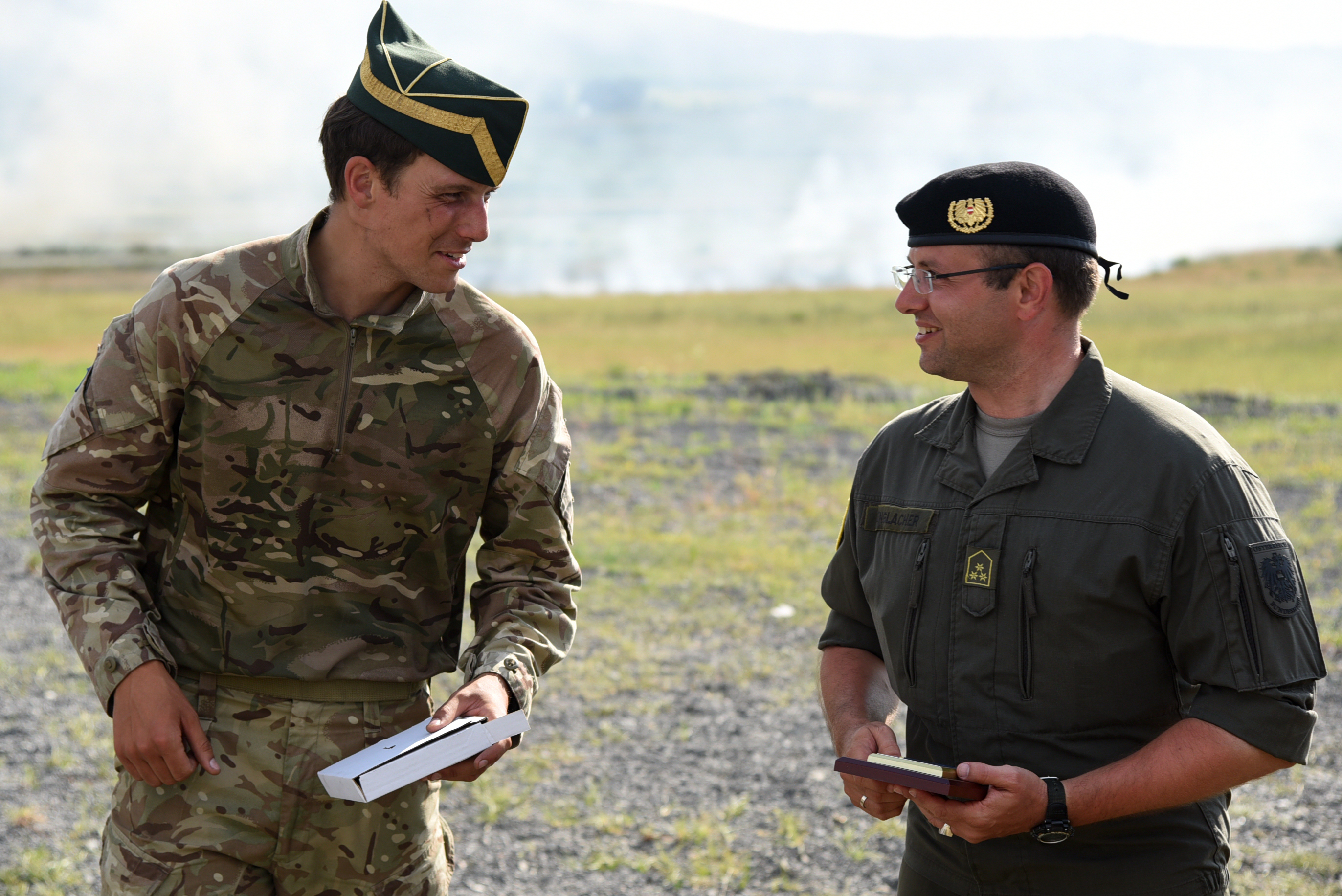
Un soldato britannico, s sinistra, dei Queen's Royal Hussars indossa una bustina con l'uniforme No.8.

L'attuale uniforme No.8 è nota come Personal Clothing System – Combat Uniform (PCS-CU); si basa sulla tuta antivento Multi-Terrain Pattern (MTP), una giacca leggera e pantaloni con una serie di integrazioni come termofodere e impermeabilizzazioni. Prima del 2011 erano forniti modelli diversi di tenute da combattimento per deserto, zone temperate e tropicali (rispettivamente 5, 8 e 9, secondo il regolamento delle uniformi), tutte sostituite dalla PCS-CU.
La PCS-CU si ispira al principio che diversi strati di tessuto sono più caldi e flessibili nell'uso di uno strato singolo. La giacca PCS-CU è sempre portata un po' abbondante, con le maniche abbassate; però nel 2015 è stato introdotto un modello di camicia MTP che nei mesi estivi può essere portata infilata nei pantaloni con le maniche arrotolate. Si può indossare anche d'inverno, ma allora le maniche sono sempre tenute "lunghe" (non arrotolate).
Taluni reggimenti e corpi impiegano una stable belt con la No.8 mentre altri ne circoscrivono l'uso alle No.13 e 14. In esercitazione e attività operativa la stable belt è sostituita da un cinturone da combattimento verde tinta unita (la stable belt ha i colori del reggimento o corpo), con Personal Load Carrying Equipment in nylon e il gilet protettivo balistico Osprey body armour con buffetterie agganciate usando il sistema PALS, concepito espressamente per il trasporto di dotazioni tattiche.
Nel XX secolo l'esercito britannico introdusse i Tactical recognition flash (TRF) — portato sulla manica destra di un'uniforme da combattimento, questo contrassegno distintivo indica il reggimento o corpo (o altra suddivisione, come ALS, ETS, RMP, MPGS, e SPS, nel caso dell'AGC))  cui appartiene chi lo indossa.
Si porta normalmente un copricapo da lavoro, che tipicamente è un basco. Il colore del copricapo di solito mostra il tipo di reggimento cui appartiene chi l'indossa. Di seguito l'elenco di tali colori:
- Khaki: Mercian Regiment, Foot Guards, Honourable Artillery Company, Princess of Wales's Royal Regiment, Royal Anglian Regiment, Duke of Lancaster's Regiment, Royal Welsh, Yorkshire Regiment, Royal Gibraltar Regiment, 4/73 (Sphinx) Special Observation Post Battery RA[26]
- Grigio chiaro: Royal Scots Dragoon Guards, Scottish and North Irish Yeomanry
- Grigio scuro: Queen Alexandra's Royal Army Nursing Corps
- Marrone: King's Royal Hussars, Royal Wessex Yeomanry
- Nero: Royal Tank Regiment, Westminster Dragoons Squadron, Royal Yeomanry
- Verde scuro (Rifle) : The Royal Dragoon Guards, The Queen's Royal Hussars, The Rifles, Royal Gurkha Rifles, Small Arms School Corps, Essex Yeomanry
- Granata: Parachute Regiment, tutto il personale in servizio nella 16 Air Assault Brigade (non limitato al personale con qualifica di paracadutista) escluso il personale del battaglione di fanteria non paracadutista o dell'Army Air Corps sd armi aggregate
- Beige: Special Air Service comprese le truppe aggregate che non hanno la qualifica SAS
- Grigio smeraldo:[27] Special Reconnaissance Regiment
- Verde commando : Personale con qualifica commando che opera in unità commando (compreso lo Special Boat Service)
- Verde cipresso: Intelligence Corps
- Blu Cambridge: Army Air Corps compreso personale aggregato ed elementi REME Aircraft, 47 Regiment Royal Artillery[28] tutto il personale dell'esercito che presta servizio in unità di aviazione.[29]
- Scarlatto: Royal Military Police
- Verde: Adjutant General's Corps (trRoyal Regiment of Scotlandanne Royal Military Police, che lo porta scarlatto; Military Provost Staff, Educational and Training Services Branch e Army Legal Service, che lo portano blu navy), Military Provost Guard Service
- Blu scuro: tutte le altre unità dell'Army (tranne reggimenti di fanteria di linea scozzesi e Royal Irish Regiment)

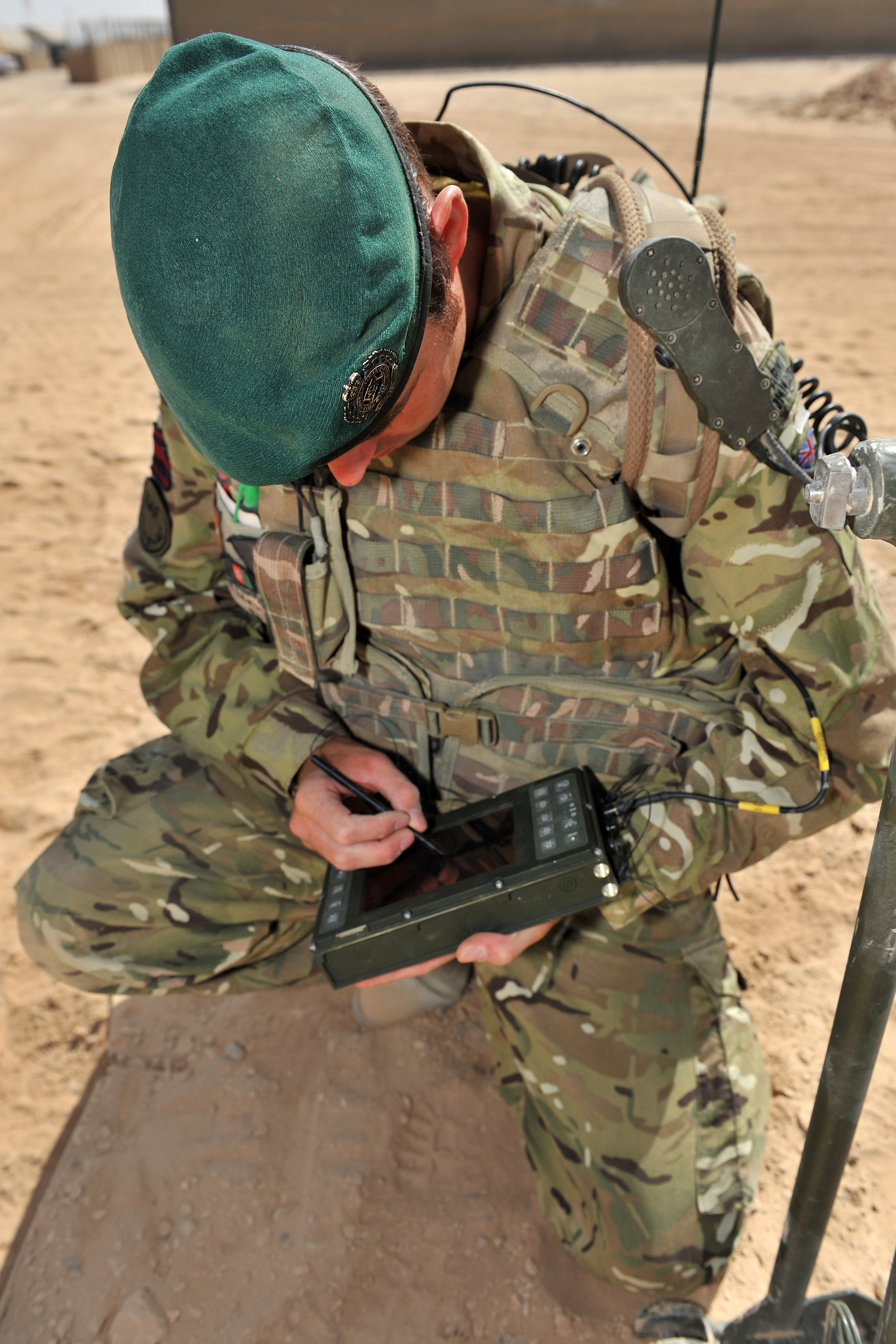
I soldati del 24 Commando (Engineer) Regiment portano il distintivo da berretto dei Royal Engineer su un basco verde da commando.

Sul basco o altro copricapo indossato con la No.8 si porta un fregio da berretto con il distintivo del reggimento o corpo. Tale fregio è posto sopra all'occhio sinistro quando si porta un basco o un caubeen; il distintivo sfoggiato sul Tam o' Shanter è applicato sopra l'occhio sinistro. Soltanto la compagnia D (London Irish Rifles) del London Regiment porta il fregio da berretto sopra l'occhio destro, sul caubeen. Truppe di altri servizi, reggimenti o corpi in aggregazione ad unità con baschi di colore specifico spesso indossano i medesimi con il proprio fregio da berretto. Colonnelli, brigadieri e generali di solito continuano ad indossare il basco del reggimento o corpo cui appartenevano con il fregio da berretto distintivo del loro grado.
Il Royal Regiment of Fusiliers porta un pennacchio sul basco; adesso è l'unico reggimento di fanteria ad indossare il basco blu "navy". Anche altri reggimenti di tradizione fucilieri indossano pennacchi: ad esempio i militari di truppa dei Royal Welsh portano pennachhi bianchi sui loro baschi (ereditati dai Royal Welch Fusiliers).
Il Royal Regiment of Scotland ed il Royal Irish Regiment, invece del basco, indossano il Tam o' Shanter e il caubeen rispettivamente, ciascuno dei quali è decorato da un pennacchio. Il Tam o' Shanter viene portato anche da alcune unità di UOTC e Army Reserve in Scozia.

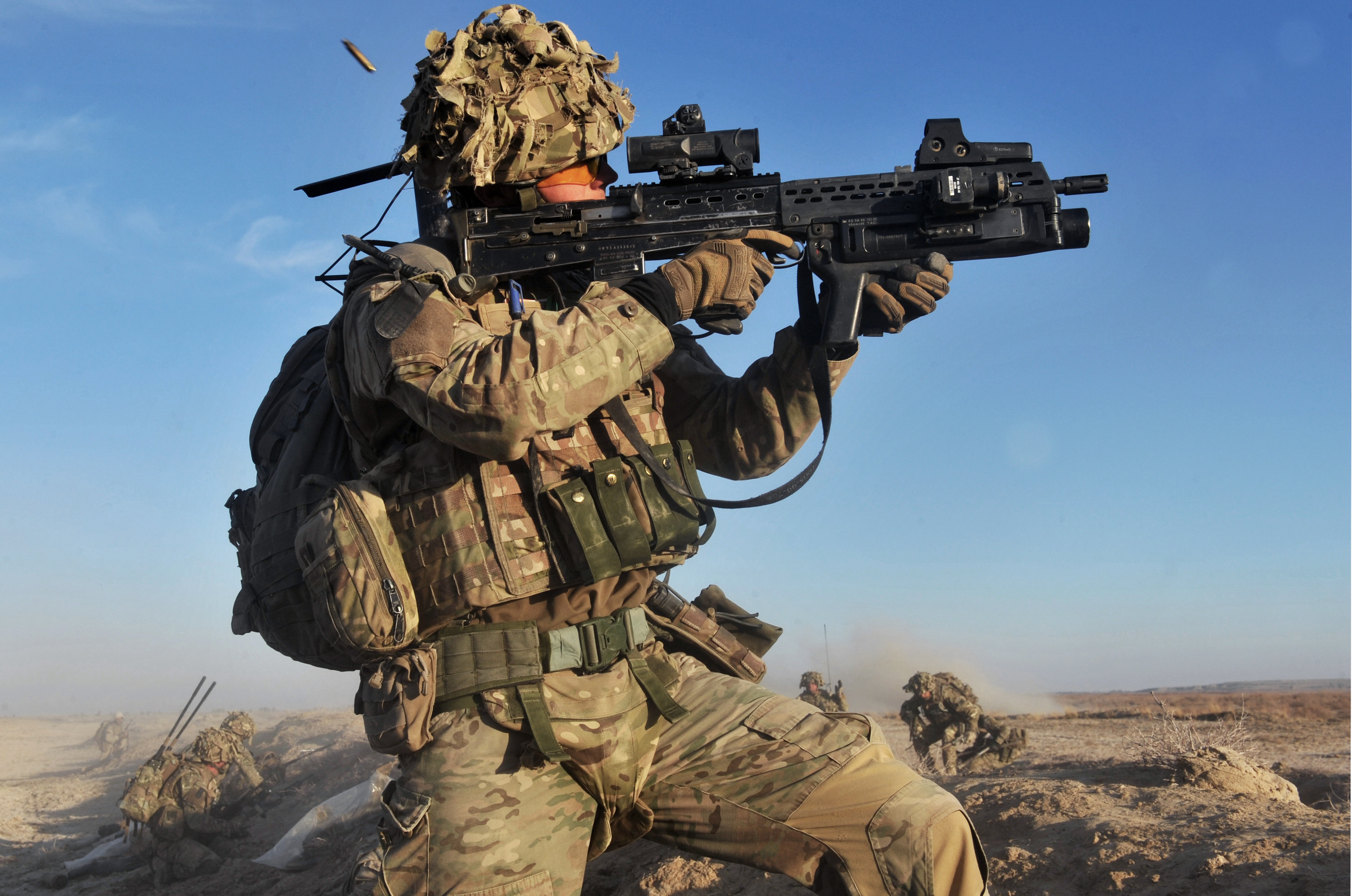
Soldato della 4th Mechanised Brigade in Afghanistan, 2013.

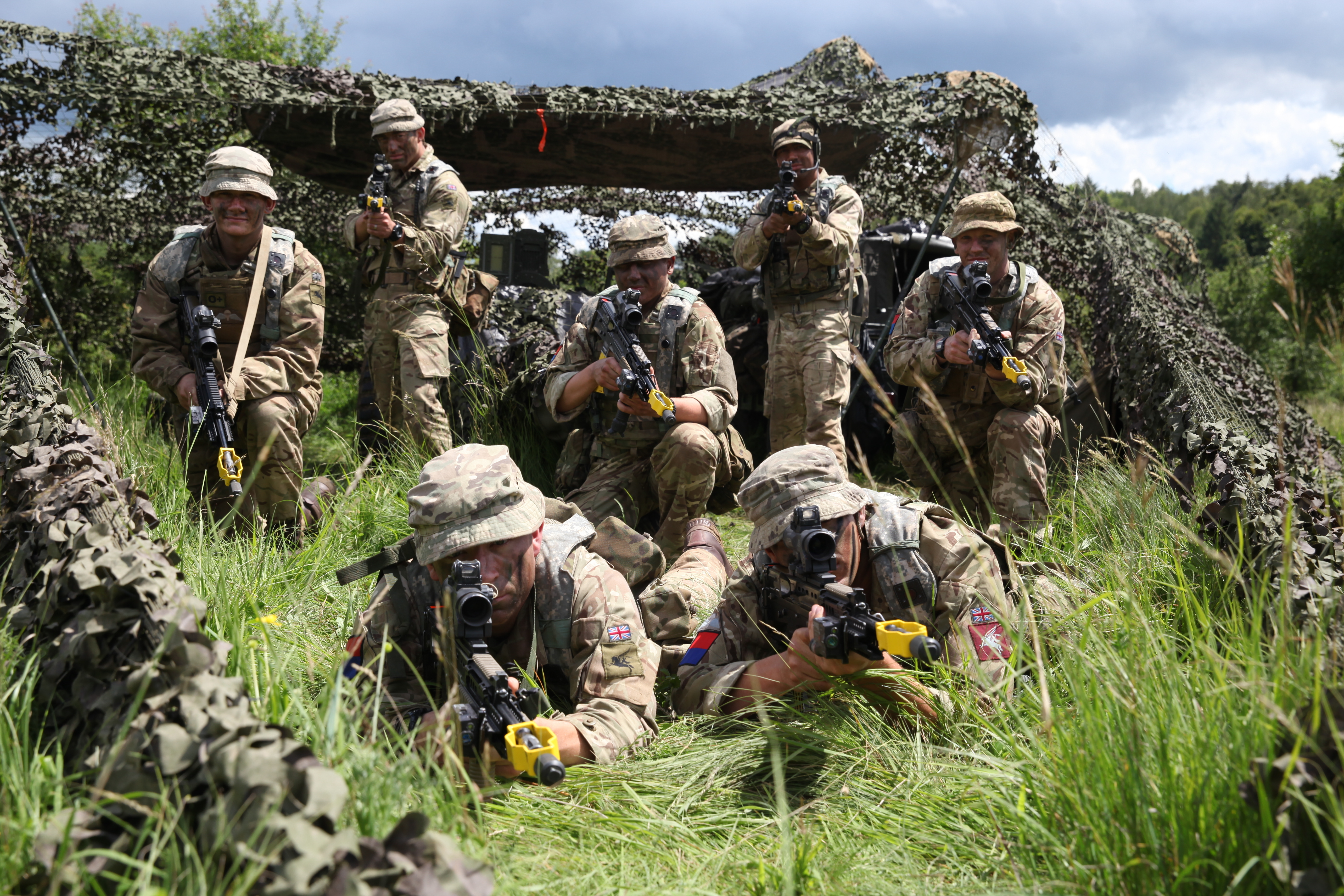
La 7th Parachute Regiment Royal Horse Artillery si addestra in Germania nel 2016.

Prima dell'adozione della PCS-CU, il basco era spesso sostituito dal Mk 6 Combat Helmet con un rivestimento DPM (o la versione da deserto del DPM se portata con la No.5); questo è stato da allora sostituito dall'elmetto Mk 7 con un rivestimento MTP con qualche rete di garza per inserire elementi di mascheramento aggiuntivi (rametti, foglie ecc.). Negli ambienti tipo giungla, l'elmetto è di solito sostituito da un cappello a tesa larga MTP — o allo stesso modo, in ambienti freddi, è rimpiazzato da un cappello con visiera MTP (Cap, Extreme Cold Weather), un tubo di lana arrotolato noto come cap comforter, o altro copricapo specializzato. Quando l'esercito britannico è impegnato in ruoli di peacekeeping, porta copricapi reggimentali (quando la situazione tattica lo consente) preferendoli all'elmetto o al cappello MTP, per apparire meno ostile ai civili locali. Quando operano per le Nazioni Unite, i soldati mettono il basco azzurro chiaro dell'ONU.

### No.10: Temperate mess dress

No.10 Mess Dress dell'esercito britannico, versione per ufficiali (Yorkshire Regiment).

L'uniforme mess dress per climi temperati dell'esercito britannico prevede una giacca corta in vita, su cui gli uomini portano pantaloni, salopette o kilt; le donne una gonna lunga. L'uniforme No.10 normalmnente è indossata dai militari di grado superiore a sergente in circostanze formali da sera. I colori variano notevolmente da unità a unità ma in genere corrispondono a quelli dell'alta uniforme del reggimento o corpo. Quindi le mess jacket possono essere scarlatte, blu scuro o verdi con facing e gilè nei colori del reggimento. Gli schemi essenziali di giacche sono due: lo stile "cavalleria" a colletto alto e quello a fronte aperto con risvolto in origine indossati dai reggimenti di fanteria. La versione della No.10 portata dagli ufficiali spesso comprende trecce elaborate sul gilè.
Il mess dress è derivato dalla shell jacket (giacca corta in vita) (fanteria) o "giacca da stalla" (cavalleria): una corta giacca da lavoro con i colori dell'alta uniforme, che gli ufficiali del XIX secolo accompagnava ad un gilé da uniforme per l'abbigliamento da sera.

### No.11: Warm weather mess dress
Una giacca binca sostituisce quella colorata del mess dress per zone temperate. Non si portano gilet.

### No.12: Protective clothing
Questo order of dress comprende vari tipi di abbigliamento protettivo che vanno dalle normali salopette alle dotazioni specialistiche utilizzate da equipaggi di volo, cuochi, sanitari ed altri.
La No.12 comprende qualunque abbigliamento per il lavoro di tutti i giorni possa essere autorizzato a livello locale o reggimentale. In precedenza venivano spesso indossate camicia e pantaloni verde oliva, ma questa soluzione è stata sostituita da camicia e pantaloni dell'uniforme da combattimento indossati con basco e cintura da stalla (identica a quella della No.7).

### No.13: Temperate barrack dress

No.13/14 Barrack Dress (Yorkshire Regiment), versione per militari di truppa.

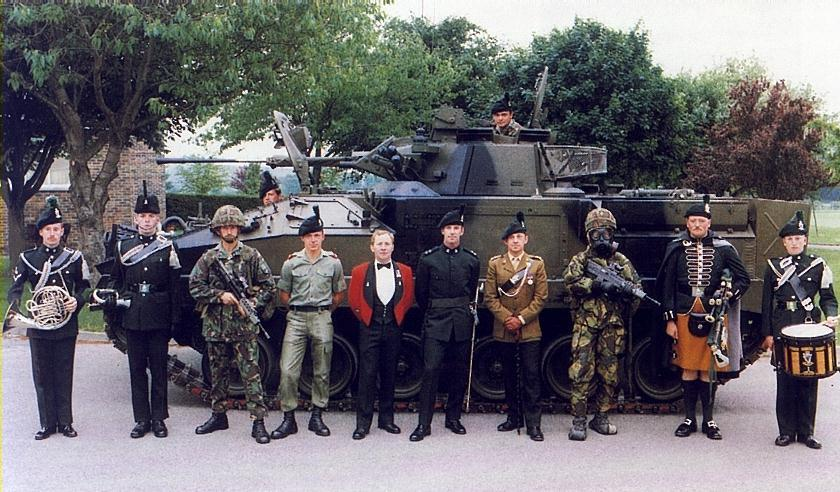
Royal Irish Rangers: soldati ed ufficiali in Numbers 8, 14, 10, 1, 2 e 12, affiancati da un bandista, suonatore di bugle, suonatore di cornamusa e tamburino in versioni di alta uniforme (rifles).

Nel 2018 si annunciò che sebbene le uniformi No.13 e 14 rimanessero una tenuta da indossare in occasioni appropriate, sarebbero stati ritirati pantaloni, gonne e camicie a maniche corte del Barrack Dress.
Consiste di pantaloni khaki da caserma (previsti dal programma Future Army Dress (FAD)) e la camicia d'ordinanza, prevista con la No.2, con un pullover. Si porta spesso la cintura da stalla, un cinturone di tessuto robusto. La stoffa di tale cintura è nei colori reggimentali, o un colore singolo o strisciato nel senso della lunghezza (l'origine di queste combinazioni è spesso tradizionale, derivate dsi colori dell'uniforme storica e relativi facing, e può coincidere con il disegno di TRF di una particolare unità). Tradizionalmente è agganciata con un sistema di tiranti di pelle e fibbie sul lato sinistro di chi la indossa (in alcune unità sta di fronte), ma può in alternativa avere un aggancio metallico, o una piastra centrale recante lo stemma di reggimento o formazione. Alcuni reggimenti o corpi portano la cintura da stalla sopra il pullover.

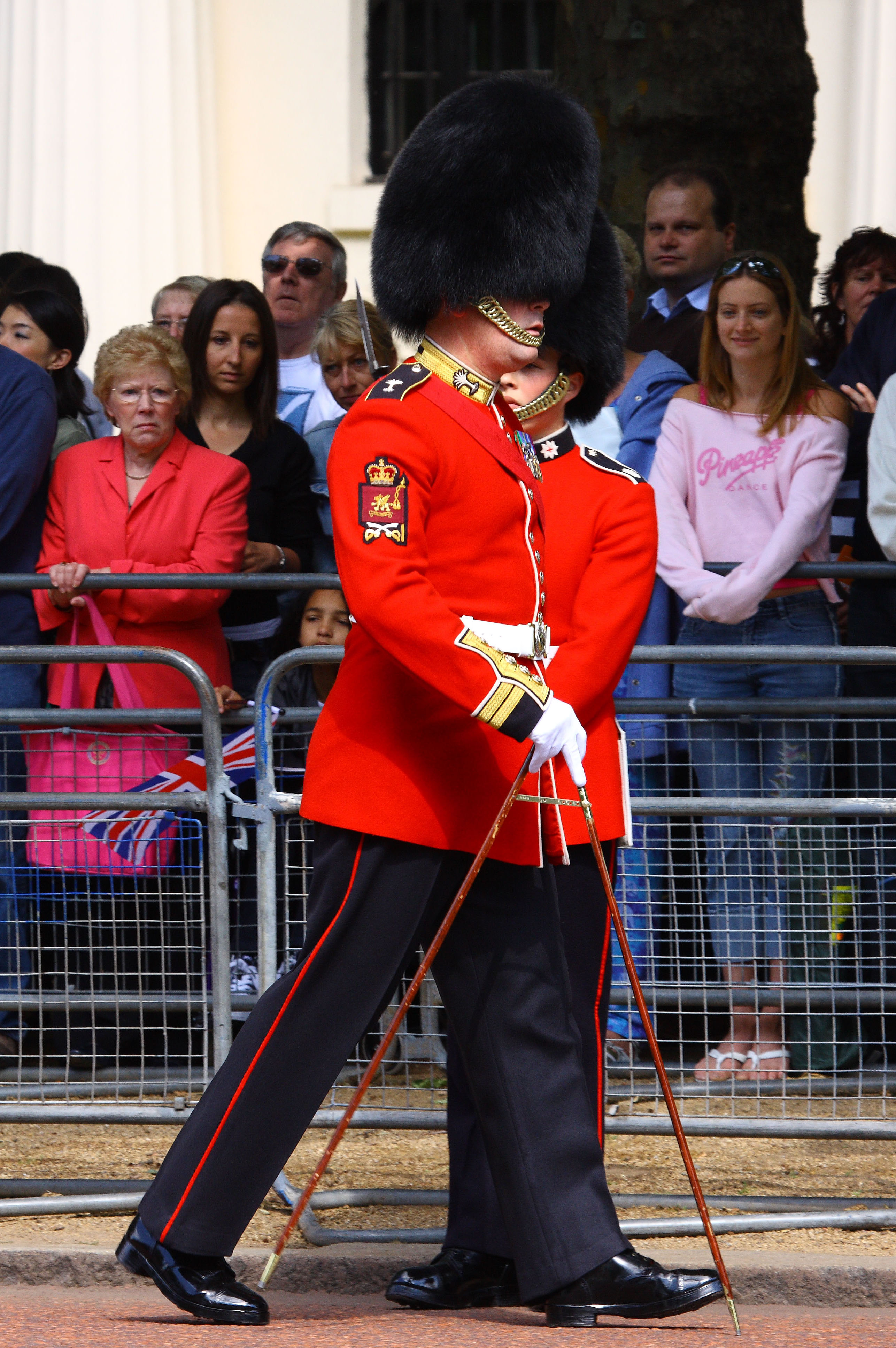
Un warrant officer delle Welsh Guards adopera il pace stick.

Gli ufficiali e i warrant officer di taluni reggimenti possono portare pullover colorati invece del modello verde; sono autorizzati i seguenti modelli e colori reggimentali:
- Collo a V grigio/blu: Royal Scots Dragoon Guards
- Maglia grigia/blu/verde: Queen's Royal Lancers
- Collo a V grigio/marrone: 1st The Queen's Dragoon Guards
- Collo a V grigio/verde: Royal Regiment of Fusiliers
- Collo a V grigio: Queen Alexandra's Royal Army Nursing Corps
- Collo a V verde: Princess of Wales's Royal Regiment, 307 (South Nottinghamshire Hussars Yeomanry) Battery RA (V)
- Collo a V verde Lincoln: 68 (Inns of Court and City Yeomanry) Signal Squadron (V)
- Maglia a collo tondo verde Brunswick: Royal Dragoon Guards
- Verde scuro: Queen's Royal Hussars
- Collo a V verde smeraldo: Royal Army Dental Corps
- Collo a V verde Brunswick: 9th/12th Royal Lancers
- Collo a V verde lovat: Royal Yeomanry
- Collo a V a puntini verdi: Royal Wessex Yeomanry
- Collo a V verde lovat e puntini rossi: Essex Yeomanry
- Nero: Royal Tank Regiment, Royal Army Chaplains Department, Army Legal Services Branch[31]
- Blu navy/corvetta: Royal Artillery
- Blu scuro: 94 (Berkshire Yeomanry) Signal Squadron (V)
- Collo a V blu storm: Queen's Own Yeomanry
- Blu chiaro/puntini verdi: Light Dragoons
- Granata: Royal Army Veterinary Corps
- Collo a V ciliegia opaco: Royal Army Medical Corps
- Collo tondo a puntini marrone: King's Royal Hussars
- Camoscio: Mercian Regiment
- Collo a V marrone medio: Royal Mercian and Lancastrian Yeomanry

Si può portare una bustina con lo schema di colori reggimentale a discrezione dell'ufficiale comandante. Alcuni warrant officer di alcuni reggimenti portano tradizionalmente un pace stick con questa uniforme.

### No.14: Short Sleeve Order
Analoga alla No.13, ma con le maniche arrotolate al livello del gomito o con la camicia d'ordinanza barrack dress (tenuta da caserma) a maniche corte. Non si porta il pullover.

### Uniformi obsolete

#### No.5: Battledress (1939–1961)

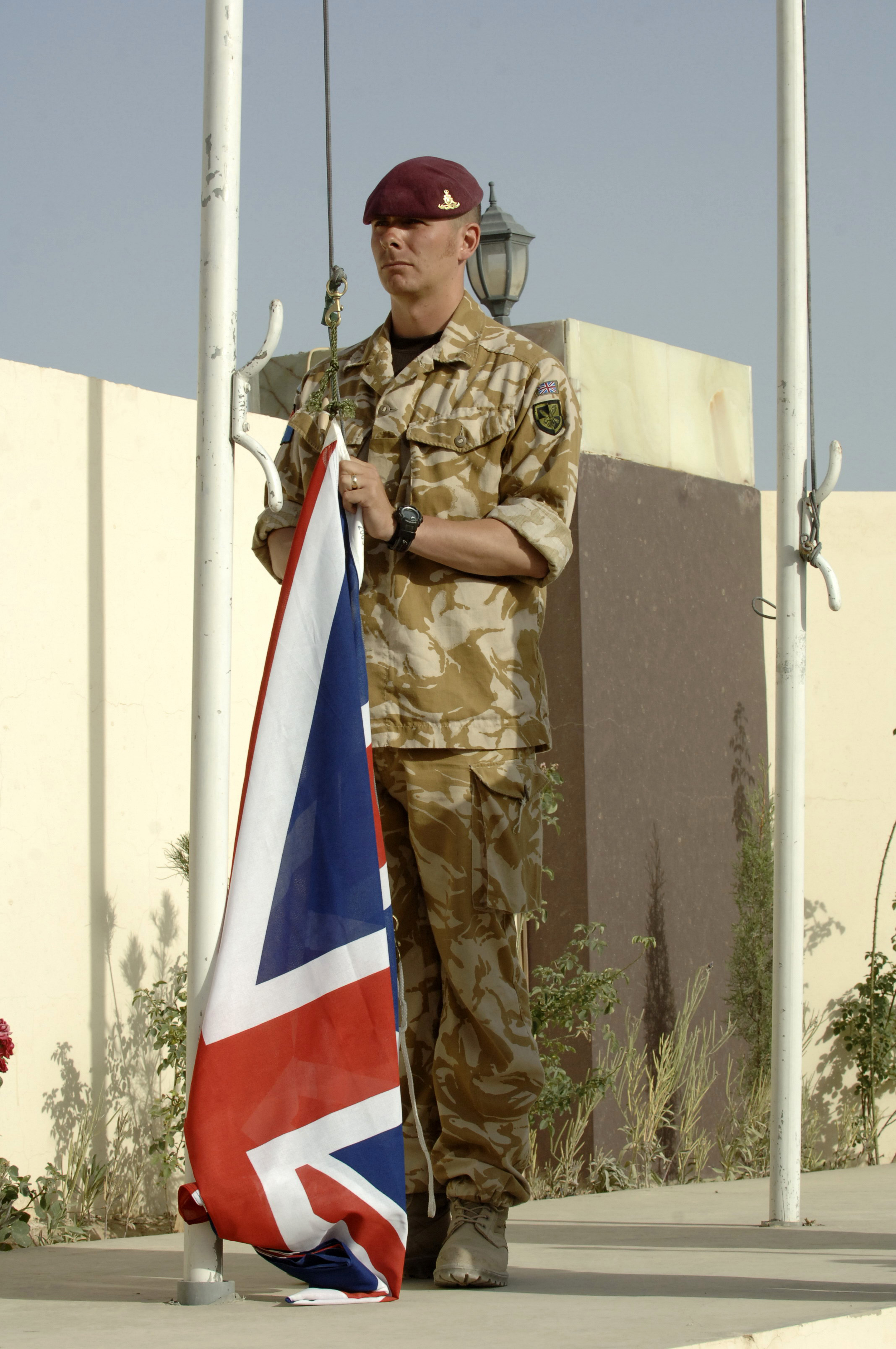
Un soldato britannico della Royal Artillery, con la No.5: Camicia e pantaloni da combattimento.

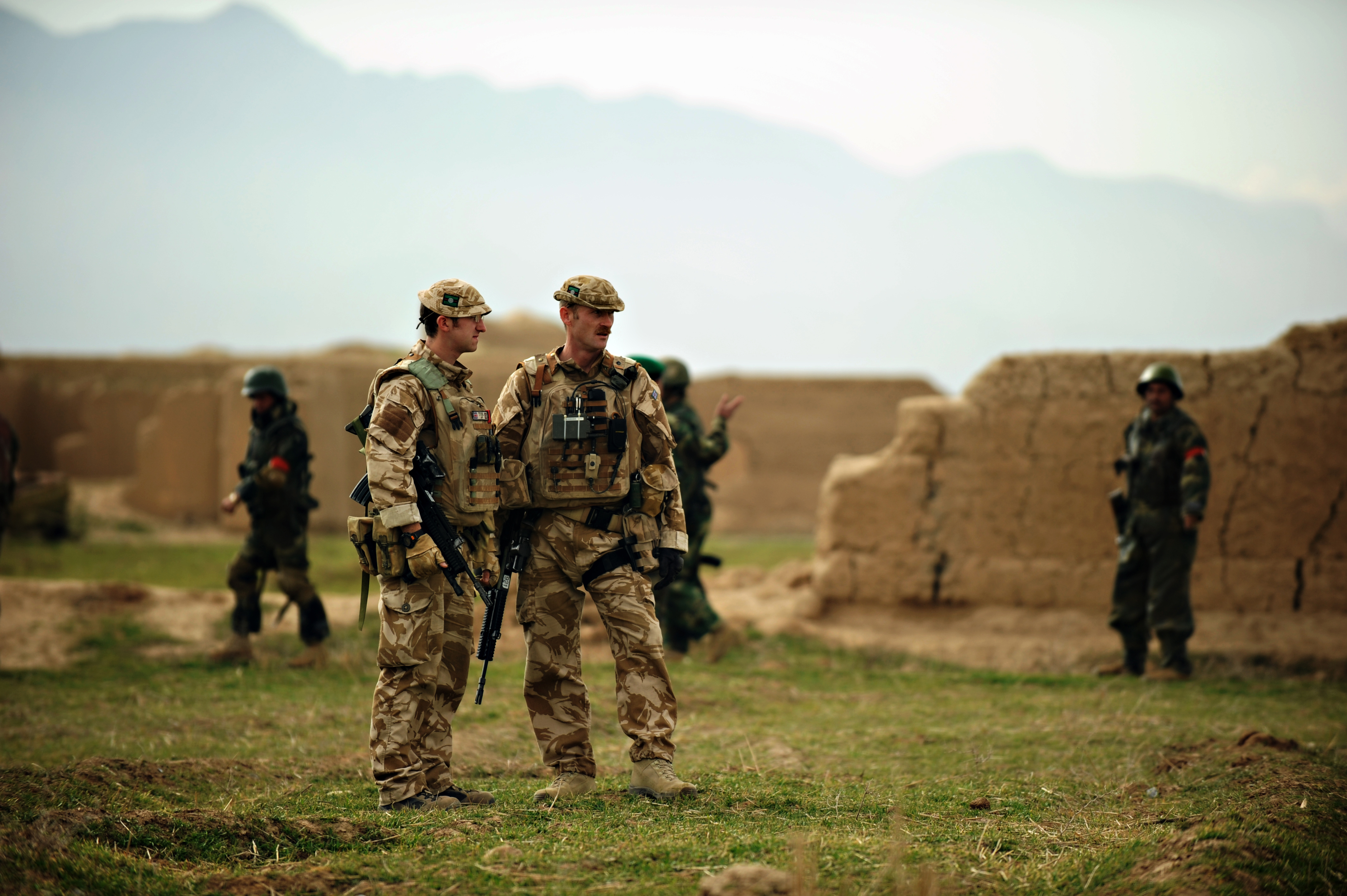
Soldati britannici indossano l'uniforme Desert Combat Dress con protezioni balistiche e berretti da bosco.

Battle Dress si riferisce all'uniforme da servizio prevista dal 1939 ai primi anni 1960 che sostituiva la No.2 Service Dress. È spesso chiamata inesattamente "Pattern 37 uniform" dal tipo di buffetterie ed accessori introdotti nel 1937. Consisteva di una corta giacca chiamata blouse e pantaloni a vita alta di serge in lana portati con un basco o una bustina. Veniva distribuita anche in blu-grigio RAF per la Royal Air Force, blu Navy per Royal Navy / Royal Navy Volunteer Reserve e blu scuro per il Civil Defence Corps. Agli ufficiali veniva permesso di far modificare sartorialmente il colletto della BD per avere risvolti affrontati, consentendo di indossare camicia e cravatta di sotto, dando l'ispirazione alla successiva M44 'Ike Jacket' americana. Originariamente introdotta nel 1939, subì delle modifiche nel 1940 (Austerity Pattern), nel 1942 (Pattern 40), e nel 1949 (Pattern 49). Divenne una tenuta da caserma e da marcia con l'introduzione delle uniformi "verde giungla" a metà degli anni 1840 ed incarna l'immagine del soldato britannico negli anni 1940-1950.
La battle dress aveva alcuini inconvenienti. L'uniforme era concepita per il clima temperato del Regno Unito o dell'Europa settentrionale. Si dimostrò troppo pesante da portare d'estate, nel clima più assolato dell'Europa meridionale (come nel Teatro Mediterraneo) o in climi tropicali o di giungla (come nel Teatro Pacifico). Al contrario era troppo leggera per il clima freddo o le alte quote (come in Corea). Era molto difficile da strirare per la complessa serie di pieghe. Divenne obsoleta nel 1961 e l'anno successivo fu reintrodotta la No.2 Service Dress per l'uso in caserma e parate.

#### No.5: Desert combat dress
Ls tenuta da combattimento da deserto consiste di: cappello, giacca e pantaloni DPM e veniva distribuita a soldati ed altro personale militare britannico di stanza a Cipro, Medio Oriente e Afghanistan. Nel caso della Guerra del Golfo (1991), questa uniforme era identica all'uniforme tropicale No.9 DPM, tranne che per il mimetismo da deserto multicolore. Essa fu presto sostituita da una versione da deserto dello schema mimetico Disruptive Pattern Material in due toni (il colore di base e un altro). Erano disponibili anche casacche nel DPM da deserto, compresa la casacca antivento modello SAS. Venivano realizzate con questo mimetismo coperture per elmetti e protezioni balistiche, fino alla loro sostituzione con il mimetismo Multi-Terrain Pattern (MTP).

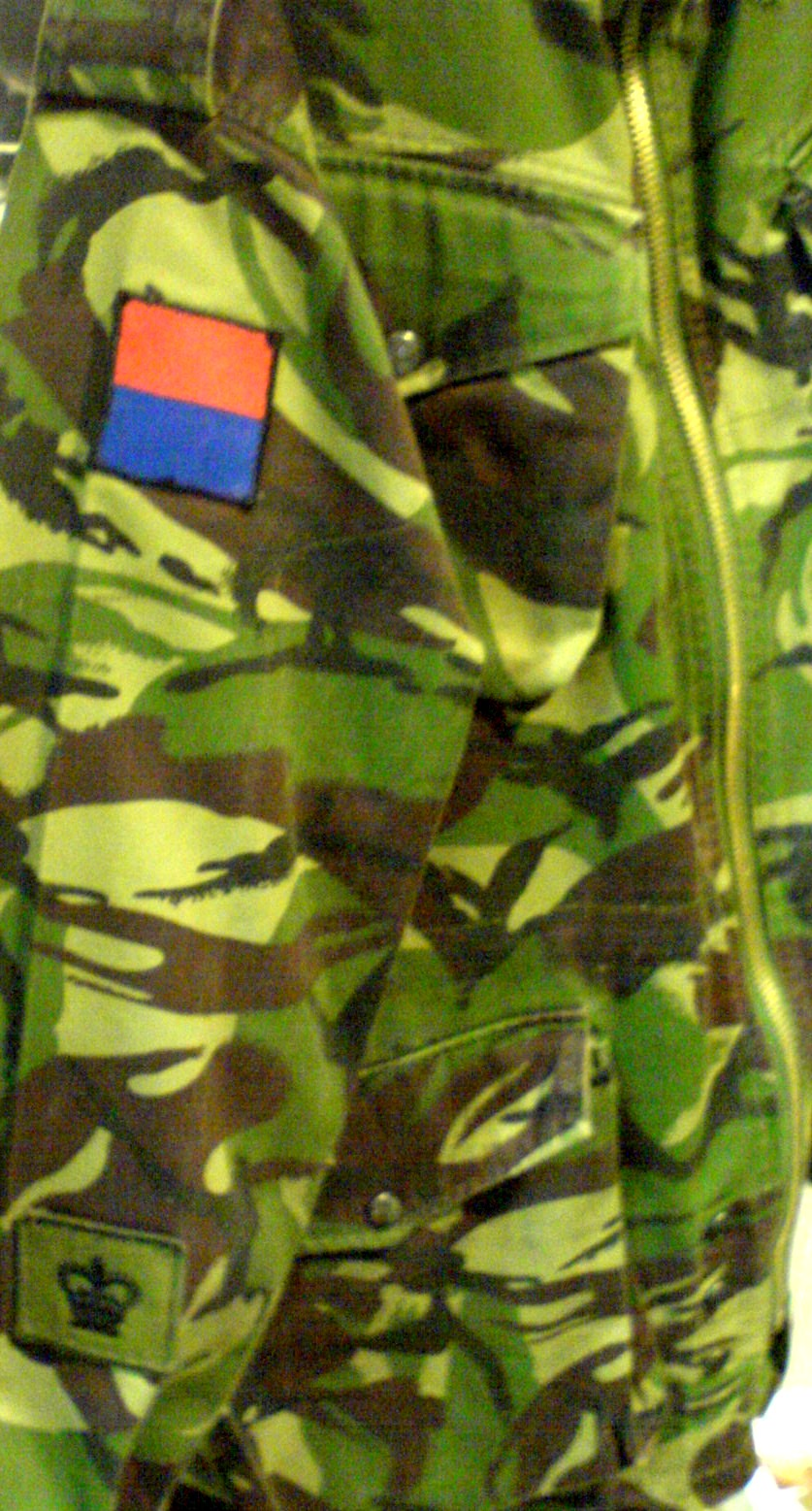
No.8: Temperate Combat Dress Para Smock con tactical recognition flash e distintivo di grado.

Dal 2011 l'uniforme No.5 non è più stata distribuita, per l'introduzione del Personal Clothing System – Combat Uniform (PCS-CU).

#### No.8: Temperate Combat Dress
Prima del 2011 era basata su una variante "boschiva" del Disruptive Pattern Material.

#### No.9: Tropical Combat Dress
La tenuta No.9 non viene più fornita, poiché sostituita dalla PCS-CU. Era di materiale DPM in cotone o cotone-poliestere, più leggero dell'uniforme No.8 pre-Combat Soldier 95. La giacca aveva un taglio simile a quello di una camicia ed aveva spalline applicate alle spalle del capo. Le maniche potevano essere arrotolate sopra al gomito e la camicia poteva essere infilata nei calzoni per un aspetto più gradevole ad esempio in caserma.
Aveva una grande tasca su ogni petto, chiusa con un'aletta fermata da un bottone, ed una tasca per il materiale di primo soccorso su una manica. Questa uniforme era di norma accompagnata da un cappello da bosco DPM; al di fuori di situazioni operative, si portava il copricapo tradizionale di ciascun reggimento. I pantaloni avevano asole fermate in basso da bottoni; in tali asole si indossava una cintura da uniforme, quando non si stavano portando dotazioni tattiche.

## Storia

### Giubbe rosse
Prima della Guerra civile inglese del 1642—51 i soli esempi significativi di uniforme nella cultura militare britannica si riscontrano in piccole unità di guardie del corpo, specie gli Yeomen of the Guard. A parte queste guardie del corpo reali, non c'era alcun English Army permanente prima della Guerra civile inglese, solo la milizia, permanente ma a tempo parziale, per la difesa interna e forze temporanee raccolte per spedizioni all'estero.
La Scozia, che rimase indipendente dall'Inghilterra fino a che l'Atto di Unione (1707) creato dal Regno di Gran Bretagna creò anche uno Scottish Army dopo la Guerra civile inglese (nota in Scozia ed Irlanda come Guerre dei tre regni), che si fuse con l'English Army nel 1707 per dar vita al British Army. Durante la Guerra civile il New Model Army parlamentare adottò uno schema abbastanza omogeneo di vestiario rosso, una prassi che continuò nel piccolo English Army regolare del periodo della Restaurazione. Sembra che lo Scottish Army inizialmente avesse ricevuto uniformi grigie ma iniziò ad imitare l'English Army adottando uniformi rosse a partire dagli anni 1680.
Dalla fine del XVII secolo, il colore delle uniformi dell'English Army fu largamente fissato sul rosso con poche eccezioni. Le giubbe rosse divennero la norma per la fanteria di linea, comprese le guardie a piedi, e certe altre unità. La pratica di distinguere i reggimenti dai diversi facings era già invalsa dai primi del XVIII secoli. Nei decenni dopo la fine delle Guerre napoleoniche, le uniformi del British Army tesero più alla stravaganza che alla praticità. Questa tendenza si invertì durante la Guerra di Crimea con l'adozione di giubbe meno attillate e copricapi più pratici. All'epoca, Royal Artillery, Royal Engineers, Royal Sappers and Miners, e il Commissariat Department  e gli organi di trasporto non facevano parte del British Army bensì del Board of Ordnance. Dopo la Guerra di Crimea il Board of Ordnance fu abolito e queste unità (i Royal Sappers and Miners erano stati incorporati nei Royal Engineers) e il Commissariat, magazzini e organi di trasporto (alla fine riorganizzati nell'Army Ordnance Corps e nell'Army Service Corps, entrambi da quel momento incorporati nell'odierno Royal Logistic Corps), furono trasferiti nel British Army. La Royal Artillery indossava giubbe blu scuro. Le giubbe rosse furono però mantenute dai Royal Engineers (gli ante-Guerra di Crimea, Royal Engineers costituiti solo di ufficiali, e Corps of Royal Sappers and Miners, costituiti di altri gradi, in origine vestivano giacche blu, ma prima le portavano rosse durante le Guerre napoleoniche), dalla fanteria di linea e dalla maggior parte delle altre unità, compresa la cavalleria, tranne in India dove furono introdotti indumenti dai colori sbiaditi nel 1848 e utilizzati sempre di più a partire dal 1857.
All'inizio della Prima guerra mondiale cessò l'assegnazione generale di uniformi full dress. L'Household Division riprese a portare la sua full dress scarlatta e blu nel 1920, ma per il resto dell'esercito veniva indossata solo dalle bande reggimentali, oppure in determinate occasioni sociali o cerimoniali (un esempio di queste ultime fu l'incoronazione del 1937, in cui i distaccamenti montati di reggimenti di cavalleria che partecipavano furono dotati di uniformi full dress per la circostanza). La ragione per la mancata reintroduzione a tutti della caratteristica full dress tra le due guerre mondiali fu principalmente finanziaria, dato che il tessuto scarlatto necessitava della costosa tinta rossa di cocciniglia.

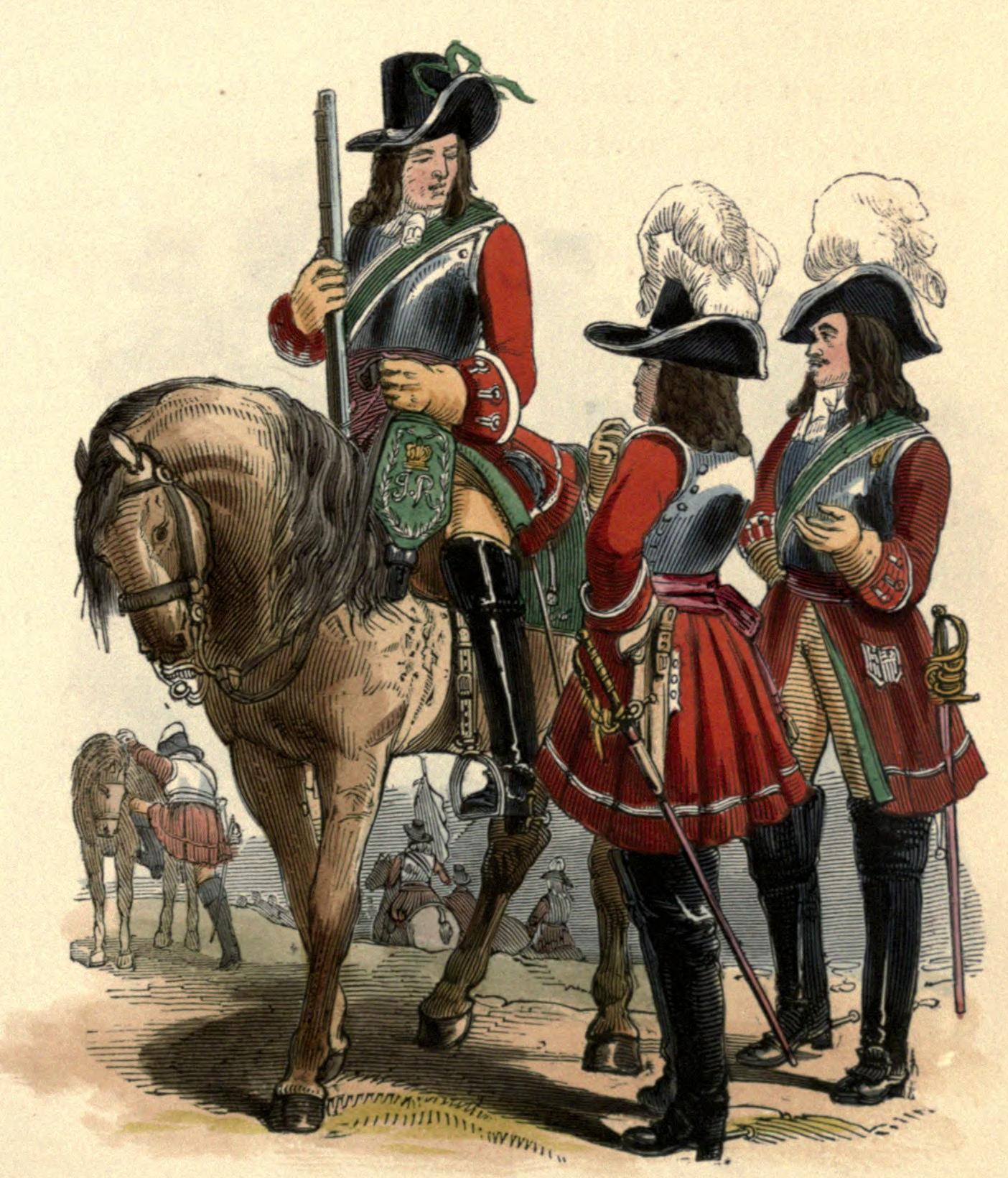
4th Regiment of Horse nel 1687
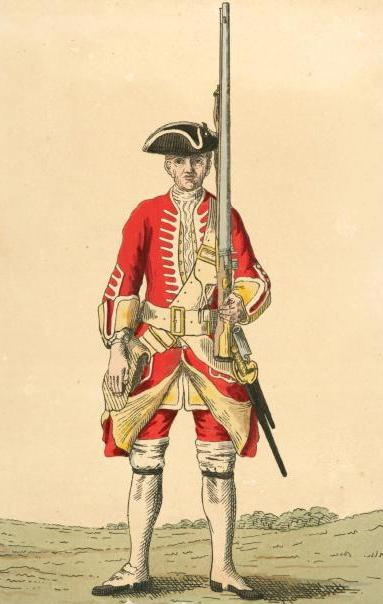
Soldato del 20th Regiment of foot dal Cloathing Book del 1742. (Il tricorno era un'evoluzione del cappello a larghe tese portato in precedenza).
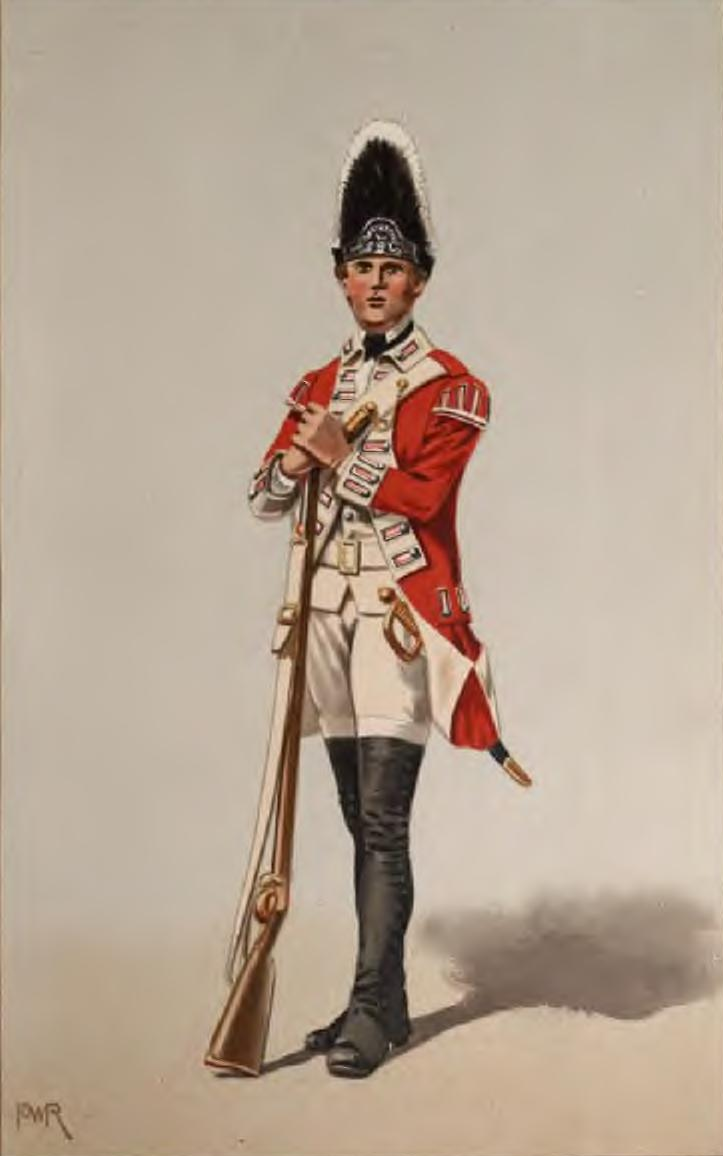
Granatiere del 40th Regiment of Foot nel 1767. (Il caratteristico cappello a forma di mitra indossato dalle compagnie di granatieri permetteva di lanciare le granate con un movimento del braccio sopra la spalla).
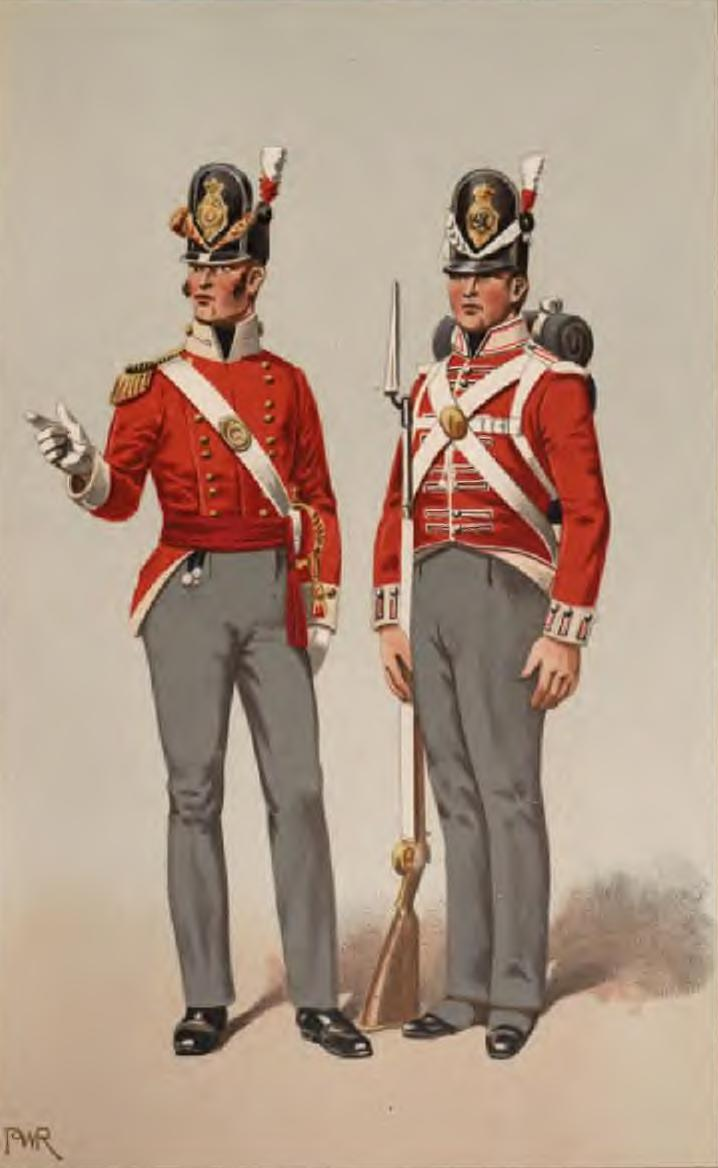
Ufficiale e soldato del 40th Regiment of Foot nel 1815. (Lo shako era adottato come copricapo ordinario dalla maggior parte dei reggimenti intorno al 1800).
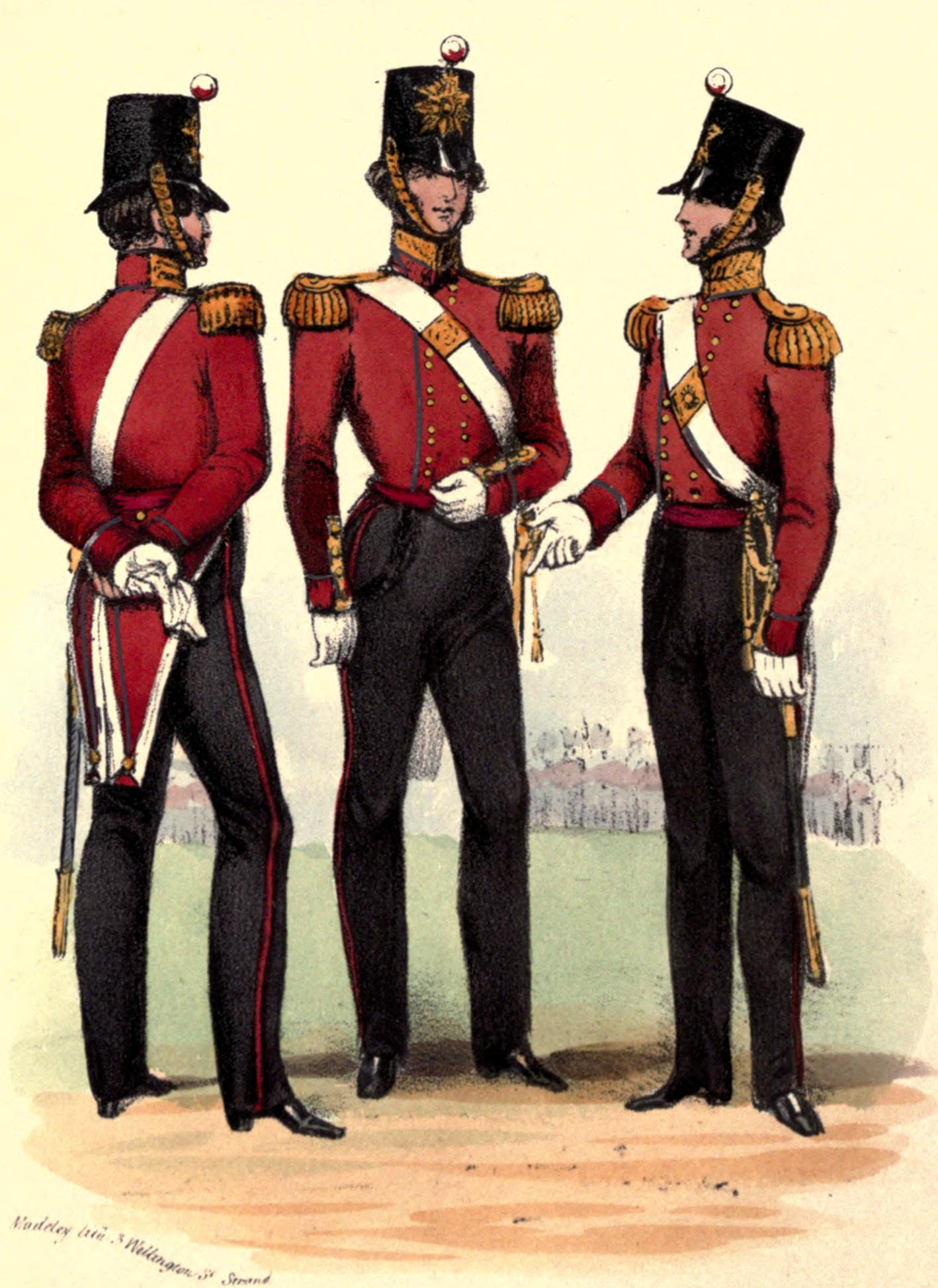
Soldati del 53rd Regiment of Foot nel 1849. (Il coatee a coda, indossato qui, fu sostituito nel 1855 dalla casacca terminante con una sorta di gonna).
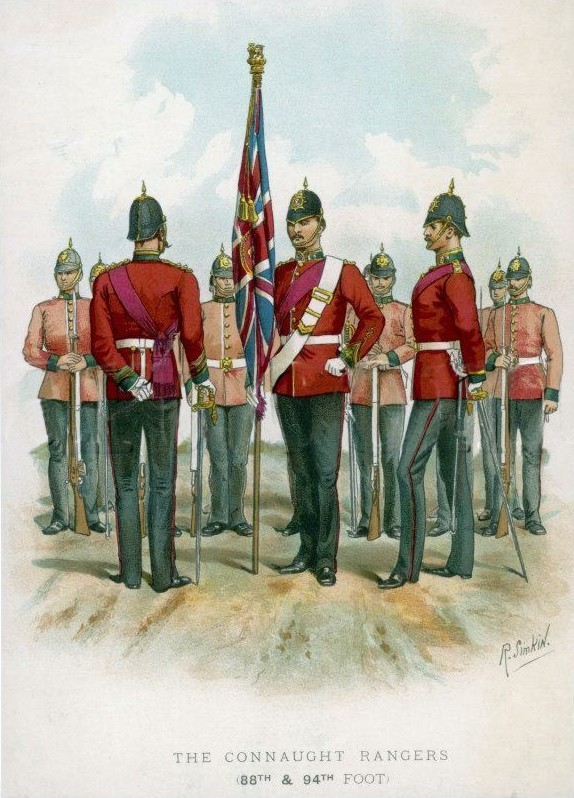
Soldati dei Connaught Rangers dopo il 1881. (Nella maggior parte delle unità di fanteria il casco coloniale sostituì lo shako nel 1878).
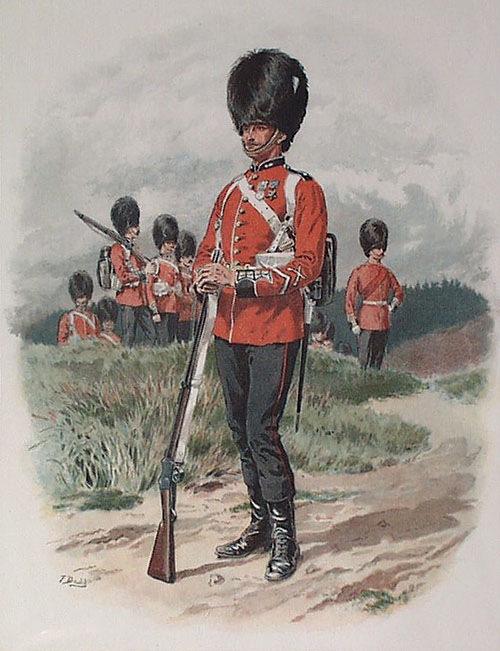
Grenadier Guards, 1889. (Verso il 1815 il cappello a mitra, indossato sia dai granatieri sia dai fucilieri, si era evoluto nel cappello d'orso).
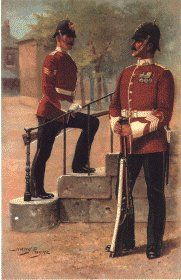
Il Manchester Regiment con l'ultima uniforme full dress di uso generalizzato del 1914.

Le uniformi Full Dress non erano (e non sono) tutte scarlatte. Storicamente la gran massa del British Army vestiva in rosso o scarlatto (con la caratteristica eccezione della Royal Artillery in blu). All'inizio del XIX secolo, il successo di unità di elite come gli ussari ungheresi e i lancieri polacchi ispirò la creazione di corpi simili in altri eserciti europei, che ne adottarono anche l'abbigliamento assai riconoscibile; nel British Army, queste uniformi di cavalleria leggera erano per lo più blu scuro. Nello stesso periodo, le formazioni di rifleman (che da sempre vestivano di verde scuro invece che rosso, per esigenze di mimetismo) portarono all'uso anche cerimoniale di uniformi 'Rifle green' nei rifle regiment. I reggimenti di fanteria di linea però si vestivano invariabilmente di scarlatto, al pari della cavalleria pesante (con l'eccezione di Royal Horse Guards ('The Blues') e 6th Dragoon Guards).

### Khaki
Nel gennaio 1902 il British Army adottò una divisa khaki universale come abbigliamento di servizio interno, chiamata Service Dress, dopo aver accumulato esperienza con una khaki più chiaro da addestramento in India e Sudafrica. Le uniformi tradizionali scarlatte, blu e verdi furono conservate come tenute cerimoniali e abbigliamento "da passeggio". I particolari di queste uniformi variopinte mutavano notevolmente tra reggimenti e specialità dell'esercito. Questo primo uso del mimetismo nella forma del semplice khaki rifletteva le esigenze della guerra coloniale e la libertà concessa (e presa) a molti degli ufficiali che la combattevano. L'adozione del khaki per le situazioni operative conseguì allo sviluppo di armi che potevano essere precise a maggior distanza, combinato con la disponibilità di polvere da sparo infumi alla fine del XIX secolo, che rendeva indispensabile assumere un profilo di bassa avvistabilità sul campo di battaglia.

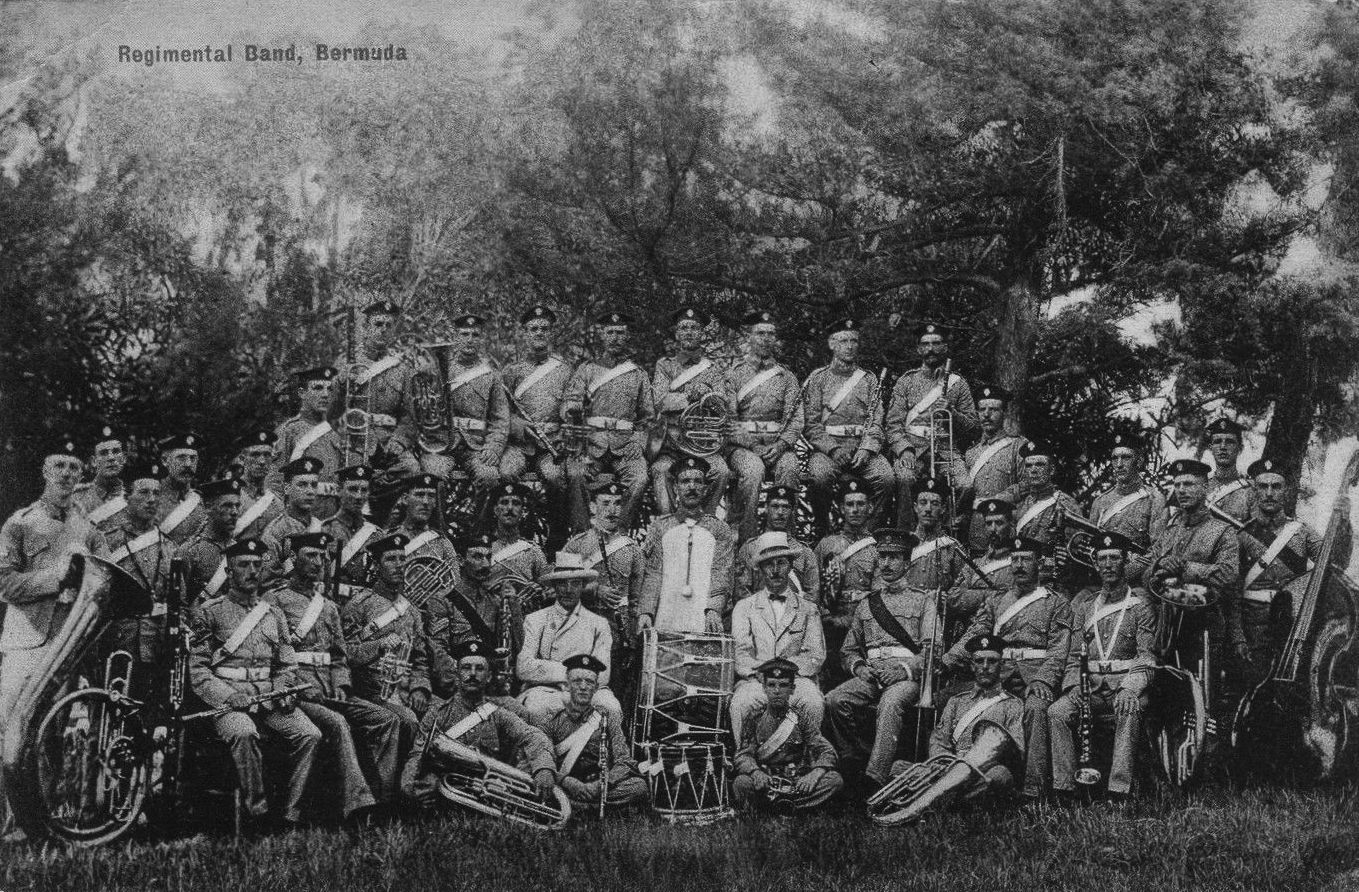
Banda del 3º battaglione dei Royal Fusiliers nelle Bermuda, verso il 1903, in uniformi leggere khaki con berretti Brodrick.
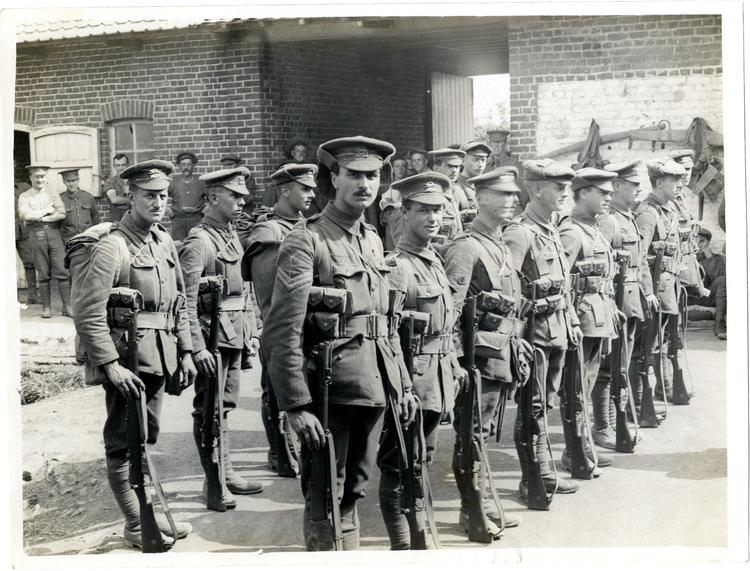
Soldati del Leicestershire Regiment in Francia nel 1915, in service dress con buffetterie Modello 1908 khaki.
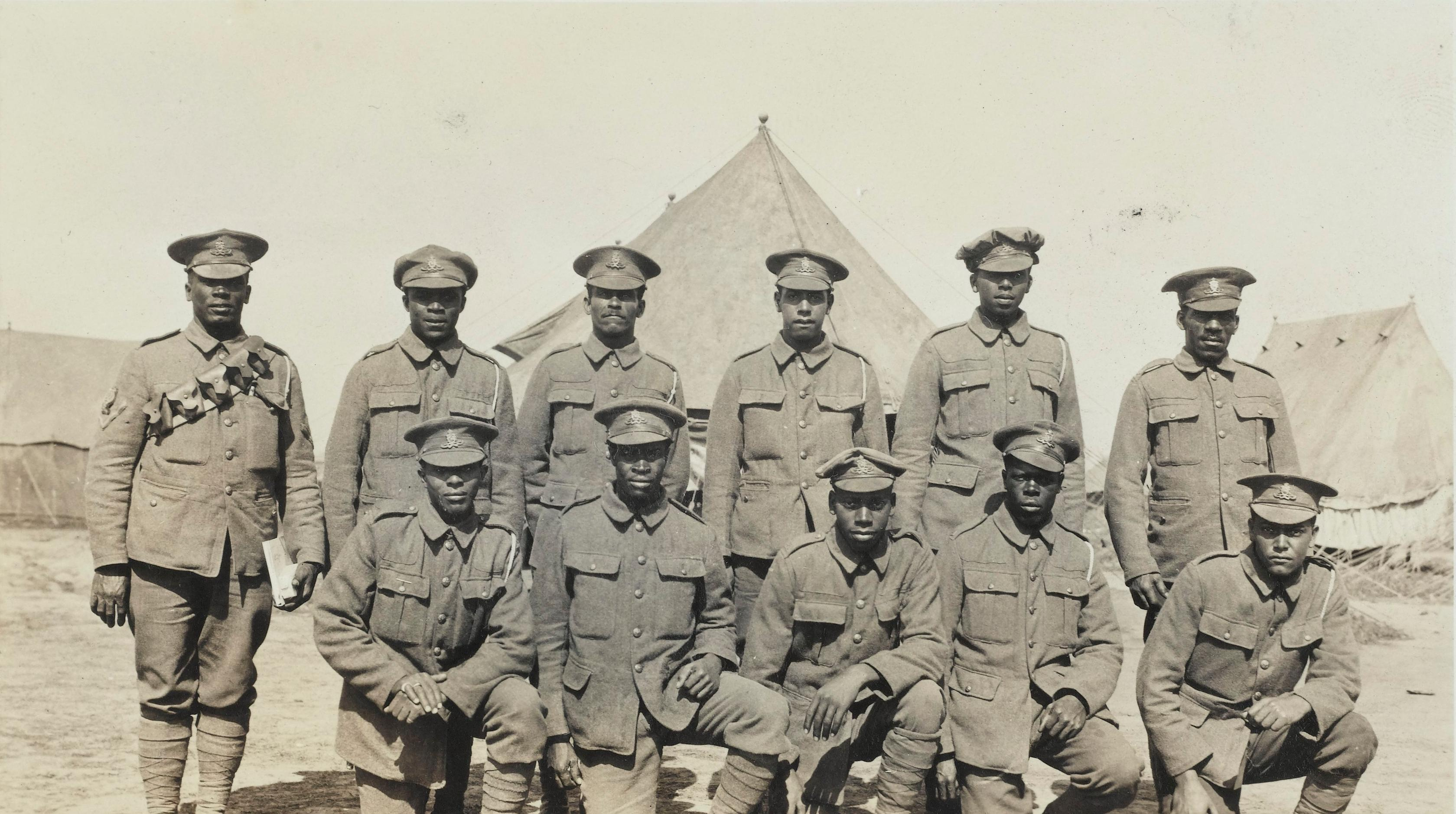
Soldati del Bermuda Contingent della Royal Garrison Artillery in una Casualty Clearing Station (sorta di ospedale da campo), luglio 1916, indossano la Service Dress con bandoliere per le munizioni di armi leggere (per fucili usati come autodifesa).
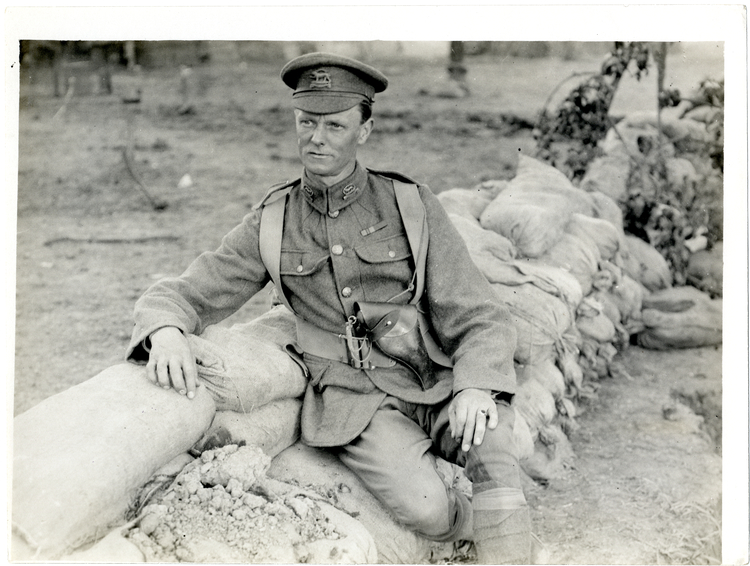
Un sergente maggiore dei Leicesters un Service Dress, 1915.
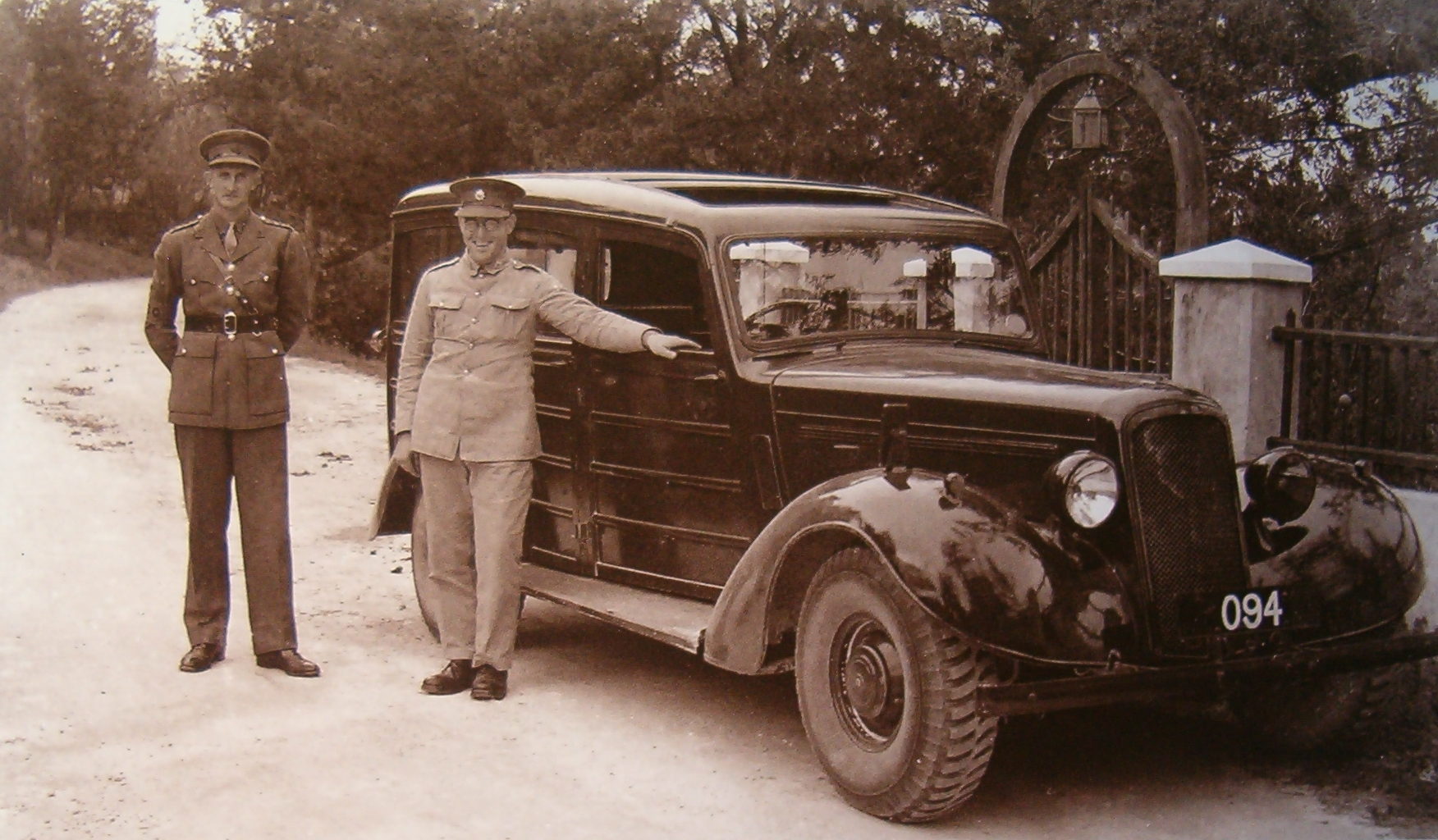
Un ufficiale con la specifica versione della Service Dress per clima temperato, e un soldato con la versione tropicale per militari di truppa della Service Dress alle Bermuda, nel 1942.
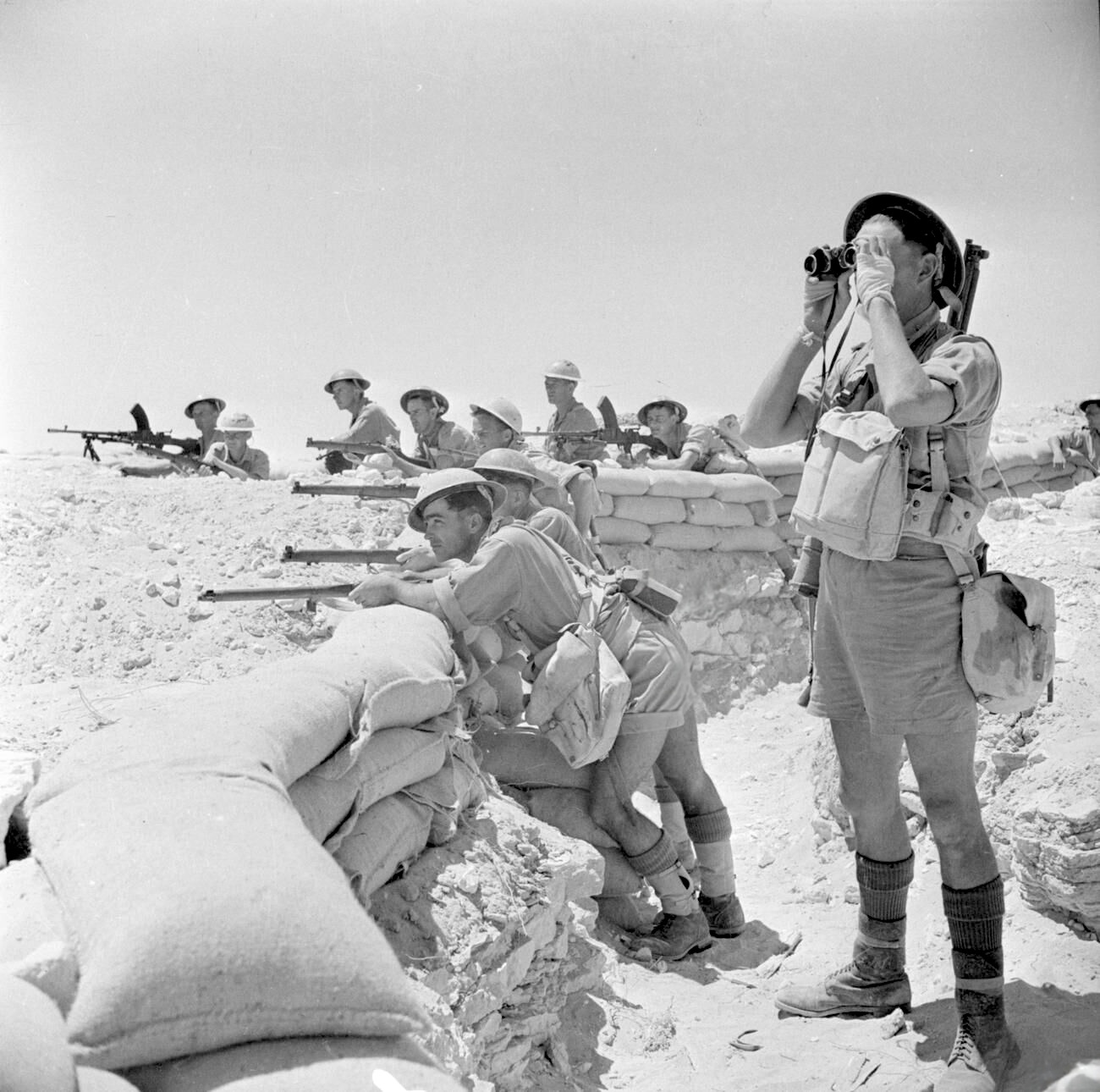
Soldati britannici con l'uniforme "khaki drill", che prevedeva calzoni corti, nella Campagna del deserto occidentale, 1942.
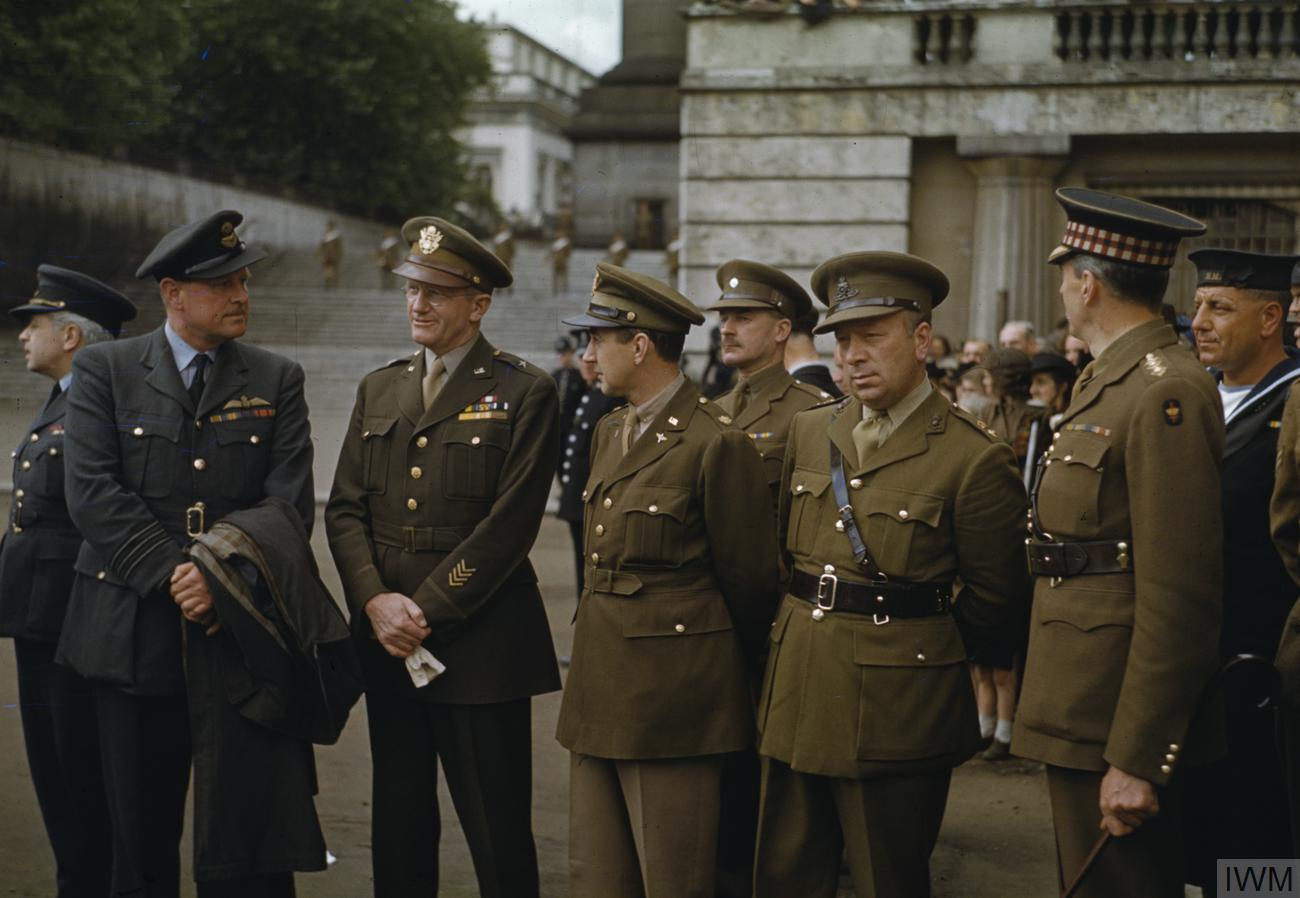
Ufficiali di Royal Air Force (sinistra), U.S. Army e British Army indossano la service dress, Londra, 1943.
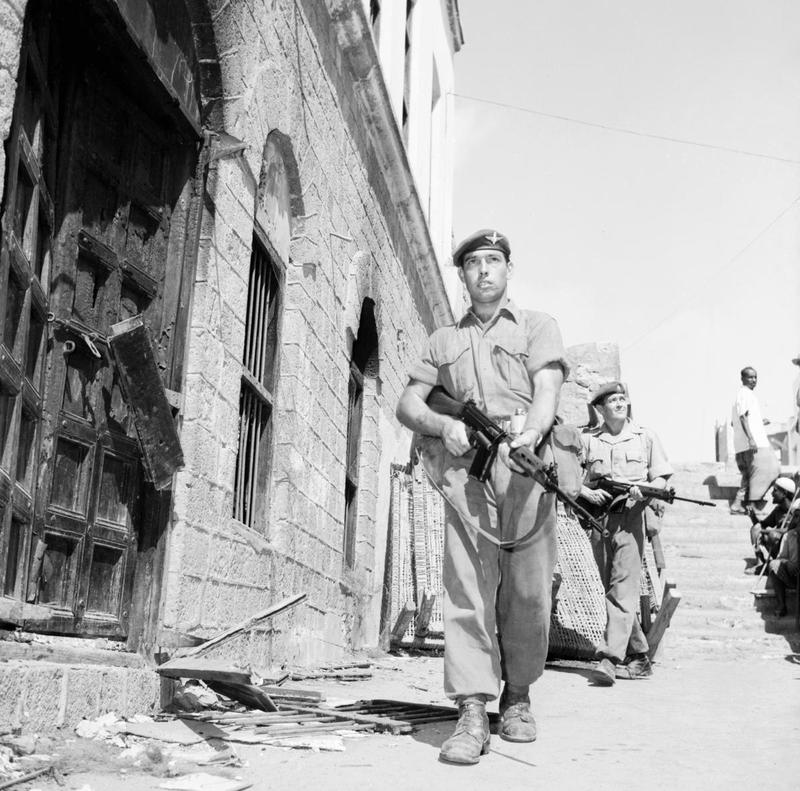
Soldati del Parachute Regiment ad Aden nel 1956 indossano uniforme khaki drill e basco, con equipaggiamento agganciato a sacche per le munizioni.
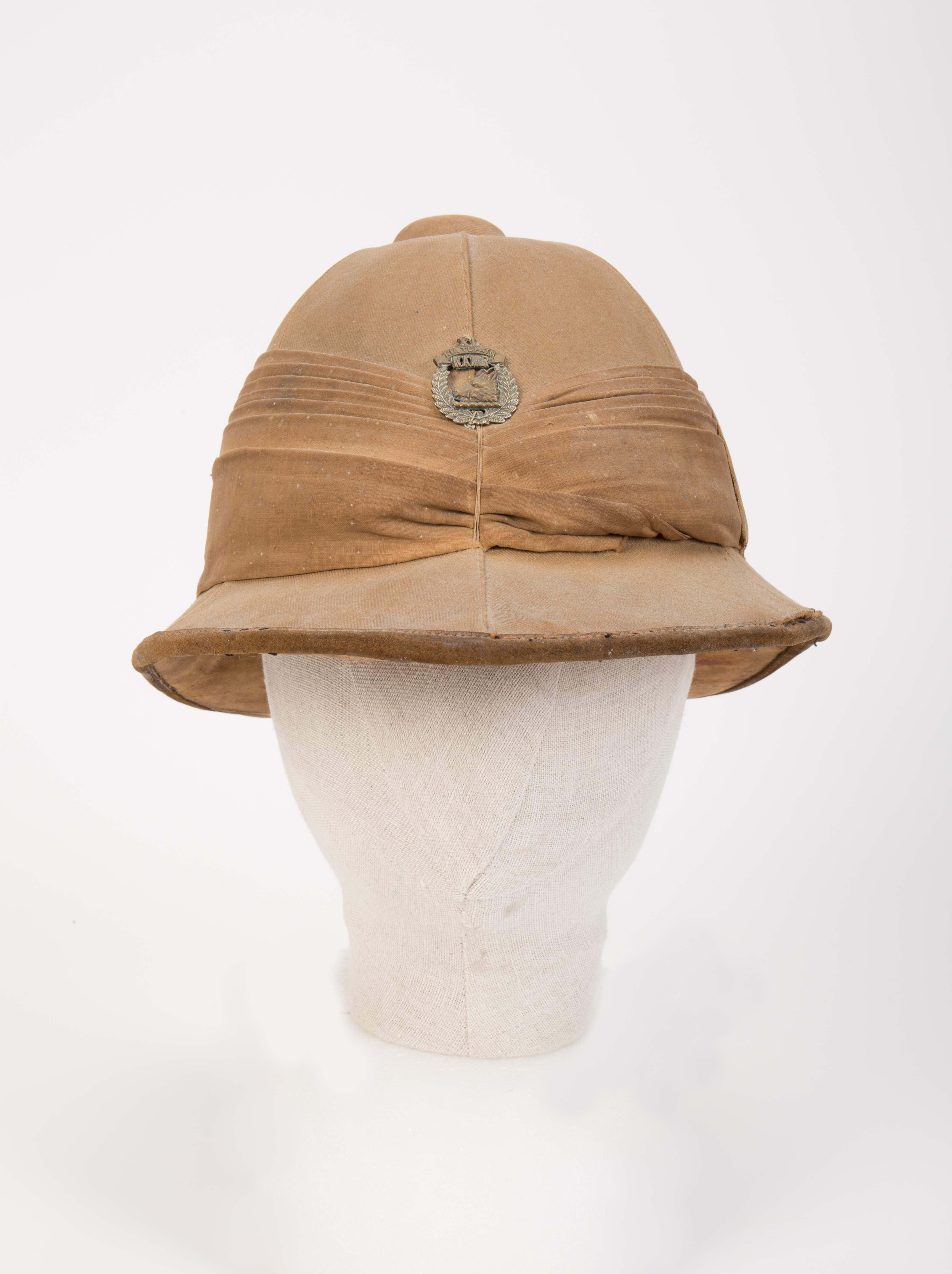
Il casco coloniale era un capo comunemente usato dall'esercito britannico fino alla Seconda guerra mondiale.
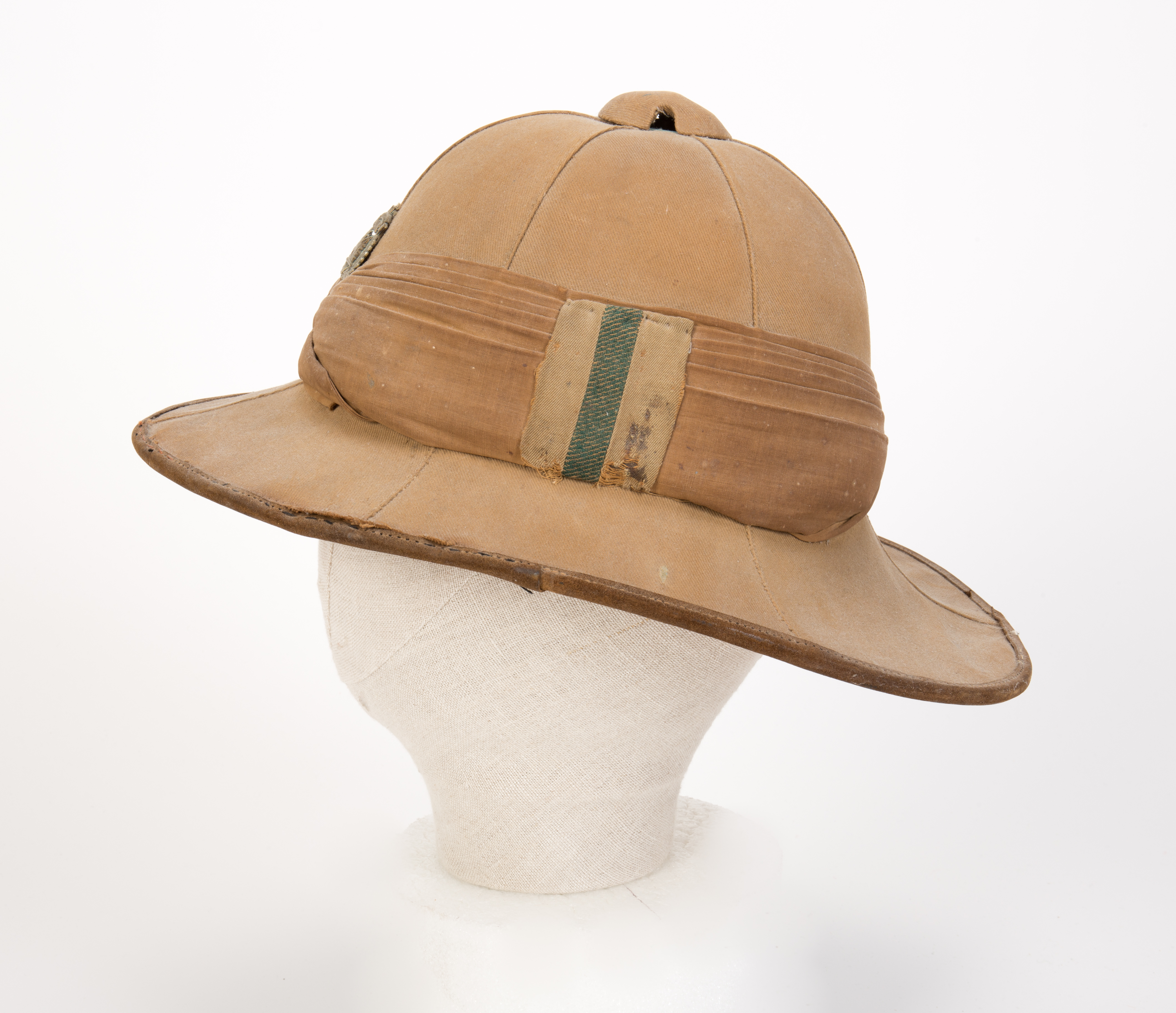
Vista laterale di un casco coloniale; si noti la banda con i colori reggimentali. Una banda simile, ma più piccola, corredava il cappello a larghe tese (slouch hat) impiegato dai britannici durante la Seconda guerra mondiale.

### Battledress e mimetismo
Nel 1938 l'esercito britannico adottò un tipo rivoluzionario e pratico di uniforme da comabattimento chiamato Battledress; fu largamente copiato e adattato da eserciti di tutto il mondo. Nella Seconda guerra mondiale una manciata di unità britanniche adottò capi di abbigliamento con schemi mimetici, ad esempio il Denison smock delle Airborne Forces e il windproof suit. Verso la fine degli anni 1960 fu adottata da tutto l'esercito britannico l'uniforme mimetica Disruptive Pattern Material (DPM). Rimase in servizio, con periodici aggiornamenti, per i 40 anni successivi. A partire dal 2009 fu gradualmnte rimpiazzata dalla nuova uniforme Multi-Terrain Pattern (MTP). Questa "Personal Clothing System (Combat Uniform)" è stata sviluppata per l'impiego in tutte le British Armed Forces, ricorrendo alla più recente tecnologia in fatto di abbigliamento. A differenza delle altre versioni di DPM assegnate per l'uso in terreni diversi, il nuovo apparato MTP è rilasciato in versione unica, progettata per funzionare efficacemente su una varietà di terreni, soddisfacendo un'esigenza emersa nell'esperienza di combattimento recente.

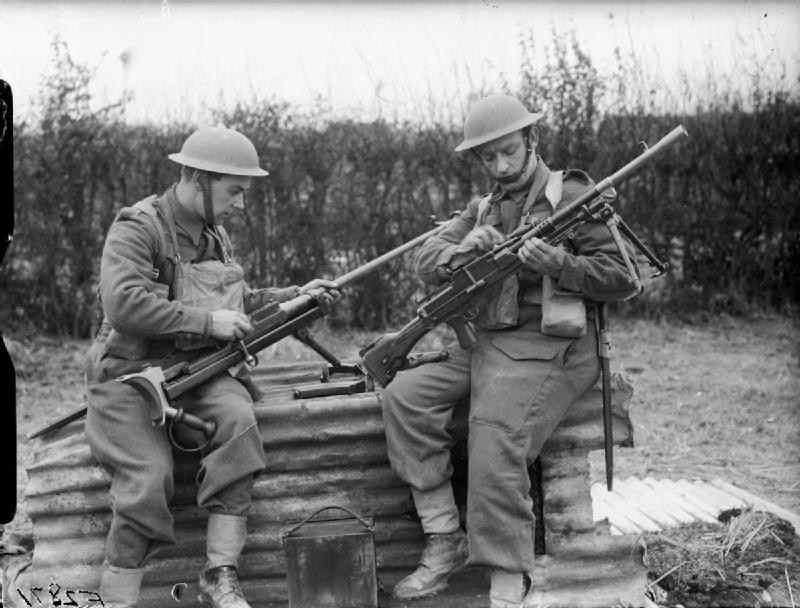
Soldati del Border Regiment con la Battledress nel 1940.
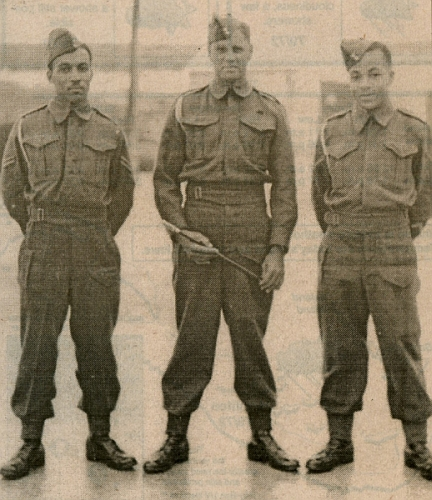
Warrant Officer e Non-commissioned officer dell Bermuda Militia Artillery con la Battledress alla St. David's Battery, Bermuda, circa 1944.
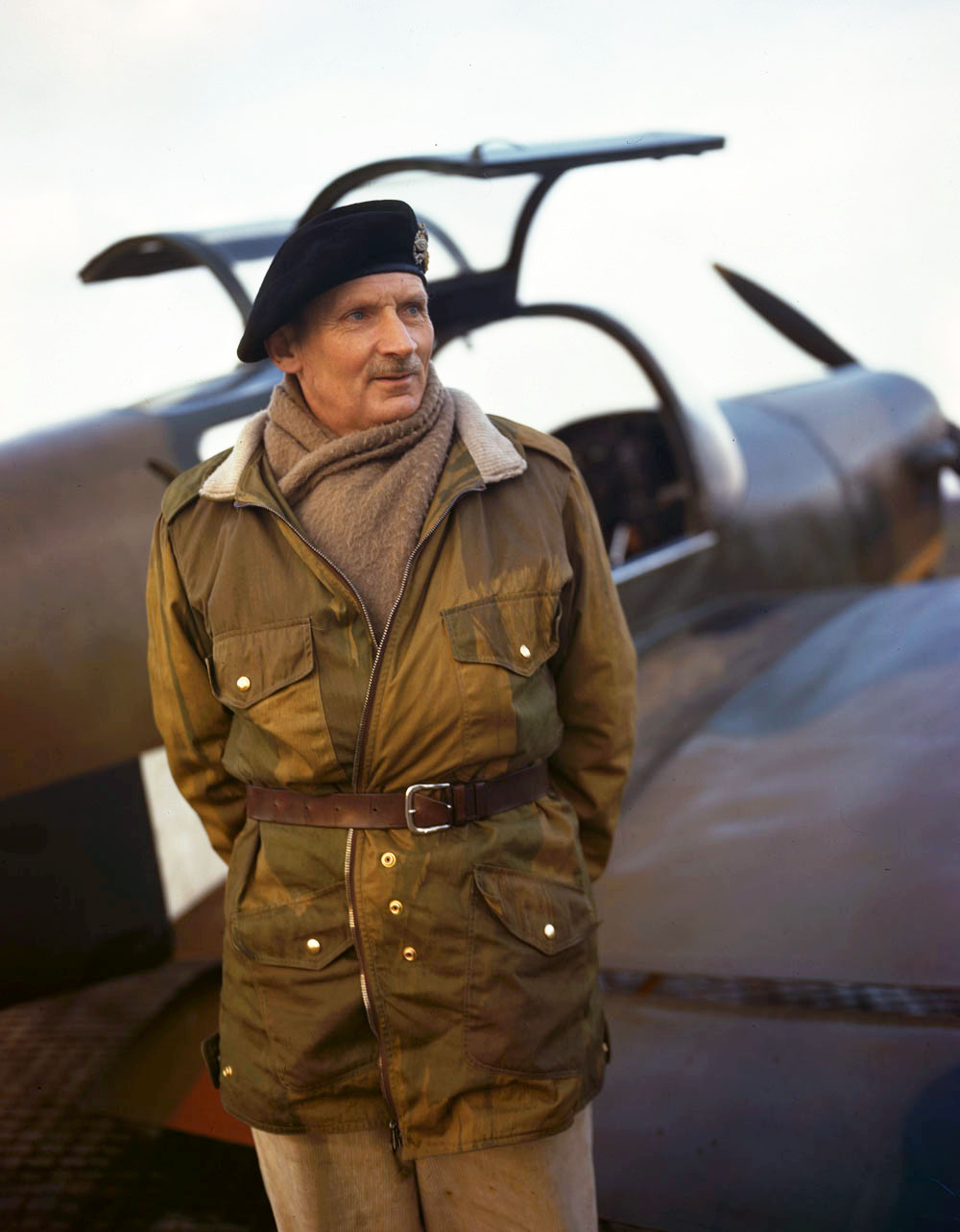
Il Field Marshal Bernard Montgomery indossa un Denison smock del tipo in dotazione alle truppe aviotrasportate, da portare sopra l'uniforme Battle Dress. Questa giubba evolse attraverso parecchie versioni prima di essere sostituita dal Smock Parachutist DPM negli anni 1970.
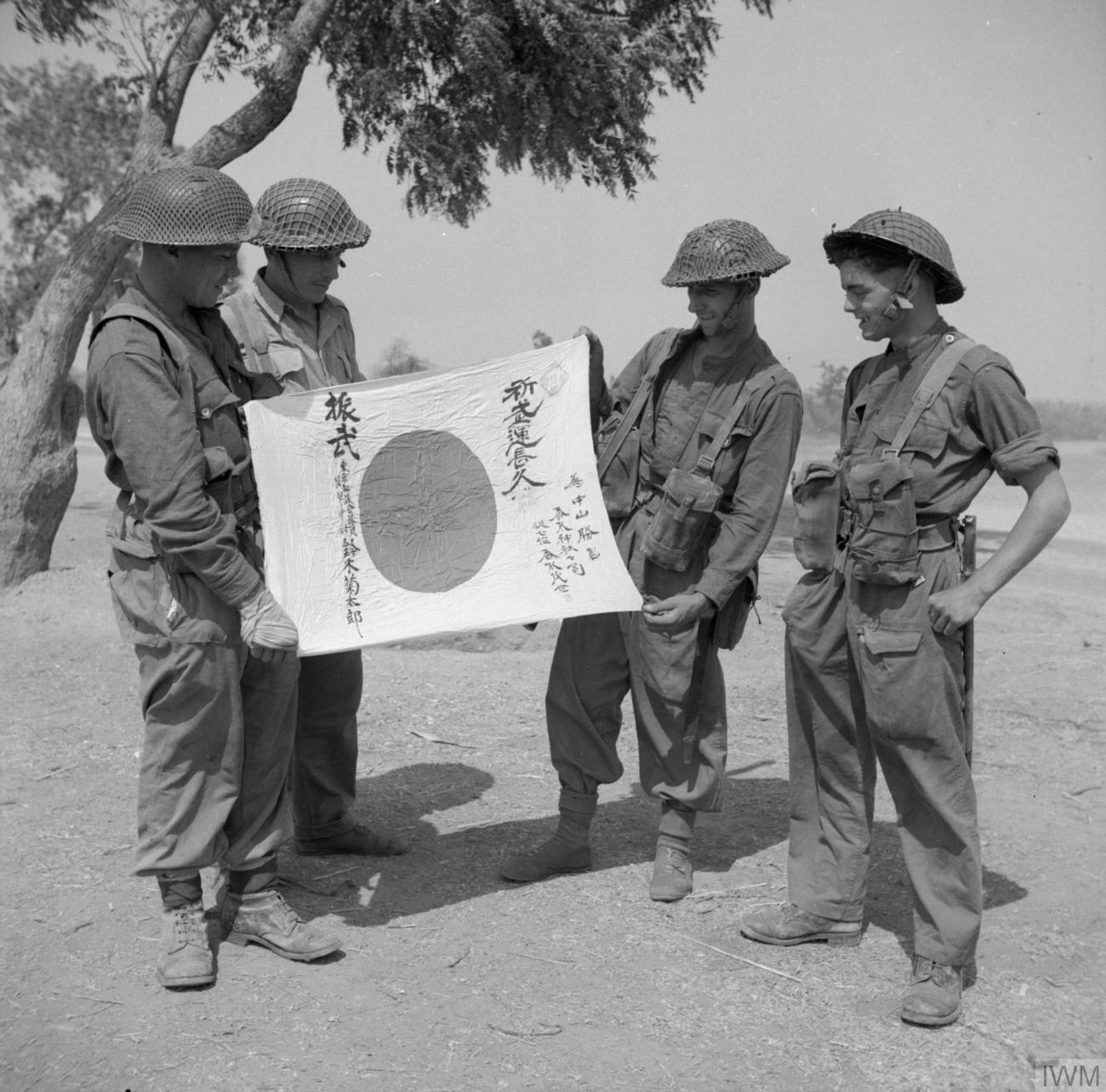
Il British Army in Birmania, 1945. L'uniforma tropicale consisteva di camicia e pantaloni verdi di cotone (i calzoni erano lo stesso modello ci quelli Battle Dress in serge per clima temperato), scarponi alla caviglia portati con mollettiere o cavigliere, cappelli da bosco (si portavano anche elmetti, ma non erano pratici per le condizioni della giungla[41]), e buffetterie modello 1937 (il modello 1944 verde sarebbe diventato la norma nel terreno tipo giungla fino all'introduzione del modello 1958). Quest'uniforme sarebbe stata utilizzata fino all'Emergenza malese.
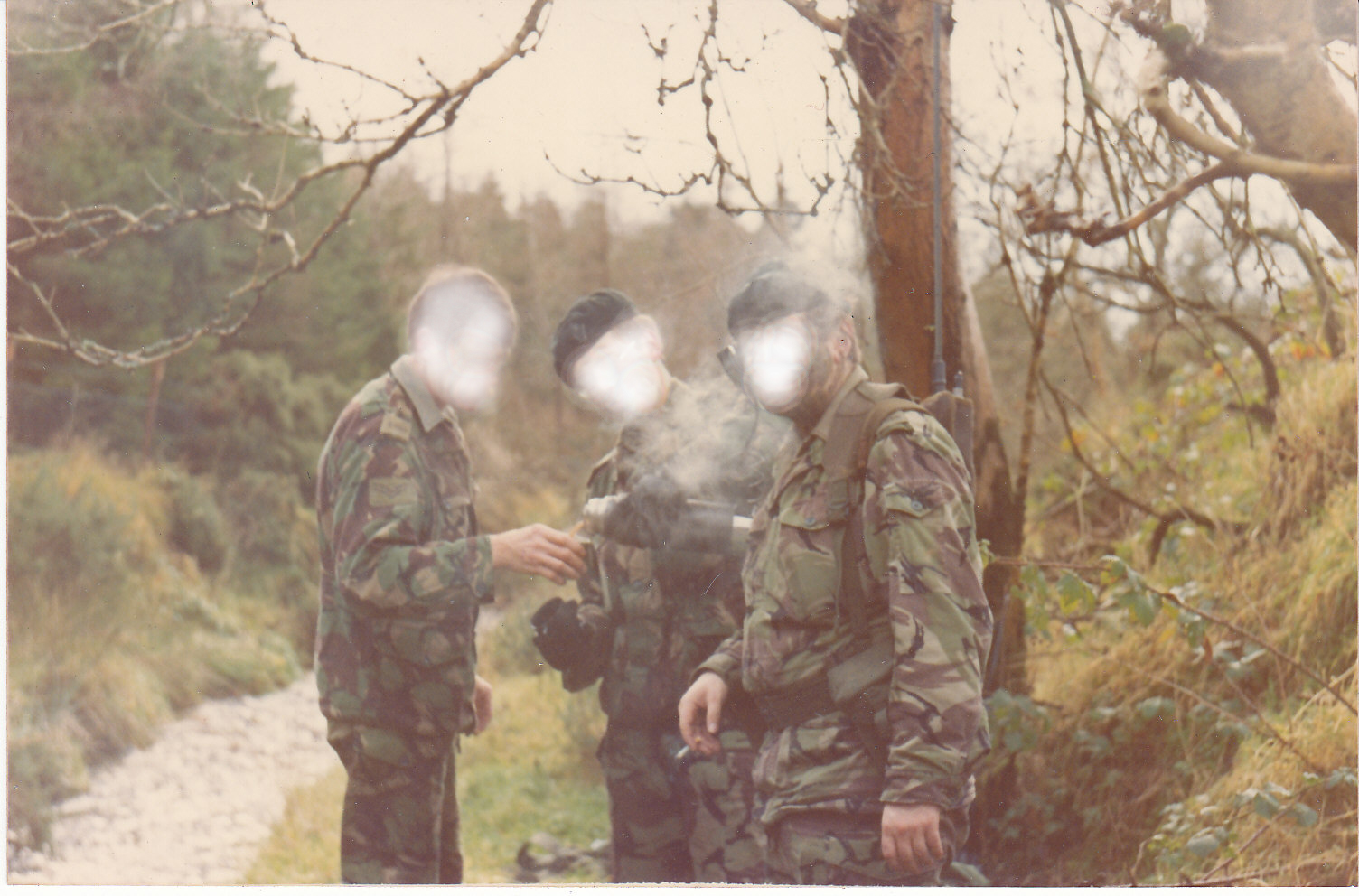
Soldati dell'Ulster Defence Regiment nel Sud Armagh indossano giacche e calzoni DPM modello 1968, con baschi e camicie verdi. Questa era l'uniforme da combattimento elementare per il clima temperato negli anni 1970 e nei primi 1980, portata con maglioni verdi, scarponi alle caviglie e mollettiere, e buffetterie modello 1958.

### Copricapo

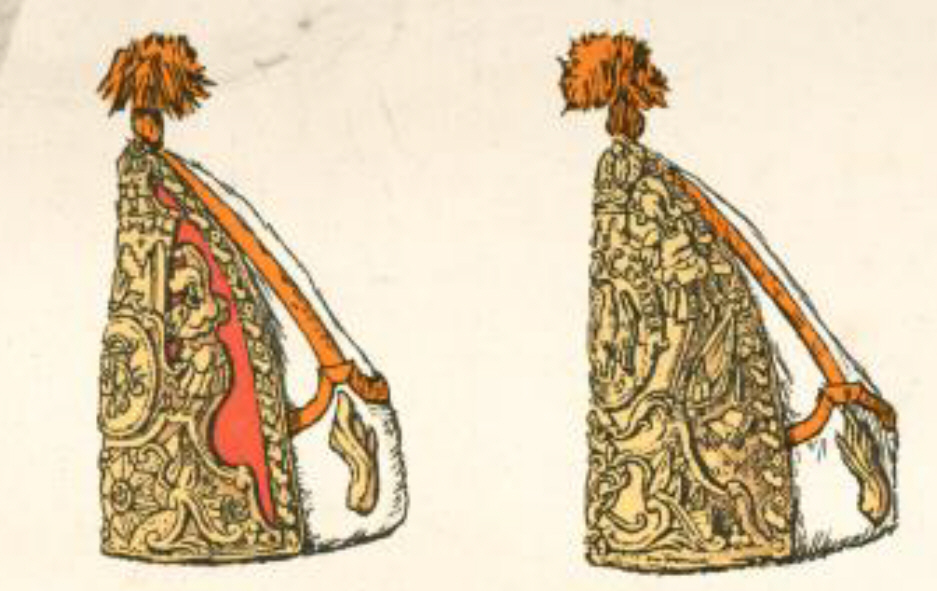
Mitre da granatiere prussiane, XVII secolo.

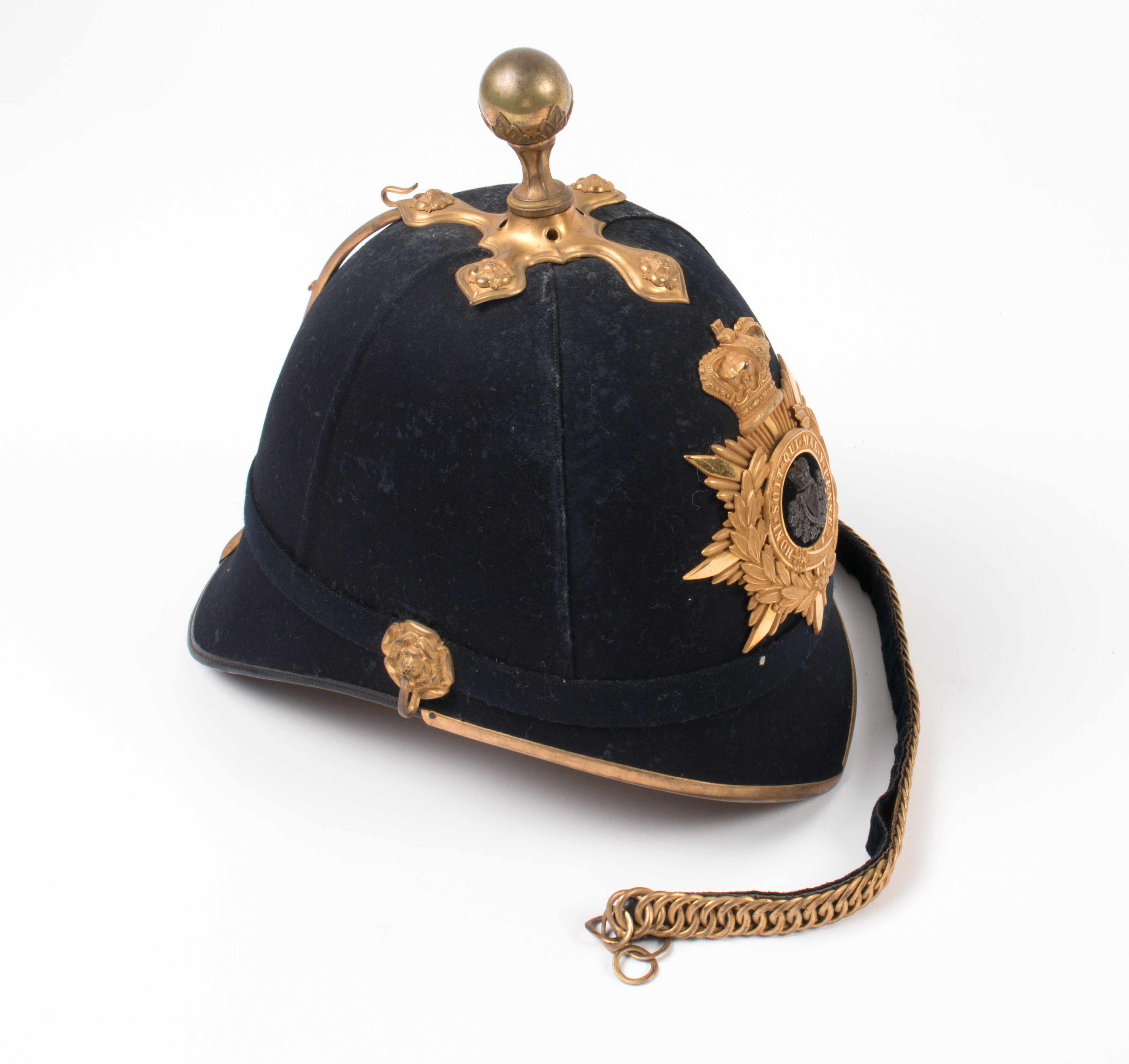
Home Service Helmet del Royal Irish Regiment, 1878 circa.

Dal tempo del New Model Army si portavano cappelli fiamminghi a tesa larga.
Dopo la restaurazione della monarchia nel 1660fu introdotto il Monmouth Cap, un cappello a tesa larga e cupola bassa, con un lato della tesa generalmente rigirato verso l'alto. Poi arrivò il cappello fiammingo alto evolutosi nel cappello Carolina a cupola bassa e nel tricorno. Durante il regno di Giacomo II per i granatieri fu introdotto il cappello specifico. I reggimenti di fanteria delle Highlands scozzesi dal 1763 portavano colbacchi con piume.
Al principio del XIX secolo fu introdotto lo sciaccò. Nel 1811 ne fu adottata una versione più leggera e piccola. Nel 1816 fu adottato uno sciaccò in feltro nero di "stile prussiano" con la parte superiore smaltata. Questo evolse in uno sciaccò molto largo sulla sommità e con una forma piuttosto a campana. Nel 1844 subentrò il cosiddetto sciaccò Albert. Però nella Guerra di Crimea esso si rivelò inadatto all'impiego operativo e la maggior parte dei reggimenti impegnati portava un copricapo rotondo di foggia assai più sobria detto Kilmarnock. Nel 1851 questo copricapo fu rimpiazzato nei reggimenti Highland che portavano il kilt dal Glengarry. Dopo la Guerra di Crimea fu introdotto uno sciaccò più leggero, ispirato allo stile francese del tempo, e nel 1868 fu la volta dell'ultimo modello di sciaccò britannico: più piccolo e un po' più inclinato sulla parte anteriore. Alla fine del XIX secolo fu introdotto il cap comforter (una sorta di passamontagna) come cappello informale da lavoro.
Dopo la Battaglia di Waterloo, a tutti gli appartenenti alle neocostituite Grenadier Guards fu permesso di vestire il berrettone. In precedenza tale privilegio era limitato alla compagnia granatieri del reggimento. Nel 1831 tale distinzione si estese agli altri due reggimenti di guardie a piedi (Coldstream and Scots) che esistevano al tempo. Il berrettone fu adottato poi da Irish Guards e Welsh Guards quando furono costituite, nel 1900 e 1915 rispettivamente.
Nel 1879 fu introdotto l'Home Service Helmet, versione brunita del casco coloniale utilizzato oltremare nei climi tropicali. Nei primi anni del XX secolo venivano indossati sia il Field Service Cap blu, il Broderick cap e il cappello a larghe tese. Nella Prima guerra mondiale fu introdotto il Balmoral bonnet nel 1915 per l'uso in trincea da parte della fanteria scozzese. Il termine "bonnet" non deve indurre a confusioni con il tam o' shanter. Il cappello Broderick era sgradito e venne sostituito nel 1905 da un berretto tondo khaki con visiera, usato fino allo scoppio della Seconda guerra mondiale. Nel 1938 fu reintrodotto in una versione khaki del Field Service Cap del 1890 e durante la Seconda guerra mondiale cedette il passo al General Service Cap. I reggimenti di cavalleria e il Tank Corps (carristi) indossavano baschi. Dopo la guerra il basco si dimostrò un copricapo utile, pratico e comodo ed è utilizzato tuttora.

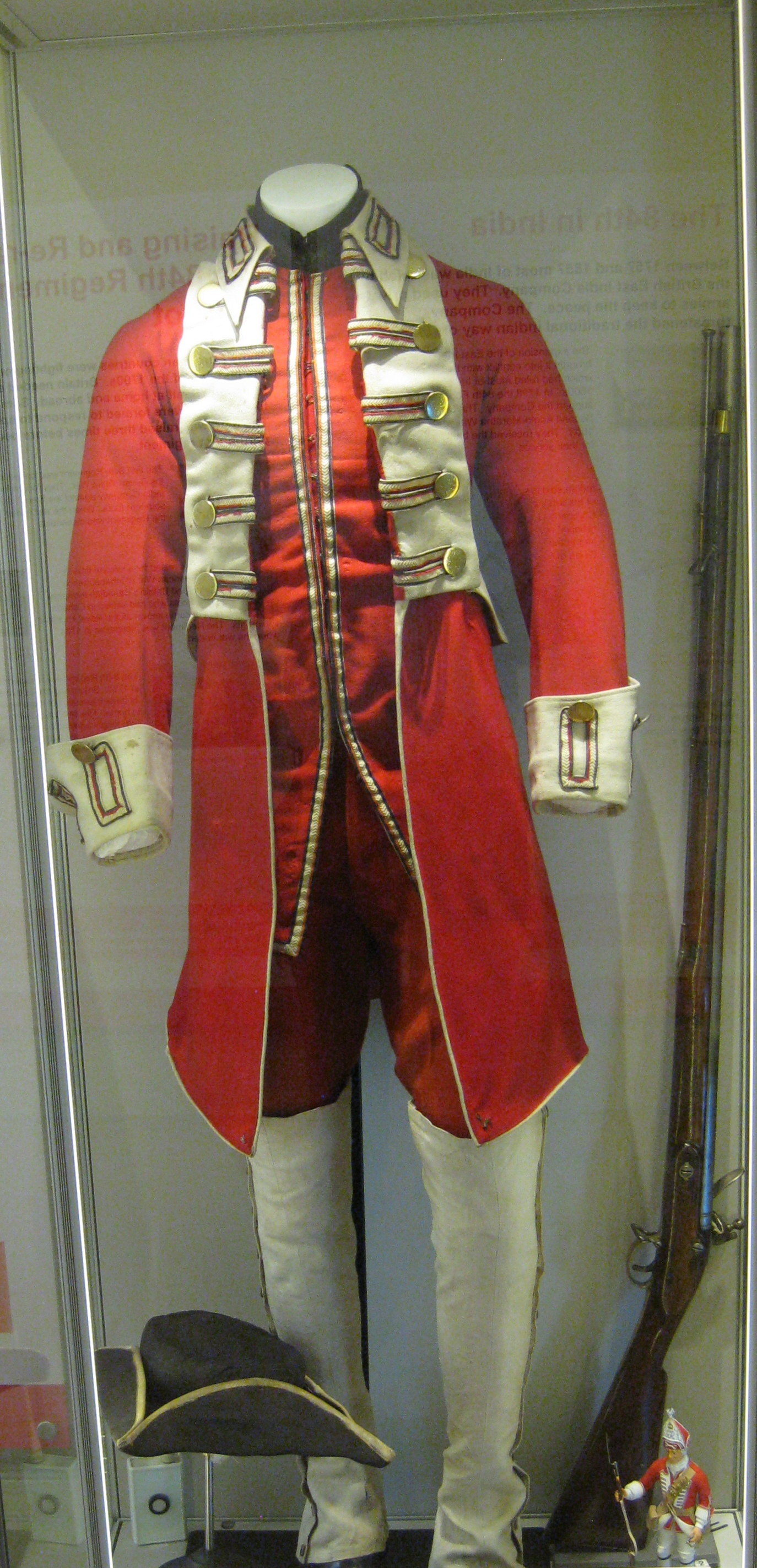
Uniforme del 1758 del 65th Regiment of Foot con cappello a tricorno.
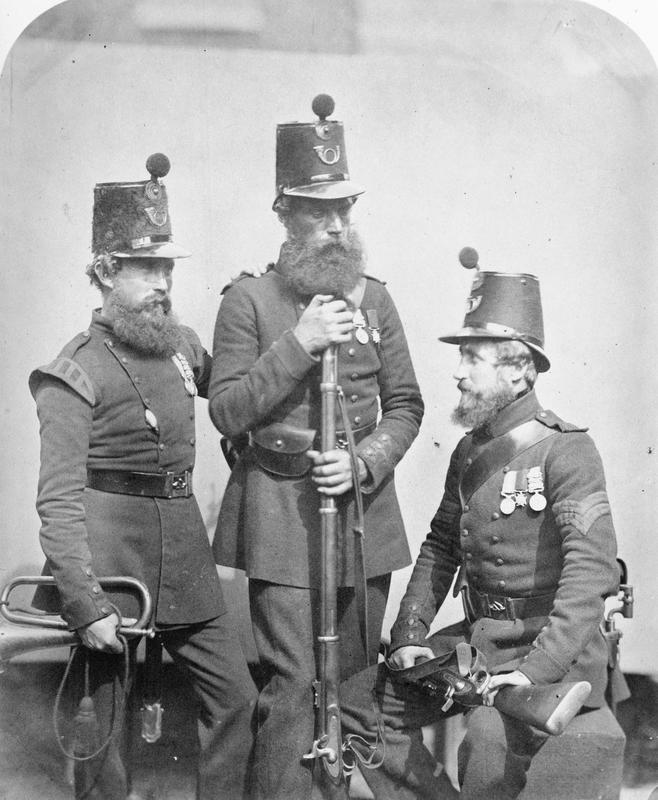
Soldati della Rifle Brigade con lo sciaccò Albert, 1857 circa.
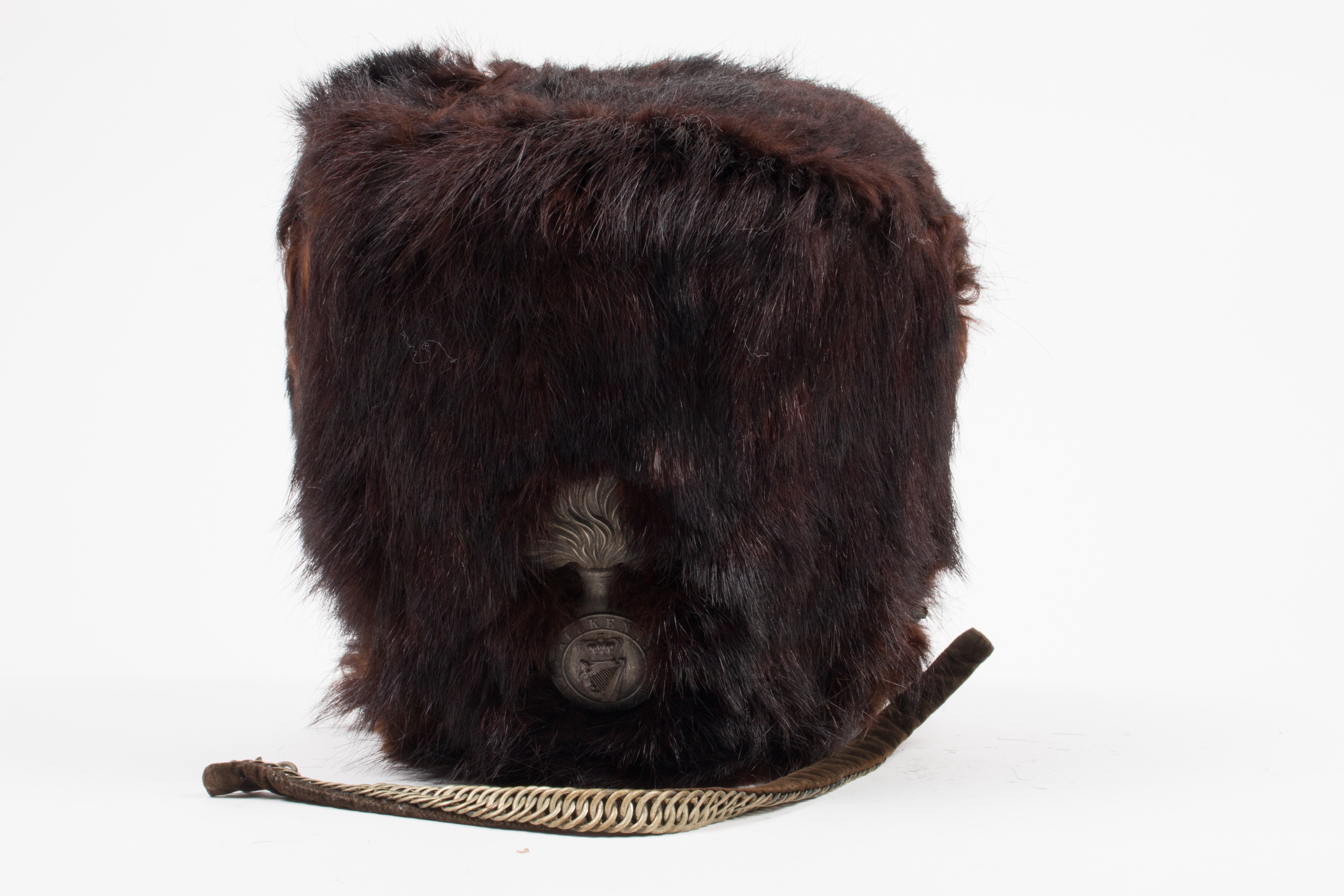
Berrettone (Busby) dei Kilkenny Fusiliers, 1877-1881.
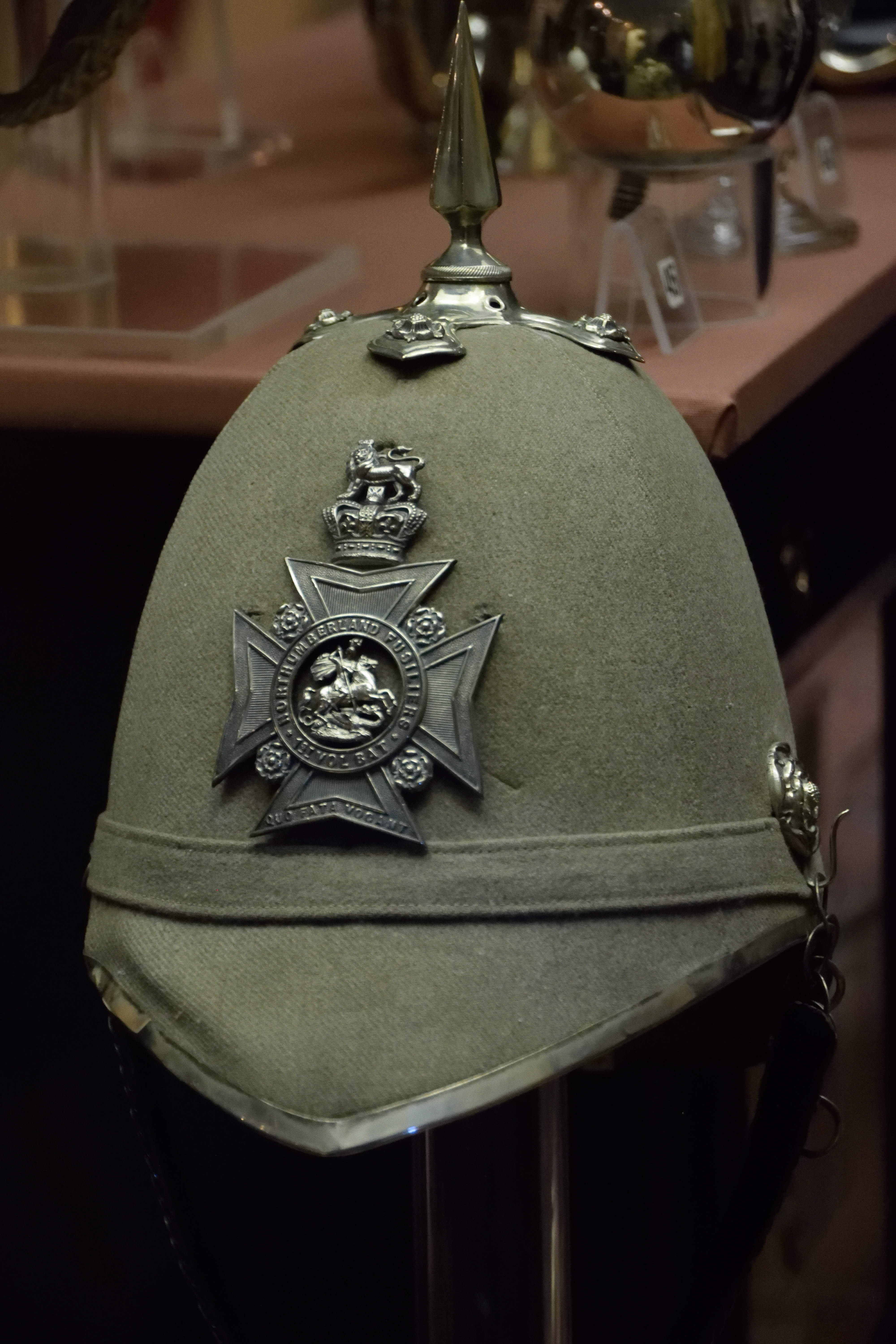
Casco Home Service del 1st Volunteer Battalion Northumberland Fusiliers, 1883-1893.
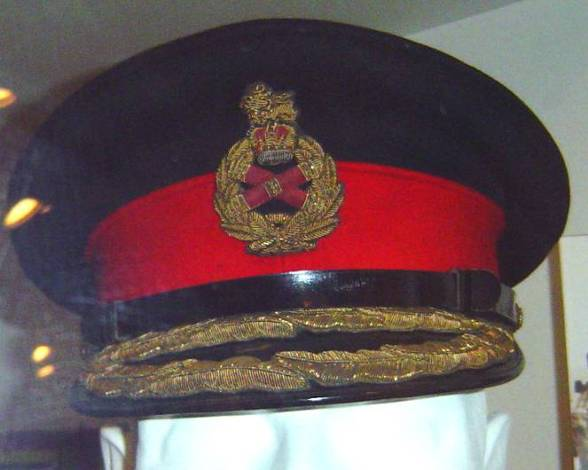
Berretto No 1 Dress.
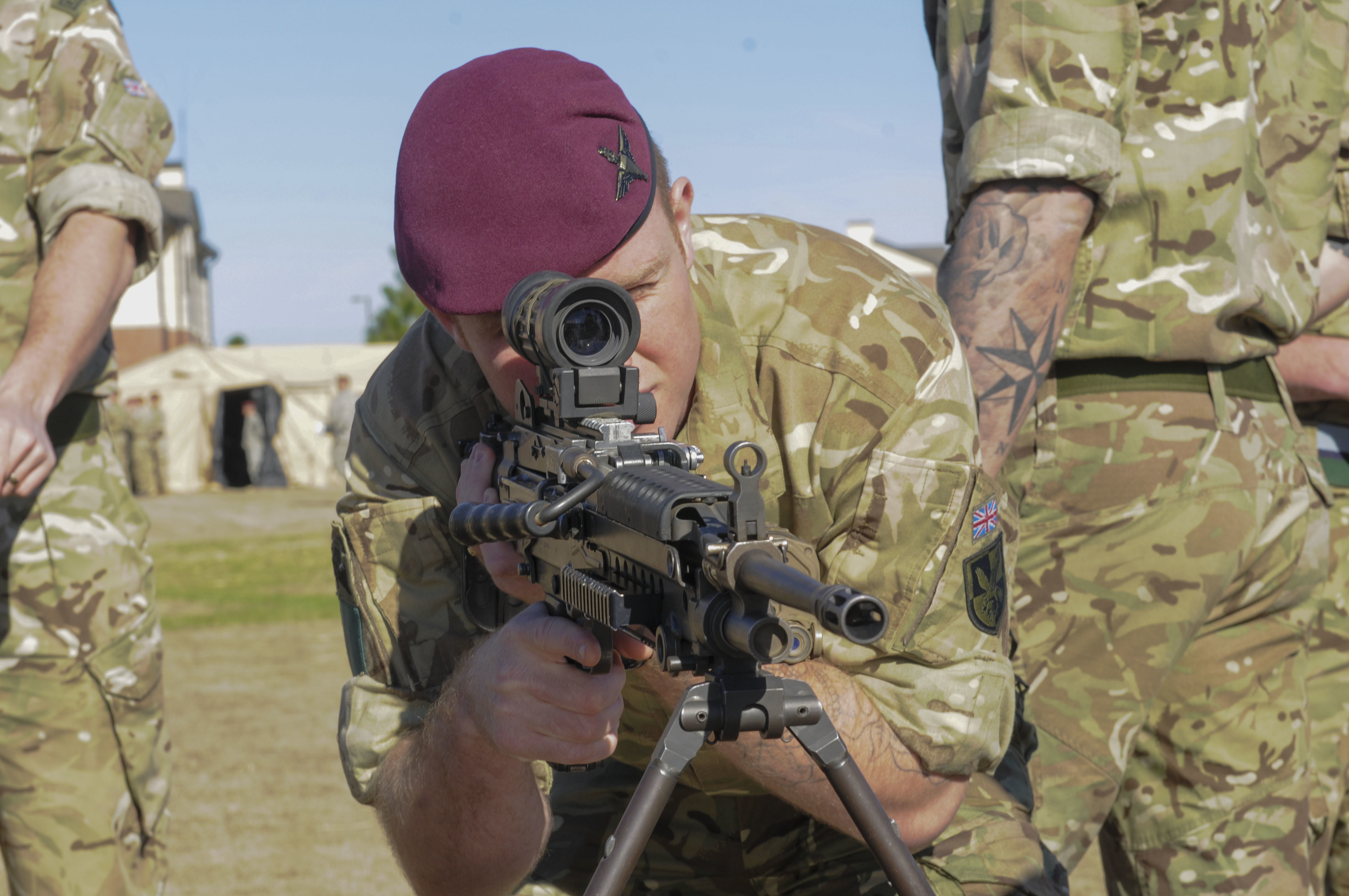
Un soldato del Parachute Regiment indossa il basco granata.
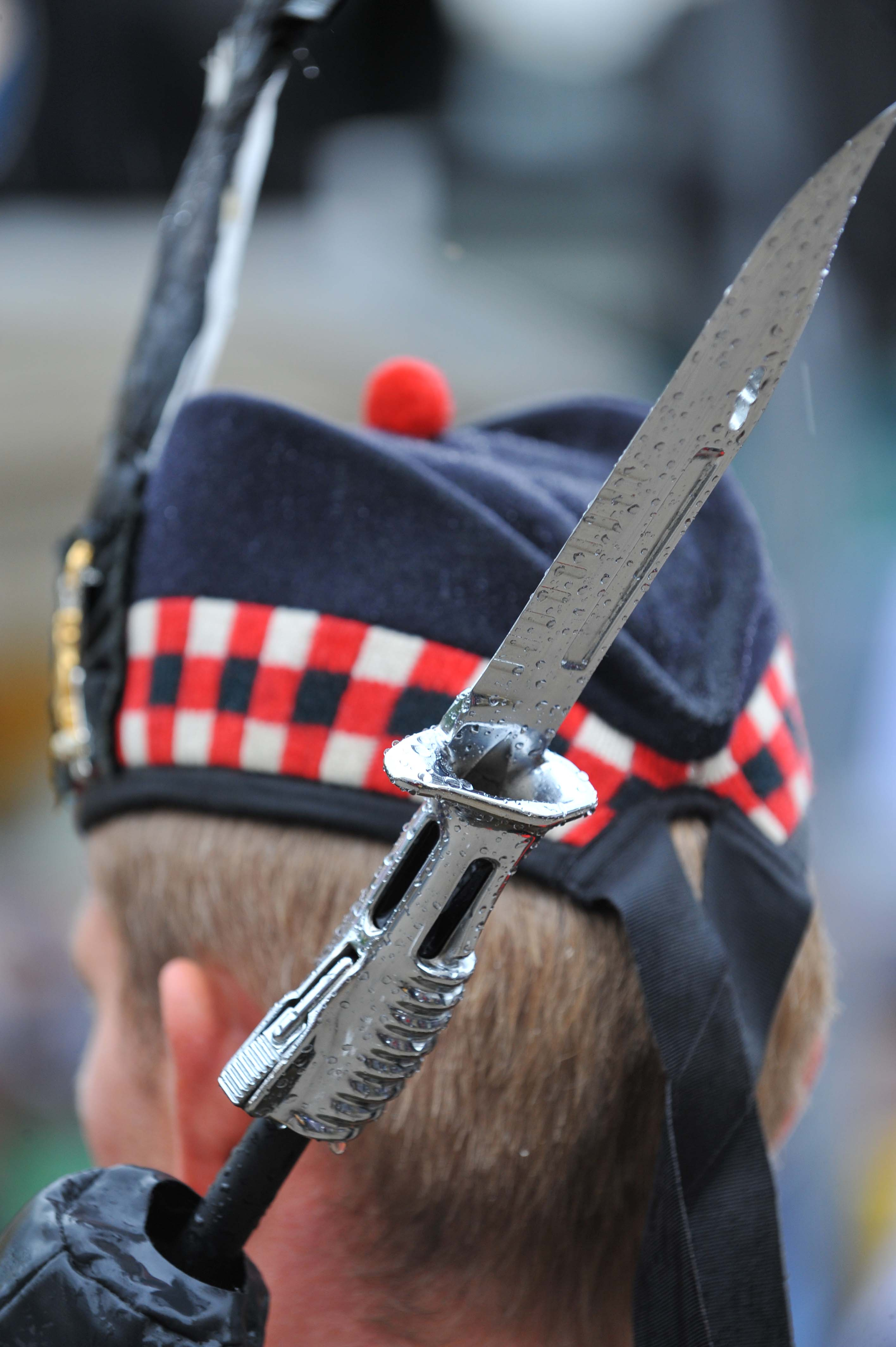
Glengarry indossato in una parata (Royal Regiment of Scotland, 2011)